# El Salvador en la República Federal de Centroamérica
El Estado del Salvador o de El Salvador fue uno de los estados constituyentes de la República Federal de Centroamérica, que surgiría el 12 de junio de 1824 con la publicación de la constitución del estado, que uniría a la Alcaldía mayor de Sonsonate y la Provincia de San Salvador en esta nueva jurisdicción.
A partir de 1834, y luego de varios enfrentamientos con el gobierno federal con sede en Guatemala, su capital San Salvador se convertiría en la sede del gobierno federal y se le crearía un distrito federal con parte del territorio del estado; por ello, a partir de esa fecha la cabecera del estado sería San Vicente hasta principios de 1840 cuando retornó a San Salvador.
En 1838, la República Federal entraría en crisis, desatándose una guerra civil entre los estados, que paulatinamente se irían separando hasta quedar únicamente el estado salvadoreño, que el 30 de enero de 1841 aceptaría la disolución de la federación y asumiría su estatus como república independiente, aunque mantendría la denominación de estado hasta el 25 de enero de 1859.

## Historia

### Creación del Estado y jefatura de Juan Manuel Rodríguez
En febrero de 1824, y estando aún en las Provincias Unidas de Centroamérica, la Provincia de San Salvador y la Alcaldía mayor de Sonsonate (que era parte de la Provincia de Guatemala), siguiendo a las bases de constitución federal, escogieron a diputados (15 por la provincia y 3 por la alcaldía mayor) para unir ambos territorios. Dichos diputados conformarían, el 14 de marzo de ese año, el congreso constituyente del estado; que tendría como primer presidente a José Mariano Calderón y como sede el que fuese el convento franciscano en San Salvador, donde hoy está el mercado ex cuartel o de artesanías.
El 21 de abril, por moción del diputado Miguel José de Castro y Lara, el congreso eligiría como jefe político del estado a Juan Manuel Rodríguez; quien tendría como secretario o ministro general primeramente a Alejandro Escalante y luego a Pedro José Arce.
El 4 de mayo de 1824, el congreso constituyente ratificaría la creación de la Diócesis de San Salvador y el nombramiento del presbítero José Matías Delgado como obispo, que había hecho con anterioridad la junta gubernativa de la provincia de San Salvador el 30 de marzo de 1822 y que el ejecutivo del estado había ratificado el 27 de abril de 1824. El 5 de mayo, se celebraría dicho nombramiento, con presencia de las autoridades civiles, militares y eclesiásticas, en una misa solemne en la iglesia parroquial (hoy iglesia el Rosario) oficiada por el diputado presbítero Pablo María Sagastume que fue seguida de un tedeum y una oración del presbítero José Simeón Cañas.
La decisión de crear una nueva diócesis y nombrar a Delgado como Obispo traería desacuerdos con la Arquidiócesis de Guatemala (a la que formaba parte el territorio salvadoreño) y su arzobispo fray Ramón Casaus y Torres, quien: el 21 de junio declararía esa elección como nula y sin ningún valor; en el mes de julio, enviaría a fray Anselmo Ortiz en el mes de julio para que predicase en San Salvador en contra de Delgado; y el 11 de octubre, informaría a la Santa Sede (dirigida por el papa León XII) sobre lo acontecido. También algunos sacerdotes del territorio estarían opuestos a tal nombramiento, como es el caso del ex cura de Izalco Miguel Muñoz que empujaba a su feligresía a que desobedeciese a Delgado.
El 5 de mayo, la Asamblea Nacional Constituyente de Centro América decretaría que cada estado podía conformar su propio congreso y elegir a su jefe de Estado. Esto debido a que el territorio salvadoreño había conformado un congreso constituyente contradiciendo lo decretado por la Asamblea Nacional, que solamente la constitución federal era quien iba a decidir la forma de gobierno de la provincia, para de ese modo asegurar la adopción del sistema federal (como lo proponía las bases de constitución federal, que era un anteproyecto de constitución), ya que en la Asamblea Nacional no se había decidido cuál sería el modelo de nación que se seguiría (centralista o federalista).
La Asamblea Nacional dictaminaría que cada uno de los Estados contribuiría al mantenimiento del gobierno central, lo cual estaría basado en los cálculos de población y riqueza. Así, al estado de El Salvador, al que se le calculaba una población 212.573 habitantes y una riqueza 1.478.780 pesos, le correspondían aportar 196 soldados y dar anualmente 70.012 pesos.
El 7 de mayo, el congreso decretaría la creación de la Legión de la libertad (hoy Fuerza Armada de El Salvador), en base al informe hecho por el general Manuel José Arce; que estaría dirigido por un comandante general de las Armas, siendo el primero Arce, y luego que él fuese a Guatemala (a ser miembro del poder ejecutivo centroamericano) lo sería Macario Sánchez.
Los diputados del congreso constituyente sostenían que había un déficit en la hacienda estatal, por lo que no se podían costear algunas exigencias de la Asamblea Nacional (como que cada departamento enviase a dos jóvenes a estudiar medicina); también por ello, el 24 de mayo, dictaminaría la imposibilidad de costarle al comandante general de las armas un secretario, libros y todo lo que necesitaría para su despacho. Este problema económico se debía a las secuelas de las batallas que la provincia de San Salvador libró contra las tropas guatemaltecas y mexicanas.
Para hacerle frente a los problemas económicos, el congreso estatal propondría medidas como: pedir un informe a todas las municipalidades sobre cuáles eran sus fondos, así como su rendimiento y erogaciones; dictaminaría que se pudiesen guardias en las garitas para la recaudación de alcabalas; que el estanco de tabaco permaneciera hasta que se mostrase su efectividad; se cobraría el diezmo a ley de depósito, para invertirlo en lo más justo y benéfico; se premiaría el uso de las tierras improductivas, ya sea por nacionales o extranjeros; y se licenciaría las milicias no necesarias, y se pagaría únicamente a la Legión de la Libertad (en la que estarían aquellos que combatieron contra las tropas imperiales), por lo que las tropas cesantes no recibirían su sueldo.
El 10 de mayo, el congreso decretaría la creación de municipalidades en poblaciones con menos de 1000 habitantes; y el 18 nombrarían como primer presidente de la Corte superior de justicia (hoy Corte suprema de justicia) a Joaquín Durán y Aguilar, y como demás miembros a Liberato Valdez y Francisco Merino, instalándose esa primera Corte el día 2 de agosto de ese año.
El 24 de mayo el congreso constituyente del estado mandaría a cumplir el decreto de la libertad de los esclavos sin ninguna indemnización. Dicho decreto, había sido pedido en la Asamblea Nacional por el diputado presbítero José Simeón Cañas el 31 de diciembre de 1823, siendo avalado ese mismo día. Paulatinamente el congreso iría incorporando varios decretos emanados de la Asamblea Federal, como: la abolición del uso del Don; el derecho a la ciudadanía, a todos los habitantes naturales o naturalizados con dieciocho años cumplidos, profesión útil, y modo de vivir conocido; impuesto igualitario sobre las rentas de los ciudadanos; y abolición de las diferencias de sueldo en las milicias (por el color de piel, méritos, virtud, y aptitud para ocupar empleos civiles).
El 12 de junio se emitiría la Constitución del estado y el 4 de julio sería promulgada y jurada solemnemente; con lo que el gobierno sería popular y representativo estando dividido en tres poderes (ejecutivo, legislativo y judicial) más un cuarto (el Consejo Representativo, que presidido por el vicejefe, sería intermediario entre el legislativo y el ejecutivo), y el territorio quedaría organizado en 4 departamentos (San Salvador, Sonsonate, San Miguel, y San Vicente). Con ello, el congreso, presidido en ese momento por Manuel Romero, pasaría a desempeñar funciones legislativas. Está sería la primera constitución, de los 5 estados que compondrían inicialmente la república federal, en emitirse; antecediendo incluso a la propia Constitución de la República Federal.
El 13 de julio de 1824, el congreso constituyente del estado declararía habilitado el puerto de San Carlos de La Unión como puerto mayor. Por otro lado, el 31 de julio, saldría a la venta por primera vez El Semanario Político-Mercantil (primer periódico salvadoreño), del que sería editor y redactor el presbítero y diputado Miguel José de Castro y Lara, quien compraría una imprenta en Guatemala para ese fin.

### Primera jefatura estatal de Mariano Prado
El 14 de septiembre se verificaron  las elecciones, donde la población escogió por primera vez al jefe y vicejefe del estado, resultando electos como jefe supremo del estado Juan Vicente Villacorta Díaz y como vicejefe a Mariano Prado. Debido a que Villacorta no se encontraba presente, el 1 de octubre de 1824, Prado asumiría provisionalmente la jefatura del estado; teniendo como secretario o ministro general a Joaquín Chávez y luego a Ramón Meléndez. Con anterioridad, Prado había sido el último jefe político de la provincia de San Salvador, y Villacorta se había desempeñado como diputado en la Asamblea Nacional Constituyente y miembro del gobierno ejecutivo de Centro América.
El 9 de octubre de 1824, Prado mandaría a cumplir el decreto con el que el congreso constituyente (con funciones legislativas; y presidida por Juan Manuel Rodríguez, el anterior jefe del estado) mandaba a las municipalidades a que tuviesen un libro donde llevarían el registro de los ciudadanos de su jurisdicción, y que conformasen una junta (compuesta por los alcalde, regidor y síndico primero; el párroco; y tres vecinos que ellos escojan) que se encargaría de formar el registro.
El 21 de octubre el congreso estatal decretaría que los diputados serían elegidos por departamento, renovándose cada año. En total habría 10 diputados propietarios y 5 suplentes; correspondiéndole al departamento de San Salvador 3 diputados propietarios y 2 suplentes, y a los otros tres departamentos 2 propietarios y 1 suplentes.
El 22 de noviembre de 1824, es emitida la Constitución Federal; la Asamblea Nacional Constituyente continuaría desempeñando funciones legislativas hasta su clausura el 23 de enero de 1825. Mientras que el congreso constituyente del estado se clausuraría el 23 de noviembre, siendo su último presidente el presbítero Miguel José de Castro y Lara.

### Jefatura de Juan Vicente Villacorta

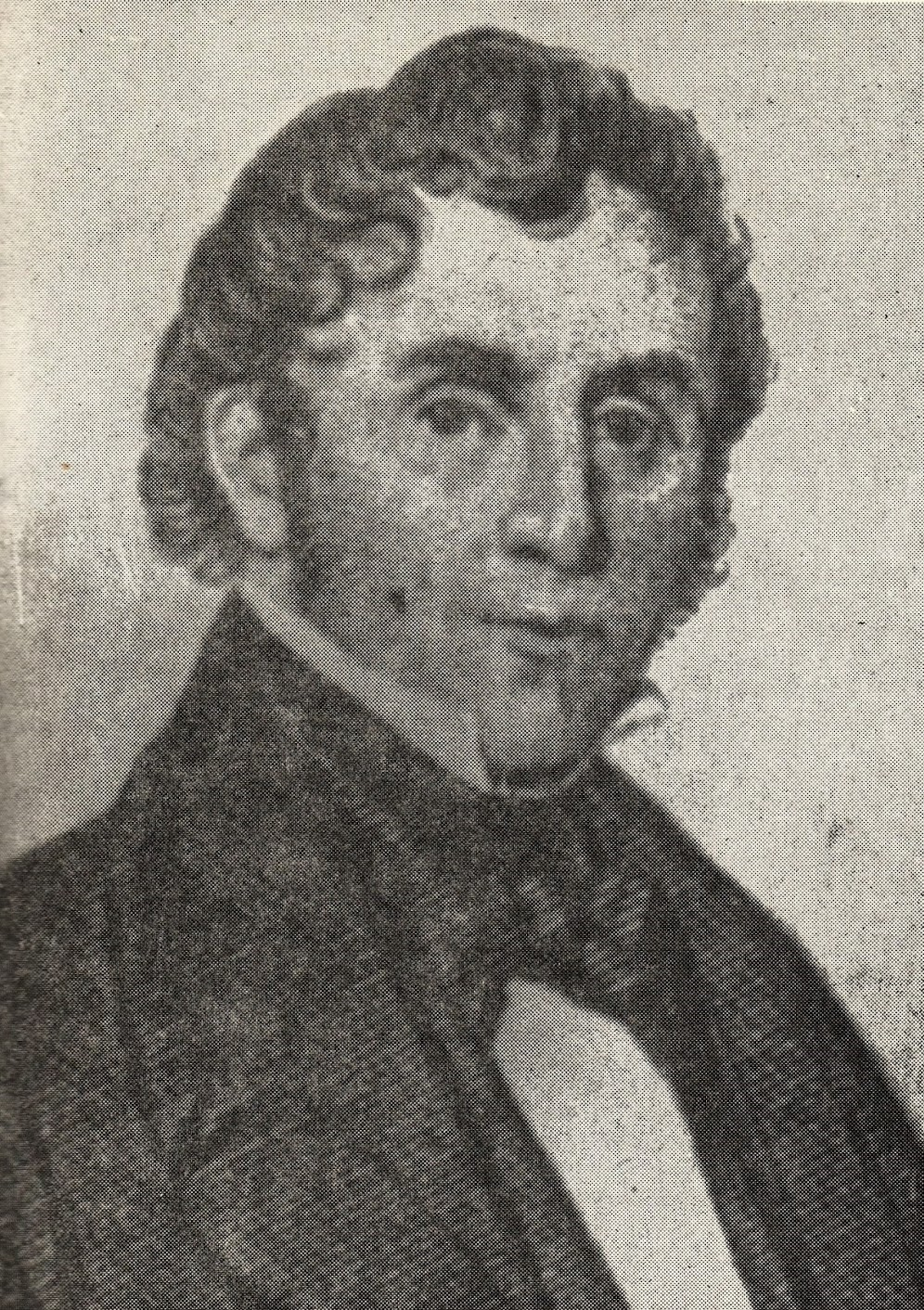
Juan Vicente Villacorta, primer jefe supremo electo del estado del Estado del Salvador, gobernó desde el 13 de diciembre de 1824 al 1 de noviembre de 1826

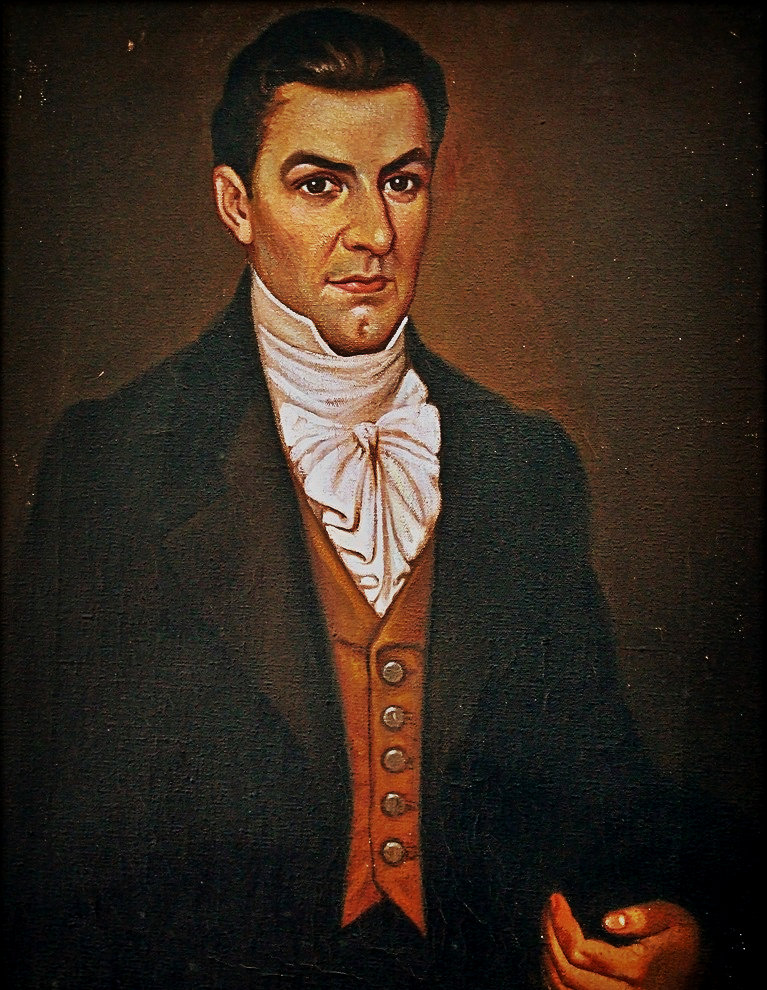
Manuel José Arce, primer presidente de la República Federal de Centroamérica

#### Sucesos de fines de 1824 a 1825
El 13 de diciembre tomaría posesión Villacorta como jefe supremo; quien tendría como secretario o ministro general a José Ignacio Marticorena. Asimismo, en ese mes, debido a que la provincia de Nicaragua se encontraba en medio de una guerra civil, el jefe Villacorta enviaría al general Manuel José Arce (quien había sido miembro del poder ejecutivo centroamericano hasta el 17 de septiembre), con un contingente de 500 hombres, para ir a pacificar dicho territorio. Dicho contingente entraría a la ciudad de León (cabecera de esa provincia) el 9 de enero de 1825, y en Managua el 22 de enero; con lo que poco después terminaría de pacificar esa jurisdicción; permaneciendo en Nicaragua hasta el 24 de abril, cuando Arce regresaría con parte de las tropas al estado salvadoreño.
El 6 de enero de 1825, la constitución federal es juramentada por los funcionarios del poder ejecutivo estatal; que estaba formado (además del jefe Villacorta, el vicejefe Prado, y el secretario general Marticorena) por el intendente de hacienda Manuel Durán y el comandante interino de armas José León Díaz.
El 30 de enero se instaló el primer congreso ordinario del estado, siendo su primer presidente José Antonio Ximénez y Vasconcelos. Asimismo, el 6 de febrero, se instaló la primera Asamblea Nacional de la República Federal de Centroamérica, que estaría presidida por Mariano Gálvez y que sería la encargada de dar a conocer el resultado de la elección de presidente de la República.
El 24 de marzo, la Asamblea Federal decretaría que los congresos estatales tienen la facultad de examinar las resoluciones y providencias dadas por las autoridades federales. Por otro lado, el 9 de abril, el congreso estatal (presidido en ese momento por el presbítero José Nereo Marín y Cañas) decretaría la extinción del Montepío de cosecheros de añil (institución que le brindaba créditos a los productores de añil), dejando únicamente el 2 por ciento para el estado.
En abril se llevaron a cabo las elecciones a presidente de la República Federal, en el que estuvieron como candidatos principales Manuel José Arce por los liberales y José Cecilio del Valle por los conservadores; para ello, la Asamblea Nacional establecería que por cada 15.000 habitantes habría un elector. Así al estado salvadoreño le corresponderían 18 electores, que estarían repartidos según los partidos electorales, habiendo: 4 electores en el partido de San Salvador, 3 en Sonsonate, 1 en Gotera, 2 en San Vicente, 2 en San Miguel, 2 en Santa Ana, 2 en Chalatenango, 1 en Zacatecoluca, y 1 en Cojutepeque (de este último sus resultados no llegaron a la asamblea federal el día señalado, por lo que no fueron contabilizados); todos los cuales votarían por Arce a excepción de los de Sonsonate y Gotera.
El 21 de abril, la asamblea federal contabilizaría los votos, en las que del Valle obtendría 41 y Arce 34, por lo que ninguno logró alcanzar la mayoría (que eran 42); por lo que la Asamblea Nacional declararía nula la elección, y procedería a escoger entre del Valle y Arce, escogiendo como ganador a Manuel José Arce, decisión que resultaría muy controversial. Mientras que en la elección de vicepresidente ocurriría lo mismo, escogiendo la asamblea a José Cecilio del Valle, que había tenido 6 votos en esa elección, siendo el tercero más votado detrás de José Francisco Barrundia y Arce; pero del Valle no lo aceptaría por lo que en su lugar fue nombrado José Francisco Barrundia (que había conseguido 25 votos; incluidos todos los de El Salvador, a excepción de los de Gotera que votaron por el jefe Villacorta), pero no lo aceptaría por lo que se designaría a Mariano Beltranena y Llano (que había obtenido 4 votos). Tanto Arce como Beltranena tomarían posesión del cargo el 29 de abril.
El 20 de abril, el congreso estatal establece el uso de papel sellado para las actuaciones civiles, administrativas y contratos. Posteriormente, El 15 de mayo sería sancionado el decreto que establece cuanto deben de ganar los empleados públicos, y el 18 de ese mes lo es el decreto que establece la dirección general de rentas y su reglamento, ambos decretos serían sancionados por el vicejefe Prado por no encontrarse presente el jefe supremo.
El 17 de julio, la Asamblea Federal decretaría el establecimiento de un Colegio Militar en la ciudad de Guatemala, señalando el número de alumnos que cada estado debería de enviar; para ello, el 26 de abril de 1826, Villacorta sancionaría el decreto que facultaría al gobierno estatal el poder nombrar a los jóvenes que ingresarían al Colegio Militar, teniendo en preferencia a los hijos de los fallecidos en 1811, 1814,1822 y 1823. Asimismo, el 16 de agosto de 1825, la Asamblea Federal decretaría el libre comercio por los puertos nacionales para todas las naciones.
El 9 de noviembre de 1825, la secretaría de la Asamblea Federal recibiría una solicitud de Sonsonate y Santa Ana para separarse del estado salvadoreño. Si bien dicha iniciativa no llegó a más, muestra la disconformidad de algunas poblaciones. En el caso de Santa Ana se debía al constante  asedio, por parte de las fuerzas de San Salvador, que vivió en el tiempo de la anexión a México en 1822, y la actitud de castigo que tuvieron los diputados constituyentes del estado (el que no lo designarán cabecera de un departamento o que su batallón fuese el único que no llevase el nombre de la población); mientras que en el caso de Sonsonate (y de algunas de las otras poblaciones de la antigua alcaldía mayor), se debía a que las familias poderosas del lugar estaban enlazadas con las de Guatemala (y por ende no contaban con tradición inmemorial de sujeción a San Salvador) y porque sufrían vejaciones e insultos de otras poblaciones del estado.

#### Cuestión del obispado salvadoreño

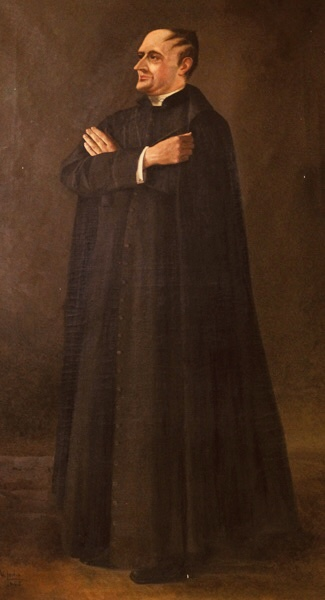
Presbítero José Matías Delgado, quien buscaría ser obispo de San Salvador a pesar de la oposición del arzobispo Ramón Casaus y Torres. Además de ello sería gobernador eclesiástico y vicario provincial de San Salvador hasta el 21 de enero de 1831, y diputado presidente del congreso estatal de 1832. Fallecería el 12 de noviembre de 1832, luego de lo cual el congreso estatal lo nombraría Benemérito de la Patria.

El 23 de abril de 1825, el gobierno del estado decretaría la prohibición de todas las pastorales, edictos, y circulares del arzobispo Casaus sin antes ser verificado por el gobierno. Al siguiente día, el presbítero Delgado tomaría posesión como obispo de San Salvador, e iría expulsando del territorio a todos aquellos sacerdotes que se oponían a su nombramiento.
Ante ello, el 21 de junio, el arzobispo emitiría un decreto en el que se oponía al obispado salvadoreño, insultaba y llamaba herejes a Delgado y al clero que lo obedecía; lo que causaba alarma e intranquilidad en el estado.
Para intentar detener el conflicto entre el arzobispo y el presbítero Delgado, la Asamblea Federal decretaría la creación de la diócesis salvadoreña pero declararía insubsistente el nombramiento de Delgado como obispo. Pero el Senado Federal vetaría la resolución de la Asamblea y haría su propio decreto, el 5 de agosto, en el que aprobaría tanto la creación del obispado como el nombramiento de Delgado; pero el presidente Arce no le daría cumplimiento sino que permitiría al arzobispo a que suspendiese todo lo relacionado al obispado salvadoreño. Asimismo, el papa León XII, en su breve epistolar del 7 de septiembre, exhortaría al arzobispo a que manifieste su desaprobación sobre la creación del obispado y nombramiento de Delgado, quien tendría que implorar la misericordia de la Santa Sede para evitar ser excomulgado.
En dos notas enviadas al Gobierno Federal, el 14 de junio y el 13 de octubre, el jefe Villacorta recriminaba la actitud del arzobispo, proponía el nombramiento de tres personas en quien podía recaer el nombramiento del papa, que el gobierno federal debía evitar que el arzobispo actúe de ese modo, que el gobierno estatal ya no limitaría sus providencias sino que cortaría de raíz el problema, y que ya no molestaría más al gobierno federal sobre ese problema. Asimismo, el jefe Villacorta enviaría a Roma al Dr. fray Víctor Castillo para que negociase con el papa y este aceptase la creación del obispado y nombramiento de Delgado, pero todo sería denegado.
El 23 de octubre de 1825, agentes del arzobispo provocan una sublevación en Santa Ana, encabezada por uno de los alcaldes, que depondrían al jefe departamental, provocarían el fallecimiento de varias personas y saquearían varias casas. Luego de que dicho levantamiento fuese sofocado, sus promotores se refugiarían en Guatemala y serían protegidos por el jefe supremo de ese estado Juan Barrundia.
El 1 de octubre de 1826, el papa León XII declararía ilegítima la creación del obispado y la elección del obispo; posteriormente, el 1 de diciembre, enviaría tres breves al arzobispo, al jefe Villacorta y a Delgado respectivamente, en la que declaraba la ilegalidad de la creación de dicho obispado y la designación de Delgado como obispo, condenando todo lo hecho y señalándole a Delgado un plazo de 50 días para que dejase el ministerio de obispo y reparase el escándalo. Delgado acataría dicha resolución y se retiraría de la idea del obispado.

#### Acontecimientos de 1826
En 1826, retornarían al estado salvadoreño las tropas que habían quedado en Nicaragua, pero por ello dicho estado quedaría en anarquía; y además, el congreso estatal emitiría el código penal del estado.
La última diputación provincial de la provincia de San Salvador había  concluido su período para fines de 1825; por lo que el 6 de febrero de 1826, el congreso estatal (presidido por José María Cornejo) decidiría suprimir dicho ente y en su sustitución crearía las diputaciones o juntas departamentales compuestas por: 1 diputado por cada distrito, 2 por la cabecera departamental, y por el jefe político intendente del departamento. Éstas diputaciones existirían hasta el 1 de junio de 1829, cuando el congreso estatal (presidido por Mariano Funes) decretaría su extinción debido a que consideraban que no habían cumplido su propósito y a que eran gravosas a los ciudadanos.
El 24 de febrero, el congreso estatal (presidido por Miguel José de Castro) emitiría un decreto por el cual se crearían juntas en cada una de las cabeceras departamentales, integradas por 6 personas (3 designadas por las municipalidades y 3 por el gobierno), encargadas de supervisar la creación y arreglo de los cementerios en las afueras de las poblaciones, ya que estaría prohibido el enterramiento en las iglesias (como se hacía con anterioridad).
El 2 de abril, el congreso estatal (presidido por Mariano Antonio de Lara) decretaría autorizando al poder ejecutivo a que decrete el cumplimiento de las leyes emitidas por el gobierno federal (luego de escuchar el dictamen del Consejo Representativo) durante el receso del congreso, y que el Consejo Representativo (que según la Constitución era quien convocaba al congreso) convocase extraordinariamente al congreso para suspender la ejecución de las medidas federales que excediesen las atribuciones de la Constitución.
El 9 de abril, por decreto del congreso del estado (en período extraordinario), se extinguiría completamente el Montepío de cosecheros de añil y las contribuciones destinadas a sus fondos, no pudiéndose cobrar los réditos por las habilitaciones desde el año 1800, se abonarían los intereses pagados a los capitales que serían pagados por décima parte cada año comenzando desde el mes de diciembre de 1827.
El 13 de abril, el congreso estatal declara como fiestas cívicas: el día de la Santísima Trinidad, que se celebra el primer domingo después de pentecostés; el 6 de agosto, día del Salvador del mundo; el 6 de febrero, en memoria de los fallecidos por la libertad de la patria (en la guerra entre la provincia de San Salvador y el Imperio Mexicano); el 4 de marzo, fecha de la instalación del congreso constituyente; el 3 de junio, por la victoria en 1822 contra los ejércitos imperialistas comandados por Manuel de Arzú; y el 12 de junio, fecha que se emitió la constitución estatal. Más adelante, la asamblea federal decreta que las fiestas religiosas serían las de: los días jueves, viernes y domingo de Semana Santa; el Corpus Christi; y el 8 de septiembre, día de la Inmaculada Concepción de la Virgen María; Las cívicas serían: el 15 de septiembre, en recuerdo al primer pronunciamiento de la independencia; el 14 de septiembre, en honor a los fallecidos en 1823 en la rebelión de Ariza; y el 22 de noviembre, día en que se firmó la Constitución Federal. Ambos decretos serían sancionados por el jefe Villacorta el 4 de julio.
El 27 de mayo, la municipalidad y unos 59 vecinos de Santa Ana manifestaron a la Asamblea Federal, en un documento, su deseo de separarse del estado salvadoreño y formar un nuevo estado (con todo el departamento de Sonsonate). En ese documento expresaban que dicha solicitud ya era conocida por la asamblea estatal; que aunque la Constitución Federal establecía la elaboración de una ley que fijaría los límites de los Estados, dicha ley todavía no se había creado; que estaban los casos de Nicoya (separada del estado de Nicaragua para unirse al de Costa Rica por voluntad de sus habitantes) y Sonsonate; y que está sería la última vez que llevarían este caso a la Asamblea Federal (pues ya lo habían intentado en cuatro ocasiones). Si bien hubo interés en llevar a cabo esa petición, aunque fue retrasada por trabas y dilaciones hasta 1828; al final, debido a la oposición del gobierno salvadoreño, todo quedó igual.

#### Preludio a la guerra civil
El presidente Arce, había intentado en principio formar un gobierno plural, en la que estuvieran tanto liberales (que eran sus partidarios) como conservadores; pero esto le causaría oposición del lado de los liberales, que consideraban que sólo ellos podían conformar el gobierno, por lo que Arce buscaría apoyos de lado de los conservadores (lo que significaba que se había aliado con la aristocracia guatemalteca, el arzobispo, y los que consideraban que la República debía ser centralista y no federal), lo que le causaría más oposición de sus antiguos partidarios. Por otro lado, también contaría con el apoyo del jefe Villacorta.
El Congreso Federal (que estaba presidido por José Cecilio del Valle), y en particular los diputados guatemaltecos que eran en su mayoría liberales, se encontraban en oposición al gobierno de Arce; por lo que la asamblea, convocaría a 4 suplentes guatemaltecos para que supliesen los puestos de los representantes de otros estados; quedando el congreso con 28 diputados donde: 16 representaban Guatemala, 7 a El Salvador, y 5 era la suma de los representantes de los demás estados. Debido a ello, el 22 de mayo, los representantes salvadoreños (que eran: José Miguel Alegría, Buenaventura Guerrero, Mariano Funes, Marcelino Menéndez, presbítero José Antonio Peña, José Higinio Sánchez y presbítero Joaquín Durán) decidirían informar al gobierno estatal sobre dicha situación, el cual junto con el congreso estatal aprobaría su conducta y los exhortaría a no volver a sus asientos hasta que se retirase los suplentes.
El 2 de junio, los representantes salvadoreños renovarían sus reclamos, y ese día junto con los demás diputados no guatemaltecos se retirarían de la Asamblea Federal; y el 8 de junio firmarían una proclama a los pueblos que los eligieron, explicándoles el motivo de su retiro. La asamblea federal continuaría funcionando hasta el 30 de junio, cuando se disolvería por falta de cuórum; se intentaría reunir en los siguientes días, pero el congreso salvadoreño prevendría que los representantes salvadoreños sólo concurran con el objetivo de acordar la traslación de las autoridades federales.
El 22 de agosto, el presidente Arce comunicaría al gobierno estatal la situación en la que se encontraba el estado guatemalteco (en la que incluso había ordenado la captura y arresto del jefe de ese estado Juan Barrundia); a lo que el gobierno salvadoreño respondería que era el momento de actuar con las armas. El 15 de septiembre, el ministro general Marticorena le comunicaría al gobierno federal que El Salvador aprobaba las medidas para detener los intentos de revolución; y en ese mes se enviaría un contingente de 300 soldados para apoyar al gobierno federal, que llegarían a Guatemala el 14 de octubre.
El 10 de octubre, buscando solucionar la situación política, el presidente Arce convocaría a elecciones para un Congreso Nacional Extraordinario que se reuniría en Cojutepeque. Sin embargo, dicho decreto agravaría más los problemas, ya que según la Constitución Federal era el Senado quien tenía la atribución de convocar a elecciones.
A consecuencia de la situación política en el estado guatemalteco, el 21 de octubre, se reuniría extraordinariamente el congreso estatal (en segunda ocasión, y estando presidido por Francisco Gómez), que aceptaría la convocatoria a una nueva Asamblea Federal con las condiciones de que: no se alterase el sistema federativo y que en las resoluciones regiría (además de la mayoría de los representantes) la mayoría de los estados; y más adelante, el 28 de octubre, exhortaría al gobierno federal a que convocase a elecciones para el congreso del estado guatemalteco en caso de no poder hacerlo el Senado Federal (Arce decidiría llevar a cabo esas elecciones, junto a la del consejo representativo y de jefe supremo del estado guatemalteco, el 31 de octubre).
El congreso estatal conformaría una comisión (integrada por los diputados Juan Manuel Rodríguez, Ramón Meléndez, y Miguel José de Castro) para examinar la situación política de la República. En su informe manifestaban que el estado de Guatemala se encontraba en completa anarquía y en una hostilidad abierta contra el gobierno federal; mientras que en el estado nicaragüense amenazaba una guerra civil.

### Segunda jefatura de Mariano Prado

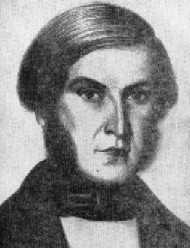
Mariano Prado, quien gobernó el estado como vicejefe del 1 de octubre al 13 de diciembre de 1825 y del 1 de noviembre de 1826 al 30 de enero de 1829; y como jefe supremo del 25 de julio de 1832 al 9 de febrero de 1833

#### Llegada al poder y antesala de la guerra civil
El 1 de noviembre de 1826, debido a estar sumamente enfermo, el jefe Villacorta decidiría retirarse y dejar el cargo al vicejefe Mariano Prado; quien continuaría con José Ignacio Marticorena como secretario o ministro general hasta abril de 1827, cuando fue sustituido primeramente por Fulgencio Mayorga, luego por Doroteo Vasconcelos y al final de su mandato por Pedro Molina.
Para ese momento, varios de los opositores al presidente se habían refugiado en el territorio salvadoreño (como Antonio Rivera Cabezas, Ciriaco Villacorta, el general Nicolás Raoul, y el coronel José Anacleto Ordóñez), siendo el más destacado el ministro plenipotenciario para los gobiernos de Sudamérica Dr. Pedro Molina, quien buscaría convencer a Prado y al presbítero José Matías Delgado de oponerse a Arce, lo cual lograría; en el caso de Delgado porque estaba disgustado con el presidente por su falta de cooperación en los problemas con el arzobispo, y por haber permitido la publicación del edicto sobre el jubileo del año santo (en el que se excluía a El Salvador). El vicejefe Prado se pronunciaría abiertamente contra el presidente y daría toda clase de auxilio a los refugiados guatemaltecos.
El 6 de diciembre, Prado convocaría a los gobiernos Honduras, Nicaragua y Costa Rica, para que se reuniesen en Ahuachapán los diputados de la asamblea federal disuelta. Los gobiernos de los Estados antedichos apoyaron esta medida; llegando a reunirse hasta 12 diputados en Ahuachapán, pero nunca fueron los suficientes como para formar el congreso.
El presidente Arce se dirigiría a Santa Ana, donde enviaría a Bonifacio Paniagua para que fuese donde Delgado y lo convenciese de que el estado salvadoreño debería adoptar el decreto del 10 de octubre; pero Delgado no lo aceptaría porque dicho decreto no estaba hecho conforme a la Constitución Federal.

#### Guerra civil centroamericana
El gobierno salvadoreño comenzaría a hacer prepativos de guerra, disponiendo tropas en Santa Ana y Ahuachapán; con el objetivo de hacer cumplir las determinaciones de la asamblea y del senado para que pudiesen deliberar libremente sin la influencia del presidente. Mientras que el gobierno federal había diseminado sus fuerzas en 3 divisiones: una en los de Santa Rosa (Honduras), para salvaguardar los depósitos de Tabaco del gobierno federal; otra estaba en Quetzaltenango, donde había sido asesinado el vicejefe de Guatemala Cirilo Flores Estrada; y otra en Chiquimula, para proteger los intereses de los comerciantes guatemaltecos.
En el territorio salvadoreño se conformaría el «Ejército protector de la ley», que estaba dirigido por el general Nicolás Raoul, el coronel Isidoro Saget, y el coronel José Anacleto Ordóñez; y asesorado por una junta de guerra compuesta por Joaquín de San Martín, Antonio Rivera Cabezas y Ciriaco Villacorta.

##### Primera invasión a Guatemala y batalla de Arrazola

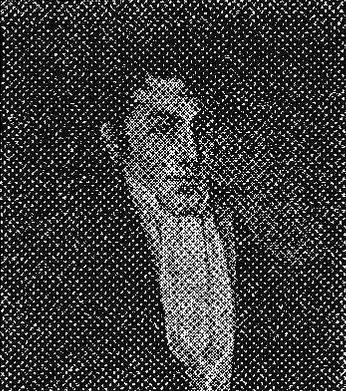
Mariano Beltranena, vicepresidente federal, se hacía cargo del gobierno de la República cada vez que Arce iba a conducir el ejército. Luego que Arce se retiró a la vida privada en 1828, Beltranena se encargaría del gobierno federal hasta el fin de la guerra

En marzo, un contingente al mando del coronel Ruperto Trigueros invadiría Guatemala para derrocar al presidente. Ante esto, el 16 de marzo, Arce decidiría depositar el cargo en el vicepresidente Mariano Beltranena, y asumir el mando de las tropas federales; conformaría una fuerza de 800 soldados, y el 17 de marzo establecería su cuartel general en la hacienda de Arrazola.
El 17 de marzo el vicepresidente Beltranena enviaría un mensaje al coronel Trigueros, preguntándole sobre las razones para invadir al territorio guatemalteco; asimismo, le escribiría a Prado, comunicándole que había asumido la presidencia, a que mande a detener la marcha de las fuerzas de Trigueros, y a que nombre dos comisionados para que con dos representantes de los otros estados acuerden los medios para restablecer el orden constitucional. Sin embargo, no se llegó a ningún acuerdo, ya que las instrucciones de Prado eran terminantes y no les permitía detener la marcha de las tropas hasta que se restituyesen las autoridades que fueron destituidas el año anterior; por lo que se le daría a Beltranena un plazo de 12 para que diese una contestación, lo que no ocurrió por lo que comenzaría la guerra.
El 21 de marzo, el congreso estatal, bajo la presidencia de Juan José Guzmán, se reuniría extraordinariamente y le comunicarían al vicepresidente que desconocían la autoridad de Arce, a quien pedían que se le privase del mando de las tropas federales y lo pudiesen a disposición de la asamblea federal.
El 21 de marzo las fuerzas salvadoreñas divisaron a las tropas de Arce a la altura del valle de Canales; y para el 22 las ya se encontraban en la jurisdicción de Santa Catarina Pinula. Al darse cuenta de estos movimientos, Arce movería su cuartel general a Ciudad Vieja. Mientras que las tropas salvadoreñas (así como el comandante Trigueros) comenzaron a desalentarse al ver que las contrarias eran dos veces mayores; pero Raoul, Saget y Ordóñez, decidirían seguir adelante, avanzando hasta la villa de Guadalupe, donde se libró un enfrentamiento entre las guerrillas de vanguardia de los dos ejércitos, en el que resultaron rechazados los salvadoreños.
Las tropas salvadoreñas comenzarían a retroceder hasta la hacienda de Arrazola. Entonces Arce movilizaría a su ejército en la madrugada del 23 marzo, atacando las los puestos de avanzada salvadoreños a partir de las 7 de la mañana; las tropas salvadoreñas comenzaron a dispersarse y a retirarse (incluido el coronel Trigueros), únicamente el oficial José Dolores Castillo y el coronel Ordóñez lograron oponer una resistencia hasta que uno de los cañones fue desmontado, lo que significó la derrota; quedando un total del lado salvadoreño más de 60 muertos y mayor número de heridos y algunos prisioneros, mientras que del lado guatemalteco fue de 26 muertos y 38 entre heridos y contusos.

##### Primera invasión de las tropas federales al territorio salvadoreño
Luego de la victoria de Arrazola y de perseguir a soldados salvadoreños que habían quedado, el presidente se estacionaría en Los Arcos; mientras que las autoridades de los distritos de Santa Ana y de Sonsonate se declararían a favor del gobierno federal. Con ello, el 5 de abril, el presidente Arce, al mando de una tropa de 3000 soldados, invadiría el territorio salvadoreño, se posicionaría sobre Santa Ana y avanzaría lentamente hasta situar su cuartel general en Apopa para principios del mes de mayo.
En el estado salvadoreño, el 9 de abril, por decreto ejecutivo: se publicaron leyes marciales; se exigieron préstamos forzosos; se proscribieron a los conservadores; se establecieron tribunales de policía; y se le facultaría a Prado a que interceptara las cartas, allanara las casas de las personas sospechosas, hiciera los gastos que creyese necesario, y aplicase la fuerza en cualquier punto del territorio. Asimismo, se puso en el mejor estado de defensa toda la línea entre Soyapango y el callejón El Guarumal (hoy autopista Los Chorros); y se enviaría un contingente de 300 soldados, al mando del coronel Ordóñez, a Honduras para que apoyasen al jefe de ese estado Dionisio Herrera, pero llegarían después de que las tropas federales lideradas por el coronel José Justo Milla hubieran destituido a Herrera, por lo que el coronel Ordóñez se iría a Nicaragua donde tomaría el cargo de jefe de Estado.
El gobierno salvadoreño enviaría proposiciones de paz por medio del coronel Raoul, quien le escribiría (por medio de Carlos Meani) al secretario general del presidente coronel Manuel Montúfar, mientras las tropas federales se encontraban en Santa Ana. Pero Arce no prestaría atención a ello hasta que las tropas federales llegaron a Opico, donde Montúfar recibiría otra carta de Raoul, a lo que Montúfar respondería invitándolo a conferenciar en las inmediaciones de Nejapa, cuando el ejército federal llegase ahí.
El 24 de abril, mientras las tropas federales se encontraban en Nejapa, el gobierno salvadoreño presentaría al secretario Montúfar, por medio del coronel Raoul, un proyecto de bases para establecer la paz titulado: «Proyecto de concordia entre las autoridades de Centro-América». El 25 estas propuestas fueron devueltas con anotaciones del presidente, que serían rechazadas por el gobierno estatal. El 27 de abril, Prado emitiría una proclama en la que manifestaba que había rechazado las propuestas del presidente porque pedía que entrase en la balanza el peso de los triunfos. El 2 de mayo, desde Nejapa, Arce envía un ultimátum para que el gobierno estatal acepte las bases propuestas, lo cual sería negado, por lo que San Salvador buscaría resistir a través de sus fortificaciones, mientras las tropas federales se movilizan a Apopa.
El secretario o ministro general José Ignacio Marticorena sería destituido por el congreso estatal a pedido del pueblo, y sustituido como se dijo anteriormente por Fulgencio Mayorga. Así también fueron destituidos el coronel Ruperto Trigueros y el coronel Nicolás Raoul (quien estaba a cargo de la defensa de San Salvador con el título de inspector general); este último, debido a que se temía una traición con el gobierno federal, sería puesto en prisión.
El 17 de mayo, por consejo del presbítero José Matías Delgado, el ejército salvadoreño saldría de sus fortificaciones hacia los llanos de la hacienda del Ángel, conformando una fuerza de casi 2000 soldados (donde solamente unos 800 estaban armados con fusil y el resto tenía armas blancas; y la caballería, liderada por el coronel Isidro Saget, estaba muy mal equipada) dirigidos por Tomás Alfaro. Cuando estas tropas estuvieron frente a las federales, Alfaro se acercaría a negociar con Arce, quien propondría que los dos ejércitos marchen juntos a San Salvador, pero Alfaro diría que tenía que consultarlo con sus oficiales; más adelante el coronel Saget informaría al presidente que las tropas no habían aceptado, Arce les daría un ultimátum hasta las 6 de la mañana del día siguiente para darle una respuesta, acto seguido las tropas salvadoreñas volverían a San Salvador sin que Arce reaccionara de alguna manera.
El 18 de mayo, Arce dirigiría sus tropas desde Apopa hacia el cantón Milingo (en Suchitoto), donde se liberaría una batalla contra las fuerzas salvadoreñas. Las tropas federales llegarían a ese cantón para las 9 y media de la mañana, mientras que las tropas salvadoreñas sabían del movimiento de las fuerzas contrarias gracias a un encuentro con exploradores del presidente, lo que dio tiempo suficiente para reforzar los puestos amenazados. Las fuerzas salvadoreñas lograrían defenderse de las tropas federales, que se verían imposibilitadas de atravesar las fortificaciones y defensas del lugar. Después de 5 horas, el presidente daría la orden de retirada, quedando cerca de 200 fallecidos y teniendo los federales el doble de heridos; entre los fallecidos estarían el teniente coronel Tomás Sánchez y Pedro Barriere (intendente jefe político de la provincia de San Salvador al momento de la independencia).
Las tropas federales se retirarían, llegando a Santa Ana el 22 de mayo; el 23 habría una pequeña escaramuza en la hacienda San Antonio (hoy barrio) de Santa Ana, en la que resultaron 4 salvadoreños fallecidos y varios caballos robados. Luego de ello, las tropas federales regresarían a Guatemala, asentando su cuartel general, el 28 de mayo, en Guajiniquilapa, donde Arce daría una proclama explicando los acontecimientos.
El 21 de mayo, el vicejefe Prado propondría medios para que se restablezca la paz: que se reuniese el congreso federal y el senado; que las autoridades federales se trasladasen al territorio salvadoreño, para fijar su residencia; y que se retiren las fuerzas federales de Honduras, licenciando a las milicias armadas que no fuesen de las permanentes. Pero el 16 de junio, el gobierno federal a través de su secretario de estado Juan Francisco Sosa, rechazaría dicha propuesta. Más adelante, el 9 de julio, presentaría nuevamente esas propuestas pero limitándolas a que únicamente se renovasen todas las autoridades federales, y que el congreso escogiese un lugar de los estados de El Salvador o Nicaragua para reunirse, también mencionaba que se nombrasen comisionados que se reuniesen en un lugar donde sean libres para discutir estas propuestas y allanar toda dificultad; pero nuevamente dichas propuestas fueron rechazadas, a excepción del de nombrar comisionados que si se intentaría llevar a cabo en varias ocasiones.
El 29 de mayo, el vicejefe Prado emitiría una proclama en la que le concedería perdón por la rebelión a los habitantes del departamento de Sonsonate. El 3 de julio se establecería el tribunal militar, para juzgar la infidencia de los opositores. Por otro lado, Raoul recobraría su libertad el 18 de mayo, haría reconocimientos en la zona del río Paz por parte del gobierno salvadoreño, y luego con ayuda de Manuel Montúfar retornaría a Guatemala, donde no formaría parte del ejército federal.

##### Segunda invasión de las tropas federales al territorio salvadoreño
La división expedicionaria del presidente Arce comenzó a ponerse nuevamente en movimiento y el 14 de julio ocupó la población de Chalchuapa. En ese momento, las tropas de Santa Ana, que eran entre 800 a 1000 soldados, evacuaron esa población la noche del 15. A la mañana siguiente, la caballería federal ocupó esa ciudad y poco después llegaría el presidente Arce.
Para aumentar sus fuerzas, Arce comenzaría a hacer reclutamientos forzosos en Santa Ana, Sonsonate, Ahuachapán e Izalco; se apoderaría de las rentas de esas poblaciones, y prevendría a todas las administraciones subalternas a que hicieran todos sus depósitos en la tesorería del ejército; dictaría órdenes de penas y castigos severos para los que no obedeciesen las órdenes federales; y procedería inmediatamente a la elección de diputados que había dictaminado, el 10 de octubre del año anterior, que se reunirían en Cojutepeque; todo ello se llevaría a cabo en todos los departamentos controlados por las fuerzas federales. A pesar de esto, durante el año de 1827, los puestos de avanzada federales no pasaron de Izalco y la guerra quedaría reducida en su mayor parte a escaramuzas, que si que afectaron las poblaciones y haciendas donde pasaban; asimismo el gobierno federal, cerraría el comercio exterior y los puertos del estado (el de La Libertad, y el de La Unión), y armaría en corso algunos pequeños buques para cortarles el comercio; mientras que las tropas salvadoreñas se introducirían al territorio hondureño para combatir a José Justo Milla, que estaba de jefe supremo de ese estado luego de destituir a Dionisio Herrera.
El 4 de septiembre de 1827, el vicejefe Prado propone nuevamente medidas para restablecer la paz, que en esta ocasión incluye también un indulto para los que habían tomado parte en el conflicto, y que todos los españoles fuesen desarmados y separados de los puestos públicos; esto último debido a que, en el mes de agosto, se recibieron comunicaciones del encargado de negocios de la República cerca del gobierno de los Estados Unidos sobre noticias de intentos hostiles de España sobre sus antiguas colonias. Sin embargo no se llevaron a cabo dichas propuestas.
En septiembre, Arce se daría cuenta de que un contingente salvadoreño se disponía a desalojar el destacamento federal que estaba en Izalco, al mando de Agustín Prado; aunque en realidad las tropas salvadoreñas nunca se alejaron de Tepecoyo. Por lo que decidiría trasladar su cuartel general a Izalco. Sin embargo, en el camino el coronel Manuel Montúfar y la vanguardia del ejército terminaron yéndose por un camino fragoso alrededor del lago de Coatepeque, debido a que se desviaron o por los extravío el práctico o guía que les había puesto el presidente; al final llegarían, aunque fatigados, a Izalco.
El 5 de octubre, Prado solicitaría al vicepresidente Beltranena a que se nombren comisionados para que busquen medios para restablecer el orden constitucional. Así, el 10 de octubre, llegarían a Izalco los capitanes Timoteo Menéndez y Francisco Gómez, como comisionados salvadoreños, para presentarle a Arce proposiciones de paz; Arce dejaría abierta la proposición y consultaría a Guatemala; pero ese mismo día el congreso guatemalteco dictaminó que el gobierno federal no pueda realizar ningún acuerdo de paz, sin la intervención y acuerdo del estado guatemalteco, por lo que el conflicto continuó. También ese día, los coroneles Raoul y Montúfar tuvieron una entrevista, en las inmediaciones de Nejapa, sobre convenios de paz; pero sus bases no fueron aceptadas por el vicejefe Prado.
El vicepresidente Beltranena había solicitado, el 28 de septiembre, a Arce para que retome el mando de la nación y deje el mando militar en el general Francisco Cáscaras; lo que efectivamente haría Arce el 12 de octubre. Esto sería de agrado del ejército Federal, ya que consideraban que Arce era parcial a favor de sus paisanos; además de que mantenía comunicaciones con los presbíteros José Matías Delgado e Isidro Menéndez, este último había intentado emigrar a Guatemala con la recomendación del presidente pero el arzobispo lo suspendió de sus funciones con el beneplácito del vicepresidente y el jefe de Estado guatemalteco (Mariano Aycinena) debido a que estuvo a favor del obispado de Delgado, por lo que regresaría al territorio salvadoreño.
El 17 de octubre la balandra federal Chocoana capturaría al bergantín salvadoreño Boyer, este había salido del puerto de La Libertad con rumbo a Sudamérica, y llevaba consigo: 80 bolsas de añil de propiedad guatemalteca, que habían sido confiscadas hace poco; más de cien tercios de tabaco; y un costal de semilla de Jiquilite; y además a Nicolás Espinoza y Antonio Corzo, enviados por el gobierno salvadoreño para comprar armas, pólvora, municiones, y para solicitar algunos oficiales sudamericanos e informar a esos países acerca de las causas del conflicto que envolvía a la república centroamericana.
A San Salvador llegarían, procedentes de Guayaquil (República de la Gran Colombia), los hermanos Rafael y Guillermo Merino, y su cuñado el francés Alejo Sumaestre; que habían militado tanto en la Gran Colombia como en Perú, y habían sido expulsados por estar opuestos a la constitución impulsada por Simón Bolívar debido a que apoyaban el sistema federal. Rafael Merino sería nombrado comandante general de las tropas salvadoreñas, con el rango de coronel; su hermano Guillermo sería comandante de una división, con el rango de teniente coronel; y Alejo Sumaestre, mayor general en la marina estatal. Ellos se encargarían de reorganizar el ejército e infundirle disciplina y un aspecto marcial.
Elm Izalco, el 19 de octubre, desertaron casi todas las tropas de Sonsonate y Santa Ana. El general Cáscaras intentaría reunir toda sus tropas en un solo punto y reemplazar el batallón de Santa Ana; también se situaría aproximaría a Quezaltepeque, donde una se encontraba una columna expedicionario salvadoreña que se retiraría del lugar al darse cuenta de los movimientos de Cáscaras. Posteriormente, el 14 de noviembre, establecería su cuartel general en la villa de Coatepeque; para ese momento el ejército federal contaba con unos 1800 soldados.
El 5 de diciembre, el presidente Arce, que había reasumido el mando el 27 de noviembre, emitiría un decreto en el que convocaba a elecciones a la asamblea y senado federal, designaría a Santa Ana como su lugar de reunión, y mandaría a suspender las hostilidades y restablecer las comunicaciones. Pará comunicar tal disposición al gobierno salvadoreño, el presidente designaría a Juan de Dios Mayorga.
El 11 de diciembre, Mayorga llegaría a Nejapa (donde el coronel Rafael Merino había establecido su cuartel general), donde sería detenido por Merino quien le impediría que siguiese adelante. Luego llegaría a esa población el vicejefe Prado, que influenciado por los liberales guatemaltecos, no aceptaría el decreto Federal y le impediría a Mayorga a que fuese a San Salvador a conferencia con el presbítero Delgado. Al regresar a Coatepeque, Mayorga le avisaría a Cáscaras que sería atacado.
El 14 de diciembre, el coronel Rafael Merino avanzaría desde Nejapa a Santa Ana con una fuerza de 1400 soldados divididos en tres divisiones, estando su vanguardia al mando del coronel Isidoro Saget. El 17 llegarían a la entrada de Santa Ana, que estaba ocupada por las tropas federales lideradas por el coronel Agustín Prado; quien a pesar de su defensa no lograría detener a las fuerzas salvadoreñas, que tomarían la ciudad incendiando a su paso el barrio de Tahuilapa (hoy San Sebastián). Entonces Cáscaras se movilizaría desde Coatepeque, y se apoderaría del sur y occidente de la ciudad, librándose batalla en las calles de la ciudad. Finalmente, a solicitud del coronel Merino se firmaría un armisticio, donde ambos ejércitos se retirarían de la población, las tropas federales irían a Chalchuapa y las salvadoreñas a Coatepeque, y el gobierno salvadoreño aceptaría el decreto Federal del 5 de diciembre.
El 18 de diciembre, las tropas federales abandonan Santa Ana y se dirigen a Chalchuapa, luego de canjear prisioneros; llegarían a Guatemala el 26 de diciembre, con una fuerza reducida a 700 soldados. El 19 de diciembre, el coronel Rafael Merino ordenaría saquear la ciudad santaneca; comunicaría a Cáscaras el rompimiento del armisticio; y trasladaría su cuartel general de Ahuachapán, desde donde mandaría destacamentos a territorio guatemalteco, que cometerían actos vandálicos.

##### Segunda invasión a Guatemala y primer verdadero intento de negociación
Para inicios de 1828, los liberales (partido al que pertenecía el vicejefe Prado) también habían logrado derrotar a las tropas federales en Honduras, en la batalla de La Trinidad, con una división conformada por hondureños, salvadoreños y leoneses (procedentes de Nicaragua); y se había instalado provisionalmente como consejero designado a la jefatura de ese estado Francisco Morazán. Ello impulsaría al gobierno salvadoreño a iniciar una nueva invasión a Guatemala.
Según la memoria del secretario general Fulgencio Mayorga, presentada al congreso estatal a inicios de 1828, el estado contaba, para su defensa interna, con: 1242 soldados; 404 fusiles útiles; 29 cañones montados y 7 desmontados; 2 morteros; 760 tiros de cañón; 800 balas sueltas; 120 granadas; y otos útiles para el servicio de las diferentes armas. Mientras que el ejército de operaciones, destinado a atacar Chiquimula (Guatemala), constaba de dos divisiones: la división del sur, al mando de Rafael Merino (que debido al triunfo de Santa Ana había obtenido el rango de general de brigada), que contaba con más de 2000 hombres bien armados y con municiones, que conformaban 2 escuadrones de caballería, de carabineros y lanceros, 1 compañía de gastadores, y los artilleros necesarios para el servicio de dos 
cañones de campaña, y además de una comisión de guerra, un auditor cirujano maior y subalternos; y la división del norte (la misma que había participado en la batalla de la Trinidad), estaba a cargo del teniente coronel español Ramón Pacheco (quien tenía que obrar según las órdenes del general Merino), que tenía entre 400 a 600 hombres que podían aumentarse a 1000 si se requería.
La división del norte, se internaría en el departamento de Chiquimula y llegaría a la villa de Zacapa el 2 de enero de 1828. Donde se apoderarían de 200 tercios de distintos productos de comercio guatemaltecos y una cantidad considerable de metálicos  que había en la aduana de Gualan.
Arce había nombrado al coronel inglés Guillermo Perks como jefe de Estado mayor y lo enviaría a Chiquimula a detener las fuerzas de la invasión del norte. Perks entonces, junto al jefe departamental Indalecio Perdomo con algunas milicias de infantería y una parte de la gran guardia cívica urbana, marcharía hacia Zacapa; donde Pacheco ordenaría a sus tropas que evacuasen inmediatamente, dejando abandonado la mayor parte de las cosas que habían tomado. Perdomo intentaría detenerlos por la cuesta de Santa Ana con una pequeña fuerza, que sería derrotada; con lo que la división del Norte, con muy pocas pérdidas, retornarían a El Salvador el 8 de enero.
El 21 de enero, el congreso del estado, presidido por José María Cornejo, decidiría adoptar el decreto del presidente del 5 de diciembre; lo que se pondría del conocimiento al gobierno federal, informándole a su vez que el congreso estatal estaba dispuesto a enviar a sus comisionados cerca del mismo o en cualquier otro punto que le designarse. A lo que el gobierno federal contestaría, el 29 de enero, a que mandaría sus comisionados a Jutiapa y que el 15 de febrero se reunirían con los de El Salvador.
A pesar de los intentos de negociación, el gobierno federal decidiría enviar a sus tropas (al mando del coronel Guillermo Perks) a Jalpatagua, donde se situarían el 5 de febrero. Ahí, el 9 de febrero, sucedería una sublevación de las tropas contra Perks, instigada por los coroneles Antonio López de Irisarri (el segundo jefe de las tropas), Manuel Montúfar y Vicente García Granados; que depondrían a Perks del mando de las tropas e instalarían en su lugar a Irisarri. Entonces las tropas se movilizarían a Conguaco, donde decidirían no dar parte al presidente Arce y obedecer únicamente los designios del jefe de Estado de Guatemala Mariano Aycinena.
El 13 de febrero el vicejefe Prado le comunicaría al gobierno federal  que los comisionados deberían de reunirse en la hacienda Guayacán, para alejarse de la influencia de la guerra y las milicias que estaban en Conguaco. Por otro lado, el 24 de febrero, con previa consulta al congreso guatemalteco, el presidente Arce decidiría renunciar al cargo (que lo asumiría el vicepresidente Beltranena) y volver a la vida privada, porque estaba disgustado con el proceder de los acontecimientos políticos en Guatemala, y para que no se pusiesen obstáculos a la celebración de conferencias de paz con el estado salvadoreño.
El congreso guatemalteco trataría de intervenir en las negociones con los comisionados salvadoreños, y nombrarían como delegados al diputado Manuel Pavón y al consejero Domingo Estrada, para que junto con los comisionados federales Juan de Dios Mayorga y Juan Francisco de Sosa concurriesen a la conferencia de paz. Ante esto, el congreso salvadoreño opinó que no debería de admitirse a los comisionados del gobierno guatemalteco porque no se había tenido ningún acto hostil contra dicho gobierno estatal.
El 21 de febrero, los comisionados guatemaltecos y federales notificaron al congreso salvadoreño que se retirarían el día 22, luego de esperar a los comisionados salvadoreños, porque el gobierno guatemalteco había transferido esa misión al general Manuel Arzú, quien tomaría la conducción de las tropas federales. Arzú conferenciaría con los comisionados salvadoreños Juan José Guzmán y José María San Martín el 28 de febrero, pero rechazaría las propuestas dadas por dichos comisionados.

##### Tercera invasión de las tropas federales
El 29 de febrero, el general Arzú invadiría el territorio salvadoreño y ocupa la población de Chalchuapa, donde ubica su cuartel general. El 1 de marzo el general Merino, con 3500 soldados, atacan las posiciones federales en Chalchuapa, pero no pudieron con las defensas, siendo derrotados y los rendidos acuchillados; falleciendo alrededor de 600 salvadoreños y 12 de los federales. Esa noche, Arzú entraría a la ciudad de Santa Ana, y el 3 de marzo ocuparía Quezaltepeque.
El 5 de marzo, el general Merino entraría a San Salvador con 200 soldados; Prado nombraría a Doroteo Vasconcelos como su secretario general, y enviaría al anterior (Fulgencio Mayorga) a pedir ayuda al gobierno estatal de Honduras; asimismo, se reorganizaría el ejército, se armarían los cuerpos dispersos, se verificarían nuevos alistamientos, se decretaron préstamos forzosos, y se mandaría a recoger las platas de la iglesia para reducirlas a moneda provisional (que por sería llamada de «Prado»).
Las tropas federales estaban divididas en tres cuerpos: el primero al mando del coronel Manuel Montúfar, el segundo por el coronel Vicente Domínguez, y el tercero dirigido por el teniente coronel Antonio Aycinena. El 4 de marzo, el coronel Manuel Montúfar atacaría las cuestas del Atajo y Milingo (defendidas por una guarnición muy escasa que se replegaría a San Salvador), con lo que los federales ocuparían Mexicanos. Mientras que Arzú movilizaría la segunda división de la coronel Domínguez hacia La Ceiba (entre San Salvador y Santa Tecla), y sería sorprendido por un destacamento salvadoreño al mando del coronel Joaquín Somoza, que lo derrotaría, por lo que retrocedería a Quezaltepeque por 2 días para después ir el 7 de marzo a Mexicanos.
El 11 de marzo, Arzú enviaría un mensaje intimidando al vicejefe Prado. Al día siguiente, atacaría San Salvador, tomando el barrio San José que sería saqueado e incendiado; pero debido a que él y varios de sus subalternos se emborracharían, las tropas salvadoreñas lograrían sacarlos de la ciudad. En este resultaron del lado federal unos 40 o 50 soldados (más 3 oficiales destacados) y gran número de heridos; mientras que del lado salvadoreño hubo 12 fallecidos (incluidos el soldado Ortiz y el coronel Joaquín Somoza) y 30 heridos.
El 14 de marzo, el teniente coronel Agustín Prado llegaría a Mexicanos con un contingente de 500 soldados guatemaltecos. Más adelante, entre los días 28 y 29 de marzo, las fuerzas salvadoreñas intentarían atacar el cuartel general federal en Mexicanos, pero no lo lograrían y sufrirían bajas considerable.
El 31 de marzo se celebraría la primera conferencia de paz en la casa Esquivel, en el punto medio entre San Salvador y Mexicanos; entre los comisionados salvadoreños (Juan Manuel Rodríguez, José María Blanco, José Miguel Álvarez, y Doroteo Vasconcelos) y los comisionados de Arzú (Luis Batres, Juan de Dios Castro, Agustín Prado, y José Valdés); pero no se llegaría a un acuerdo, porque las instrucciones dadas a Arzú exigían la entrega de armas y ocupación de San Salvador.
Al darse cuenta Arzú que desde San Vicente llegaban recursos para el ejército salvadoreño, dispuso el 1 de abril que el coronel Vicente Domínguez fuese con 600 soldados a esa población; no podría ocuparla por mucho, ya que contingentes de vicentinos (que habían abandonado su casa por la llegada de las tropas federales) lo atacarían desde Apastepeque y le quitarían el agua y abastecimiento de víveres, por lo que Domínguez partiría hacia San Miguel. Para detenerlo, el gobierno salvadoreño nombraría, el 5 de abril, al coronel Guillermo Merino; encontrándose ambas fuerzas, el 13 de abril, en Quelepa, donde el contingente salvadoreño sería derrotado y retornarían a San Vicente, quedando el departamento de San Miguel (toda la zona oriental salvadoreña) a manos de Domínguez.
Para distraer a las fuerzas salvadoreñas del avance de Domínguez a los departamentos orientales, el 3 de abril Arzú atacaría a San Salvador y mandaría a incendiarla, pero sería derrotado y el incendio sofocado. Más adelante, el 15 de ese mes, atacaría a las tropas del general Rafael Merino, que estaban estacionadas en Aculhuaca (hoy parte de Ciudad Delgado); las tropas federales se apoderarían e incendiarían esa población, y causarían varios abusos a la población civil. Ese mismo mismos día 15, Arce intentaría reasumir el mando presidencial pero no lo permitiría el vicepresidente Beltranena.
El 18 de abril, el presbítero José Matías Delgado le escribiría al coronel Montúfar para restablecer las conversaciones de paz. Así, el 19 y 20 de ese mes, se realizaría la segunda conferencia de paz en la casa de esquivel; estando del lado salvadoreño Delgado y Juan Manuel Rodríguez, y del lado federal Montúfar y Agustín Prado. Al final, estas conversaciones no llevaron a ningún lado, por lo que el conflicto continuaría.
El 30 de abril, el vicejefe Prado asumiría el mando de las tropas salvadoreñas, mientras que el general Rafael Merino obtendría un pasaporte, y se embarcaría desde el puerto de La Libertad rumbo a Colombia en el bergantín Caupolicán; pero al anclar esa embarcación en La Unión, las fuerzas de Domínguez lo capturarían y lo enviarían a San Miguel, donde sería enjuiciado y fusilado.
El 12 de marzo, el coronel salvadoreño Tomás Cordero Alfaro intentaría atacar Sonsonate, pero sería repelido por una columna federal al mando del capitán Manuel Menéndez, quien fallecería en ese enfrentamiento. Luego, el 15, debido a las numerosas derrotas, los emigrados guatemaltecos al servicio del ejército salvadoreño decidirían acogerse al indulto prometido por el congreso guatemalteco el 31 de marzo. Posteriormente, el 19 de mayo, al tenerse noticias que vendría con sus tropas el general Francisco Morazán (entonces jefe supremo del estado hondureño), se mandaría un destacamento al río Lempa que sería derrotado por las fuerzas de Domínguez en la hacienda El Socorro por junio de ese año; después de lo cual, Domínguez se dirigiría a saquear San Vicente y sus haciendas.
El gobierno federal nombraría a Manuel Pavón como comisionado, quien llegaría el 7 de junio a la casa de Esquivel, donde conferenciaría con el presbítero Delgado, y juntos firmarían el 12 de junio el tratado de Esquivel, que contenía: que San Salvador aceptaría el decreto del 5 de diciembre de 1827, que se harían nuevas elecciones, las autoridades federales se reunirían en Santa Ana, y el ejército federal ocuparía San Salvador. Dicho tratado sería rechazado por la población, y el gobierno salvadoreño acordaría no ratificarlo el 19 de junio; abriéndose nuevamente las hostilidades el 22 de junio.
Al no poder reasumir el cargo de presidente, Arce se trasladaría a Santa Ana donde entablaría conversaciones con el presbítero Delgado y el vicejefe Prado. El plan de Arce eran establecer el gobierno federal en San Salvador; repetir el decreto del 5 de diciembre de 1827; césar las hostilidades; y si el gobierno guatemalteco decidiese continuar la guerra, él la sostendría liderando las tropas salvadoreñas. Aunque dichas ideas eran apoyadas por Delgado, el vicejefe Prado las rechazaría; y también se oponían a ellas el secretario o ministro general Vasconcelos, Juan Manuel Rodríguez, y los emigrados guatemaltecos que continuaban en San Salvador.
El gobierno salvadoreño organizaría varios contingentes de tropas volantes, que fueron disciplinados por los tenientes coroneles Enrique Terrelonge y Juan Prem, y destinados a obrar en las afueras de San Salvador. Así quedarían organizados: el batallón invencible, al mando del teniente coronel Miguel Fuentes; la columna La Vencedora, dirigida por el teniente coronel Prem; un escuadrón de caballería, liderado por el capitán Juan Antonio Parada; y otros contingentes dirigidos por Julián "El Zonto" Ramírez, Jorge Puch, y Tomás Castro.

##### Llegada de Francisco Morazán, fin del conflicto en El Salvador

Morazán dirigiendo a las tropas en la batalla de la hacienda El Gualcho

El 24 de junio de 1828, el general Francisco Morazán deposita el mando del estado hondureño en el vicejefe Diego Vigil, y se dispone a partir en auxilio de El Salvador con una fuerza de 1400 hombres compuesta de hondureños y nicaragüenses; colocándose en la población de Lislique para recibir los refuerzos salvadoreños.
El 5 de junio, el teniente coronel Ramírez le avisaría a Morazán que al día siguiente podría cruzar el río Lempa, con algunas dificultades porque había falta de barcas. Debido a la lluvia, Morazán haría que sus tropas descansasen en la hacienda El Gualcho. A la mañana siguiente, el coronel Domínguez movilizaría a sus combatientes a esa hacienda, donde se libraría una batalla que sería ganada por Morazán; quien luego se fue miembro de movilizaría a San Miguel mientras que el coronel Domínguez buscaría refugiarse en los gramales de Santiago de María.
En San Miguel, Morazán pediría un empréstito forzoso, confiscaría la mercadería de los comerciantes y todo lo que fuese guatemalteco, e incorporaría como soldados a los que no completaban la cuota que les había asignado; después, regresaría temporalmente a Honduras, debido a la insubordinación de las tropas auxiliares nicaragüenses, rebeliones en Honduras, y la deserción de la tropa.
El 7 de julio Arzú, enviaría al coronel Agustín Prado, con un contingente de 600 soldados, para auxiliar al coronel Domínguez; pero debido a la derrota de este, Agustín Prado iría a Ilobasco, donde derrotaría a un contingente salvadoreño dirigido por el capitán José Antonio Parada. Más adelante, el 24 de julio, saldría Manuel Arzú hacia San Miguel (con un contingente de 400 soldados), dejando en Mexicanos al coronel Manuel Montúfar; en San Vicente se le uniría el coronel Agustín Prado; el 31 de julio cruzaría el río Lempa en la hacienda La Barca, a pesar del ataque de un destacamento hondureño de 200 soldados al mando del coronel Rosario López Plata, que sería derrotado. Arzú entonces se dirigiría a Usulután, donde se le uniría el coronel Domínguez el 2 de agosto, y a quien enviaría en persecución de Morazán (llegando hasta Nacaome, desde donde se regresaría); mientras que Arzú situaría sus tropas en Chinameca.
El 31 de julio, los salvadoreños intentarían atacar a las fuerzas federales en Aculhuaca, pero serían derrotados con grandes pérdidas. El 9 de agosto, las tropas salvadoreñas lideradas por el coronel Juan Prem toman Ayutustepeque. Más adelante, las tropas salvadoreñas pondrían sitio a las fuerzas federales Mexicanos, y el 14 de agosto el coronel Montúfar sería completamente derrotado. Montúfar se comunicaría con el comandante de Santa Ana el sargento mayor Pedro González, diciéndole que no podría mandarle tropas de auxilio; mientras que en Sonsonate, el 8 de agosto, el comandante militar Felipe Vega había puesto su renuncia ya que los vecinos no querían defender a la población y no lograba reunirlos de ningún modo. Posteriormente, el coronel Juan Prem derrotaría el 25 de agosto al coronel José Valdés cerca de Quezaltepeque, y al teniente coronel José Antonio Vigil el 29 de ese mes en El Nance (cerca del Playón).
El 22 de agosto, el vicejefe Prado propondría al gobierno federal el nombramiento de comisionados para que se reuniesen en Ahuachapán y restableciesen la paz; el encargo de llevar esa comunicación sería el licenciado Manuel Aguilar, comisionado por el gobierno estatal de Costa Rica para encontrarle solución al conflicto. EL 6 de septiembre el gobierno federal recibiría el mensaje, y el 10 nombraría a Juan Francisco Sosa como su comisionado. El 11 el gobierno guatemalteco nombraría al presbítero Fernando Antonio Dávila, y el 22 el gobierno salvadoreño designaría a Juan Manuel Rodríguez. El 1 de octubre se reunirían los comisionados federal y salvadoreño con la mediación de los comisionados costarricense y guatemalteco; pero no se lograría llegar a ningún acuerdo, disolviéndose la conferencia después del 10 de octubre de ese año.
El 18 de septiembre el coronel Juan Prem derrotaría al Mayor José María Vera en el cantón La Ceiba (en camino a Santa Tecla), y las tropas salvadoreñas intentarian atacar Mexicanos, pero serían rechazados con perdidas. El 20 de septiembre volverían atacar Mexicanos, y lograrían vencer a las tropas federales que saldrían con los honores de guerra a entregar sus armas en Apopa; serían liberados los prisioneros que había en Mexicanos, entre ellos el coronel Ramón Pacheco; y quedarían como rehenes el coronel Manuel Montúfar, Juan Montúfar, Indalecio Perdomo, Juan Antonio Palomo, el poeta José Batres Montúfar, y otros 12 entre generales y oficiales, quienes serían tratados con alguna consideración, se les señalaría como prisión la casa particular esquina opuesta al atrio de la parroquia central (hoy iglesia El Rosario), y recibirían sueldo diario.
El 2 de septiembre, el general Morazán saldría de Tegucigalpa con 600 soldados (400 hondureños, 100 nicaragüenses, y 100 salvadoreños) para enfrentarse a las fuerzas de Arzú que estaban atrincheradas en San Miguel. El 2 de octubre, llegaría a la población de Goascoran donde pediría al gobierno salvadoreño que le enviasen 400 o 500 soldados para que se le incorporasen; y el 5 de octubre un contingente (de las fuerzas de Morazán), al mando del capitán Antonio Corzo, atacaría y se apoderaría del puerto de La Unión.
Al darse cuenta de la llegada de Morazán, el general Arzú decidiría moverse de San Miguel a Usulután, con los 500 soldados que le quedaban; ahí Arzú dejaría el mando, debido a estar enfermo, al coronel Antonio Aycinena. El 7 de octubre, estas tropas se moverían a Jucuapa, y el 8 a la hacienda Jalapa para luego situarse en la colina de la hacienda San Antonio; donde tendrían un encuentro con las fuerzas de Morazán y dejarían un cañón en poder de los contrarios. El 9 el sargento mayor federal José María Espinola se presentaría ante el general Morazán, informándole que su comandante (el coronel Aycinena) deseaba capitular; entonces Morazán se reuniría con Aycinena en la casa de la hacienda San Antonio y Aycinena firmaría la capitulación, rindiéndose y entregando sus arma. Morazán dejaría libre a todos los oficiales federales y los auxiliría con 3000 pesos para que retornasen a Guatemala; pero Aycinena se separaría de las tropas, para llegar más rápido a Guatemala, y estas pasarían haciendo varios abusos en las poblaciones salvadoreñas y hondureñas que encontraban. Con ello acabaría la tercera invasión de las tropas federales al territorio salvadoreño.

##### Inicios de la tercera invasión a Guatemala y fin del gobierno de Prado
El 23 de octubre, Morazán entraría triunfante en San Salvador. Desde ese momento se empezaría a preparar una nueva invasión a Guatemala, con el fin de deponer a todas las autoridades guatemaltecas y federales que eran consideradas intrusas desde los sucesos de 1826. Así, el 14 de noviembre, Morazán y Prado hicieron las siguientes condiciones para la paz: que se reinstalase el congreso federal y guatemalteco de 1826, que se le devolviese el mando del gobierno guatemalteco a Juan Barrundía, indemnización por los daños ocasionados por el conflicto en el territorio salvadoreño, y reorganización del personal administrativo nombrado por el jefe estatal de Guatemala Mariano Aycinena; lo que sería completamente rechazado por el gobierno federal y guatemalteco; por lo que Morazán iría a Ahuachapán, donde reuniría una fuerza de 2000 soldados que sería conocida como el Ejército Aliado Protector de la Ley.
El 8 de noviembre, el vicejefe Prado convocaría a elecciones para jefe, vicejefe y diputados estatales. En ellas competirían Prado y el coronel Antonio José Cañas; al ver Prado que el que obtenía la mayoría de votos era Cañas, buscaría suspender las elecciones el 4 de diciembre. Estas elecciones también tuvieron sus propias polémica, ya que los partidarios de Prado sostenían que Cañas era apoyado por Manuel José Arce (quien se suponía que estaba a favor de los conservadores y la aristocracia guatemalteca) y llamaban a sus partidarios «arcistas»; incluso, el diario El Salvadoreño anotaba que el presbítero Isidro Menéndez había logrado que 12 electores votaran a favor de Cañas en Ahuachapán. En vista de estas irregularidades, el congreso estatal anularía las elecciones el 12 de diciembre
Prado le ordenaría al jefe político intendente de Sonsonate Juan Manuel Rodríguez a que hiciese salir del país al general Manuel José Arce, que estaba residiendo en la ciudad de Santa Ana, porque creía que favorecía la elección de Antonio José Cañas. Rodríguez haría efectiva esa orden; mientras que Morazán, debido a la intervención de unos amigos de Arce, enviaría al coronel José María Gutiérrez para que le avisase a Arce la orden del gobierno salvadoreño para que de esa forma evitase ser llevado por una escolta. Arce saldría inmediatamente hacia Guatemala.
El congreso estatal establecería el 21 de diciembre como el día en que se llevarían a cabo nuevamente las elecciones; pero ese día surgiría un disputa entre el congreso y el directorio electoral de San Salvador (que se formó ese día, y probablemente por partidarios de Cañas), por lo que al siguiente día el congreso anularían ese directorio y le comunicarían al jefe político intendente de San Salvador Francisco Padilla las actitudes que criticaban del directorio anulado (como el haber permitido el voto a los soldados de la guarnición, que por su características de ser dependientes, sin previa calificación, y sin vecindario, no tenían derecho a elegir).
La opinión pública manifestada en la actas de las municipalidades y secundadas por algunos periódicos pedirían que se diese cumplimiento al artículo 46 de la Constitución estatal, que dice que los jefe supremos durarían 4 años. Por lo que el 30 de diciembre, el congreso estatal decretaría que el vicejefe Prado había concluido su período desde el 24 de septiembre, y daría las providencias necesarias para las nuevas elecciones que se realizarían en enero.
A inicios de 1829, el coronel Juan Prem se internaría por Chiquimula y se enfrentaría a las tropas del coronel Vicente Domínguez, a quien vencería en una batalla en las calles de Guastatoya el 15 de enero, con lo que se apoderaría de ese departamento. Por otro lado, el 6 de enero, el vicejefe Prado decretaría el reclutamiento de 2000 soldados repartidos en los entonces 4 departamentos; para cuando fue emitido este decreto, ya se encontraba como secretario general Pedro Molina.

### Primera jefatura de José María Cornejo

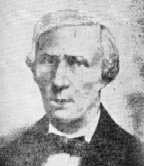
José María Cornejo, jefe supremo del estado del 30 de enero de 1829 al 16 de febrero de 1830, y del 4 de diciembre de 1830 al 3 de abril de 1832

#### Inicios del gobierno y fin de la guerra civil Centroamericana
El 22 de enero, serían electos como jefe supremo José María Cornejo y como vicejefe Nicolás Espinoza; y el 30 de enero tomarían posesión de su cargo. Teniendo como secretario o ministro general sucesivamente a: Pedro Molina, José Félix Quirós, y Manuel Barberena.
Cornejo -que se encontraba en el punto de mira de los partidarios de Prado-, si bien era conservador, buscaría en principio seguir el camino de su predecesor al seguir impulsando el conflicto contra las fuerzas federales; además, de que se trataría con más severidad a los prisioneros de guerra en San Salvador, quitándoles los criados y cerrándoles las ventanas.
La Antigua Guatemala se pronunciaría a favor del general Morazán y armaría un contingente de 600 soldados al mando del coronel Nicolás Raoul, pero serían inmediatamente derrotados por las tropas federales. El 15 de febrero, el contingente morazanistas dirigido por el coronel Cayetano de la Cerda fue derrotado por las tropas federales del general Ramón Pacheco; quien más adelante fue derrotado por las tropas morazanistas del coronel Enrique Terrelonge y el teniente coronel Doroteo Corzo. El 16 de febrero, Morazán ocuparía la Antigua Guatemala y situaría ahí el ejército aliado; y el 15 de marzo derrotaría al coronel federal Agustín Prado en Las Charcas. En abril, un destacamento morazanista liderado por el coronel Manuel Jonama derrota en el departamento de Quetzaltenango al coronel Antonio José de Irisarri, quien sería aprisionado y enviado como preso a El Salvador.
El 6 de marzo, el congreso estatal (presidido por Mariano Funes) declararía responsables a los que ejercieron como jefes políticos durante la ocupación de los departamentos de Sonsonate y San Miguel, así como a los que fueron nombrados por ellos; y el 14 de marzo le otorgaría facultades extraordinarias al pode ejecutivo para que pudiese sostener la guerra.
El 9 de abril, Morazán pondría sitio a ciudad de Guatemala; y con la mediación del ministro de los Países Bajos Juan Verver se llevaría a cabo una conferencia de paz en Ballesteros, donde estarían: el licenciado Manuel Arbeu, en representación del vicepresidente Beltranena; el licenciado Manuel Pavón, en representación del jefe de Estado guatemalteco Aycinena; el coronel y licenciado (recién electo vicejefe) Nicolás Espinoza, en representación del gobierno salvadoreño; y el general Morazán, representando a Honduras y Nicaragua. Pero el general Morazán no aceptaría lo acordado, debido a que los comisionados federal y guatemalteco pidieron que las tropas sitiadoras no entrasen a la ciudad.
El 12 de abril, se presentarían en San Francisco (cuartel general de Morazán) el general Manuel Arzú y el teniente coronel Francisco Pavón, como comisionados del jefe de Estado guatemalteco, para tratar sobre los términos de rendición de la ciudad. A las 8 de la noche, el coronel Nicolás Raoul ocuparía la ciudad y tomaría posesión de los cuarteles; el 13 y 19 de ese mes serían reducidas a prisión varios de los funcionarios y personas notables de la Federación y Guatemala (incluyendo el presidente Manuel José Arce, el vicepresidente Beltranena y el jefe de Estado guatemalteco Aycinena). Con ello acabaría la guerra civil e iniciaría el período de la restauración y que se restablecieron las autoridades disueltas en 1826.

#### Consecuencias de la guerra civil y otros sucesos de 1829

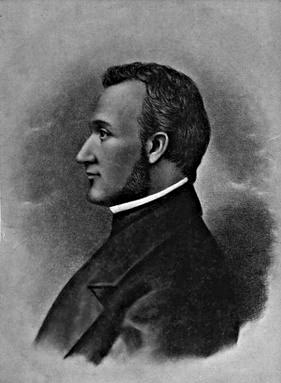
Francisco Morazán, presidente de la República Federal del 13 de abril al 25 de junio de 1829 y del 16 de septiembre de 1830 al 1 de febrero de 1839. También sería jefe del estado salvadoreño del 3 de abril al 13 de mayo de 1832 y del 11 de julio de 1839 al 16 de febrero de 1840

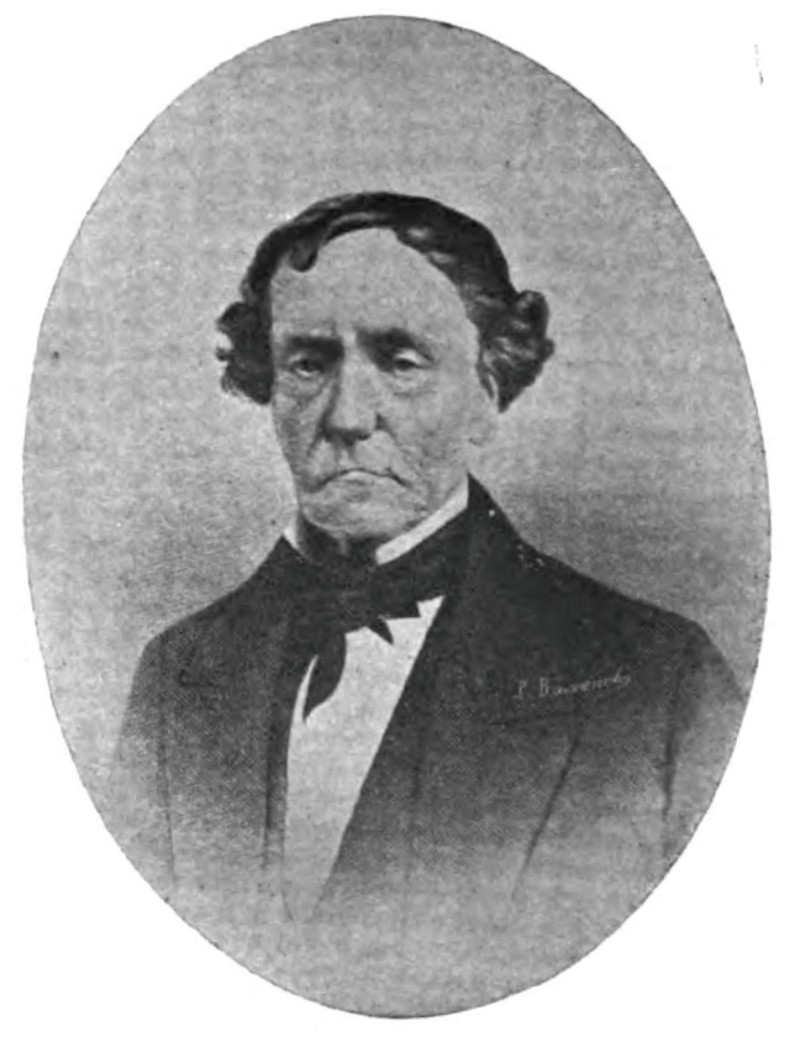
José Francisco Barrundia, presidente de la República Federal del 25 de junio de 1829 al 16 de septiembre de 1830

El 14 de abril el general Morazán, quien había asumido provisionalmente el mando de la República luego de destituir a Beltranena, convocaría a los diputados de la asamblea federal 1826, a excepción de los de El Salvador, Nicaragua y Costa Rica que se opusieron a los prevaricatos del congreso; para alcanzar el quorum necesario se citaría a ciudadanos que habían sido diputados antes de 1826 (esta asamblea estaría presidida por Doroteo Vasconcelos); en el territorio salvadoreño se eligiría a Antonio José Cañas como diputado en la Asamblea Federal.
También se restauraría el congreso estatal guatemalteco de 1826, y ahí se presentaría una lista de casas y edificios destruidos en el estado salvadoreño, en 1828, durante el conflicto. En total en Aculhuaca se destruyeron 141 construcciones; en San Sebastián Texincal 82; en Cuscatancingo 255; en San Martín 8; en Mexicanos 280; en Ayutuxtepeque 128; en Nejapa 285; y en los barrios de San Salvador 89 (73 en el de San José, 8 en el de Concepción, y 8 en el de Santa Lucía).
Los diputados del congreso salvadoreño José María Silva y el presbítero José Antonio Colom pedirían al pleno legislativo a que se juzgue militarmente a los prisioneros recluidos en San Salvador, desde que las tropas federales se rindieron en Mexicanos, debido a la destrucción que causaron al país; pero esa propuesta sería rechazada.
El 7 de mayo, los coroneles Antonio José de Irisarri, Manuel Montúfar y Juan Montúfar, que estaban en calidad de prisioneros en San Salvador, presentaron una protesta ante el congreso y gobierno salvadoreño reclamando que se les tenía incomunicados y sujetos a malos tratos, que les deberían de tener consideración al ser reos del Estado y que no los pueden someter militarmente.
El 30 de mayo el congreso estatal, opinaría que debería de suspenderse el empréstito forzoso quincenario, debido a la reticencia de los ciudadanos de pagar; el 4 de junio, decretaría la creación de una estadística exacta para arreglar la administración de la Hacienda Pública; el 8 de junio decretaría el establecimiento del puerto del Espíritu Santo (en la Bahía de Jiquilisco, entonces en el distrito de Usulután, departamento de San Miguel), concedería tres años de libertad por los derechos de exportación e importación en dicho puerto, y los ciudadanos salvadoreños solo pagarían el uno por ciento para la construcción de lanchas y otros objetos de seguridad y limpieza del puerto; y el 10 de junio, autorizaría al poder ejecutivo estatal el poder imponer empréstitos forzosos en casos urgentes.
El 9 de junio, el congreso estatal designaría a los diputados José María Silva y al presbítero José Antonio Colom como comisionados al gobierno federal para que: verificasen, que de instalarse la asamblea federal con los diputados de 1826, este convocase inmediatamente a elecciones y nombrase al senador más antiguo como presidente provisional; y que hiciesen saber que el congreso salvadoreño no aceptaría que el congreso guatemalteco indulte a los participantes en la guerra civil Centroamericana. La asamblea federal, con diputados de 1826, se instalaría el 22 de junio; el 25 de ese mes nombraría a al senador José Francisco Barrundia como presidente provisional; y el 18 de agosto convocaría a elecciones generales (de presidente y vicepresidente; diputados y senadores federales; y miembros de la Corte Suprema de Justicia) y designaría la cantidad de diputados de cada estado en la asamblea federal, correspondiéndole a El Salvador 9 diputados con sus respectivos suplentes, y que en el senado federal cada estado tendría 2 senadores propietarios y un suplente.
El 12 de junio, el vicejefe Nicolás Espinoza renunciaría a ese puesto, por lo que se convocaría a elecciones para nuevo vicejefe; el 24 de agosto, el congreso estatal, luego de verificar lo votos, declararía electo para ese cargo al licenciado José Damián Villacorta.
El 20 de julio, el jefe Cornejo demandó al general Morazán el cumplimiento de la ley con relación a mantener con vida al general Manuel José Arce; por ello, Morazán no buscaría llevar a cabo el fusilamiento de Arce y de Mariano Aycinena, como lo tenía planeado. Arce partiría, desde el puerto de Omoa (Honduras) a Estados Unidos en septiembre; mientras que el resto de prisioneros que estaban en El Salvador y en Guatemala (que eran 61, incluyendo el arzobispo Ramón Casaus) serían embarcados en el puerto de Acajutla en el bergantín General Hidalgo el 28 de agosto, únicamente quedaría en San Salvador el coronel Antonio José de Irisarri que se fugaría pocos días después y se embarcaría rumbo a Chile.
El 1 de agosto, buscando mejorar la Hacienda del Estado, el jefe Cornejo decretaría un empréstito de 10.000 pesos sobre los hacendados y comerciantes que tuviesen una ganancia de 2000 pesos arriba, que estaría repartido según los departamentos: 4000 en San Salvador, 3000 en San Miguel, y 1500 en Sonsonate y San Vicente respectivamente. Más adelante, el 30 de septiembre, el jefe Cornejo pediría un empréstito forzoso de 1000 pesos repartido en los 4 departamentos.
El 28 de agosto, los comisionados al gobierno federal Silva y Colom pedirían al gobernador del arzobispado de Guatemala doctor José Antonio Alcayaga a que nombrase como provisor y vicario eclesiástico de San Salvador al presbítero José Matías Delgado; lo cual así se haría. Sin embargo, estas medidas no le gustaron al arzobispo Casaus, quien desde La Habana (Capitanía General de Cuba, aún parte del Imperio Español), el 27 de enero de 1830, anularía el nombramiento de Delgado y destituiría como gobernador del arzobispado a Alcayaga y en su lugar colocaría primeramente a Pedro Ruiz de Bustamante y luego a Diego Batres.
El 29 de septiembre, el congreso estatal decretaría que: sería derogado el decreto que estableció el obispado en San Salvador; que dejaría la puerta abierta para continuar las negociaciones con la Santa Sede para ese fin; que nombraría a José Matías Delgado como gobernador eclesiástico del Estado, para lo que se solicitaría las licencias necesarias al gobernador metropolitano Alcayaga; que todas las provisiones eclesiásticas tendrían que tener el pase del ejecutivo del Estado; y que el ejecutivo estatal procedería, de acuerdo con el consejo representativo, a remover todo obstáculo al cumplimiento de las medidas antedichas (ya sea al interior del Estado o en las negociaciones necesarias en el exterior).
En septiembre, se tendría noticias de que algunos de los expulsados se encontraban en La Habana promoviendo la restauración del dominio español en Centroamérica. Debido a ello, la asamblea federal, el 8 de octubre, decretaría cerrando los puertos de la República al comercio con España; lo que permanecería así hasta el 13 de mayo de 1836, cuando se reabrirían los puertos a las naves españolas.
Para fines de 1829 había revueltas en Nicaragua y en Honduras, en este último instigado por el general Vicente Domínguez (que había eludido el decreto de expulsión). Debido a ello, el general Morazán iría a San Salvador, y solicitaría el 7 de septiembre al gobierno estatal a que contribuya con 8000 pesos; más adelante, el 7 de enero de 1830, también pediría que el estado salvadoreño le enviase 400 soldados para ayudarlo en esa pacificación, lo que así se haría. El 19 de febrero de 1830, con la derrota de los revolucionarios en Opoteca, terminaría el problema en Honduras; y el 12 de marzo, con la toma de posesión como jefe de Estado de Dionisio Herrera, terminaría el problema en Nicaragua.

### Jefatura de José Damián Villacorta

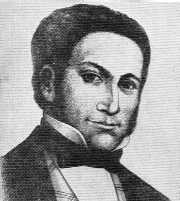
José Damián Villacorta, jefe del estado en calidad de vicejefe del 16 de febrero al 4 de diciembre de 1830

El 16 de febrero de 1830, el jefe Cornejo se retiraría temporalmente de la jefatura estatal, quedando el cargo en manos del vicejefe José Damián Villacorta; quien seguiría teniendo como secretario o ministro general a Manuel Barberena, que posteriormente sería sustituido por Isidro Reyes.
El primero de marzo, el congreso estatal, presidido por el presbítero José Antonio Colom, decretaría la extinción de las órdenes religiosas (lo cual ya había sido decretado con anterioridad en el estado guatemalteco el 11 de julio de 1829); esto incluía que: los miembros de ellas podían seguir residiendo en sus conventos, prestarían obediencia al prelado eclesiástico, y seguirían manteniendo sus hábitos; las iglesias administradas por ellas quedarían como filiales de las parroquias; y todos los bienes de los conventos quedarían en propiedad del gobierno estatal y los créditos que les adeudaban pasarían a la tesorería estatal.
El 27 de marzo se instalaría la asamblea federal (presidida por el presbítero José Antonio Alcayaga) y procedería a convocar a elecciones de presidente y vicepresidente. En junio se realizaría el conteo de votos, teniendo la mayor cantidad el general Morazán seguido de José Cecilio del Valle, pero ninguno había logrado la mayoría absoluta, por lo que el congreso decidiría decantarse por el obtuvo mayor número de votos (a diferencia de 1825 donde escogió a quien mejor le pareciese), quedando electo como presidente el general Francisco Morazán; mientras que como vicepresidente el ganador fue Mariano Prado (quien había sido vicejefe del estado salvadoreño); tomarían posesión el 16 de septiembre.
El 26 de agosto, debido a que las leyes anteriores no había logrado organizar correctamente el sistema de justicia estatal, el congreso del Estado, presidido por Pedro Garay, decretaría la ley reglamentaria para tribunales y juzgados del Estado. En esta ley se crearían, por vez primera, los juzgados de primera instancia en las cabeceras departamentales y en algunas de los distritos; estos serían ejercidos por personas letradas y no por alcaldes (quienes eran los que anteriormente ejercían dicha función; y que aún mantendrían ciertas prerrogativas sobre ello, principalmente en aquellos lugares en los que no se instalaron dichos jueces).
El 19 de octubre, el congreso estatal, presido por Anselmo Paiz, decretaría declarando la circulación forzosa de aquellas monedas de plata que tengan algún signo de valor, sin importar su desgaste.

### Segunda jefatura de José María Cornejo

#### Gobierno, búsqueda de reformas y conflictos con el gobierno federal
El 4 de diciembre, Cornejo retomaría el cargo de jefe supremo del Estado; en el que seguiría teniendo como secretario general a Isidro Reyes, y además en 1832 tendría como secretario de hacienda y guerra a Joaquín Durán y Aguilar.
El malestar dejado por la guerra civil llevó a considerar la necesidad de reformar la constitución federal, lo que incluía el traslado del gobierno federal a otro lugar fuera de la ciudad de Guatemala y la reducción del número de diputados guatemaltecos en la asamblea Federal (para así reducir la influencia preponderante y decisiva del estado guatemalteco, que sería denominada como capitalismo o decapitalismo); a este fin, el gobierno salvadoreño había concedido gratis la imprenta del Estado para que se hablase y discutiese sobre este tema. Una de las propuestas para reformar la constitución, dada por el entonces jefe del estado guatemalteco doctor Pedro Molina -quien fue destituido por ello-, era la de convertir la Federación en una confederación (al modo de Suiza y sus cantones). Esta propuesta, que sería rechazada por la mayoría de las autoridades federales y estatales, se consideraba que era apoyada por Cornejo; pero él, en realidad, buscaba gobernar de forma moderada en conformidad con la opinión dominante del Estado y las resoluciones del congreso estatal. Aun así, Cornejo si que apoyaba la idea de una reforma a la Constitución, para redefinir las esferas de acción estatales y nacionales.
El 28 de enero de 1831, el congreso estatal presidido por José Antonio Ximenez, derogaría el nombramiento de José Matías Delgado como gobernador eclesiástico de San Salvador y todas las leyes relacionadas con la creación del obispado salvadoreño, debido a que se tenían dudas sobre la legitimidad de ese nombramiento (que también las tenía el propio Delgado). El poder ejecutivo estatal comunicaría dicha medida al arzobispo Casaús (exiliado en Cuba) quién nombraría como gobernador provincial y vicario general de San Salvador al presbítero José Ignacio Ávila. El presbítero Delgado, si bien acataría dichas medidas, se pondría desde ese momento en oposición al gobierno de Cornejo.
A la una de la mañana del 7 de febrero de 1831, sucedería un fuerte terremoto que causaría grandes estragos en San Salvador y varias poblaciones de la costa. Por otro lado, y más adelante, el 27 de junio, la asamblea federal rechazaría la propuesta de designar a Sonsonate para la reunión de la asamblea federal.
El 7 de julio, la asamblea federal presidida por Dionisio María Dimas decretaría la expulsión perpetua del arzobispo Casaus (algo que con anterioridad había hecho el congreso guatemalteco y que es lo que había obligado a exiliarse en Cuba); y el 11 declararía que el patronato eclesiástico le correspondía a la nación y quien lo ejercía era el presidente, quien tenía que darle el aval a todas las publicaciones pontificias y eclesiásticas para que circulasen en el territorio de la República. Con estos decretos se buscaba cortar las comunicaciones entre Cornejo y el arzobispo, y es que ello (y la destitución de Delgado como gobernador eclesiástico) eran vistos como señales que el gobierno estatal estaba completamente del lado de los conservadores, y que por lo tanto se buscaba sustituir el sistema federal por el centralista. En cambio, Cornejo y el congreso estatal no acatarían estos decretos, debido a que consideraban que era Morazán el que buscaba impulsar el centralismo al querer apartar a todos los que se le oponían y al buscar aumentar las facultades del gobierno federal en contraposición de los estatales.
Otros decretos federales que el gobierno salvadoreño no acataría fueron los referentes a la renta del tabaco, debido a que otorgaba intervención directa del gobierno federal en ese rubro, lo que se consideraba una afrenta a la soberanía de los Estados. Este era un tema que generaba confrontación entre los Estados y la asamblea Federal, ya que la asamblea y el gobierno federal consideraban a la Federación como producto de un poder central donde residía la soberanía, mientras que para los Estados eran ellos los que tenían preeminencia y por ende la soberanía (tal y como técnicamente lo estipulaba la Constitución Federal y la de los Estados).
El 24 de julio, el jefe Cornejo decretaría la creación del primer establecimiento de educación literaria con el título de Colegio Seminario que subsistiría hasta principios del siguiente año; igualmente, ningún otro esfuerzo posterior sobre la educación lograría próspera hasta que, después de disuelta la Federación, se establecería el colegio y Universidad de El Salvador.
El congreso estatal, por moción de la diputados Antonio José Cañas y José Antonio Ximénez, ordenaría al jefe Cornejo que promueva la reforma a la Constitución Federal, ya que dejaba a los Estados sin rentas y tenía varias deficiencias políticas. Entre las propuestas estaban: el que hubiese dos cámaras legislativas, que sea el ejecutivo quien sancione la ley (y no el senado o Consejo Representativo), que hubiese elecciones directas, y en los elegibles la calidad de propietarios.
En septiembre el general Manuel José Arce invadiría el Soconusco (entonces parte del Estado de Guatemala) y en diciembre el coronel Vicente Domínguez tomaría el castillo de Omoa (Estado de Honduras); ante esto, Cornejo le escribiría al jefe guatemalteco Mariano Gálvez expresándole el deseo de que se efectúen arreglos para repeler a los invasores y de que procedan las reformas la Constitución Federal. Arce sería derrotado el 24 de febrero de 1832 y Domínguez el 26 de marzo de ese año.
El 9 de septiembre, el gobierno salvadoreño emitiría una proclama a las poblaciones del Estado, en la que manifestaban que: defenderían hasta la última gota de sangre la religión católica, con exclusión del ejercicio público de cualquier otra; que sostendrían el sistema republicano democrático federal adoptado, y resistirían a todo intento de centralismo; sostendrían cada una de las garantías políticas e individuales expresadas en la Constitución; y darían asilo a las personas de cualquier Estado que sean perseguidas por su adhesión a los principios libres y religiosos profesados por el estado salvadoreño.
Sucederían algunos conatos revolucionarios en San Salvador; por lo que, el 19 de septiembre, el congreso estatal presidido por Alejandro Molina y Lara decretaría un estado de sitio y le daría poderes extraordinarios al jefe estatal para evitar cualquier desorden (con lo cual, se expulsaría a varios ciudadanos y se negaría la entrada a otros); pero, la asamblea federal emitiría un decreto en el que lo anularía.
El 20 de diciembre, la asamblea federal le concedería facultades extraordinarias al presidente, y decretaría el traslado de la capital a San Salvador. Cornejo lo aprobaría y le escribiría a Morazán a que no usase la fuerza armada para llevarlo a cabo; pero el congreso salvadoreño, el 31 de diciembre, consideraría esa decisión federal como inconstitucional y se rehusaría a su cumplimiento, porque se temía a que Morazán impusiese su partido y rompiese con la política pluralista que aún había en el territorio salvadoreño, por lo que le ordenaría a Morazán a que detuviese su marcha, y además decretaría que no se le daría auxilio al gobierno federal y a los jefes estatales contra Arce y Domínguez; todo lo cual sería sancionado por el Consejo Representativo, por lo que Cornejo lo tuvo que publicar. Ante esto, Morazán emitiría una proclama, en Jalpatagua el 2 de enero de 1832, comunicándole la decisión del congreso estatal a la asamblea federal.
El jefe guatemalteco Gálvez enviaría al coronel Nicolás Espinoza como comisionado para buscar que se realizasen negociaciones entre Morazán y Cornejo. Pero, en Atiquizaya, Espinoza tendría noticias que el jefe político e intendente de Sonsonate había mandado al alcalde de Santa Ana que lo aprisionase, por lo que Espinoza se retiraría.

#### Golpe de Estado a Cornejo
El 6 de enero de 1832 Morazán ocuparía Santa Ana, donde recibiría al capitán salvadoreño Vicente Villaseñor (que comandaba un contingente de 100 soldados) que le intimaría a que desocupase inmediatamente el territorio salvadoreño. Morazán entonces retornaría a Guatemala, donde dispondría sus tropas en localidad de El Chingo, y enviaría un oficio a los gobiernos estatales de Honduras y Nicaragua para que levantasen contingentes armados para combatir al jefe Cornejo.
El 7 de enero, el congreso estatal presidido por Antonio José Cañas declararía suspendido el pacto nacional, desconocería a las autoridades federales, asumiría la soberanía, y les prohibiría a los diputados federales salvadoreños ir a Guatemala. Debido a que el diputado Doroteo Vasconcelos ya se encontraba en el estado guatemalteco, en su persecución una escolta salvadoreña se introduciría en ese territorio; lo cual sería dado a conocer por el secretario general de ese Estado en una nota dada el 22 de enero.
Comisionados guatemaltecos y salvadoreños se reunirían en Ahuachapán para intentar encontrar una salida pacífica al conflicto, pero sería infructuoso. El 1 de febrero, el congreso federal, presidido por el presbítero José Antonio Alcayaga, declararía ilegítimas a las autoridades salvadoreñas; y el 13 ordenaría que se restablezca el orden legal en el territorio salvadoreño, encargando esa misión al general Morazán y nombrando un tribunal especial para que juzguen a las autoridades salvadoreñas.
El gobierno estatal de Nicaragua declararía ilegítimas a las autoridades salvadoreñas y nulas sus disposiciones; mientras que en Guatemala, fuerzas al mando del general Carlos Salazar Castro (y luego por el general Juan Prem) se movilizan hacia la frontera salvadoreña del lado de Santa Ana. Morazán se trasladaría a Nicaragua, donde conformaría una fuerza de 3000 soldados con tropas de ese Estado y de Honduras para invadir el territorio salvadoreño.
Morazán conduciría sus fuerzas hacia Jocoro donde, el 14 de marzo, se libraría una batalla contra un contingente salvadoreño de 600 soldados (comandados por los coroneles José Rosales, Joaquín Eufrasio Guzmán, y Gregorio Villaseñor), que sería derrotado; quedando un total de 500 entre muertos, heridos y prisioneros del lado salvadoreño, mientras que del lado federal hubo pocas bajas.
El 16 de marzo, se pronunciarían a favor del gobierno federal las poblaciones de Metapán y Chalatenango, en este último el vecindario expulsaría la guarnición que ahí se encontraba, con lo que se apoderarían de 80 fusiles y formarían un contingente de 300 soldados principalmente de caballería. El 18 el general salvadoreño Nicolás Angulo y la población de Sonsonate se pondrían del lado federal; mientras que el coronel Carlos Salazar se movilizaría a Chalchuapa y se comunicaría con las autoridades de Santa Ana, que le darían permiso de entrar y ocupar a la ciudad sin ninguna resistencia.
Después del triunfo en Jocoro, Morazán se trasladaría a San Miguel donde se comunicaría con Juan Prem para atacar simultáneamente San Salvador. A las 11 de la mañana del 27 de marzo, ocuparía Soyapango; y el 28  atacaría las fortificaciones salvadoreñas en el punto del Agua Caliente (también conocida como La Chacra; que estaban mal defendidas), a las que lograría derrotar. Entonces el ataque continuaría en las calles y casas de San Salvador, mientras los soldados salvadoreños hacían fuerte resistencia; acabando la batalla cuando cayó la trinchera que se encontraba a la izquierda de la parroquia central (hoy iglesia El Rosario), lo que dispersaría a los soldados salvadoreños, algunos de los cuales junto con otras personas comprometidas lograrían embarcarse en el puerto de La Libertad (entre quienes estaban Vicente Villaseñor, Gerónimo Paiz, y Carmen Salazar). Cornejo, demás miembros del gobierno, y la mayoría de diputados y magistrados de la corte estatal serían arrestados y reducidos a prisión.

### Primera jefatura de Francisco Morazán y de Joaquín de San Martín

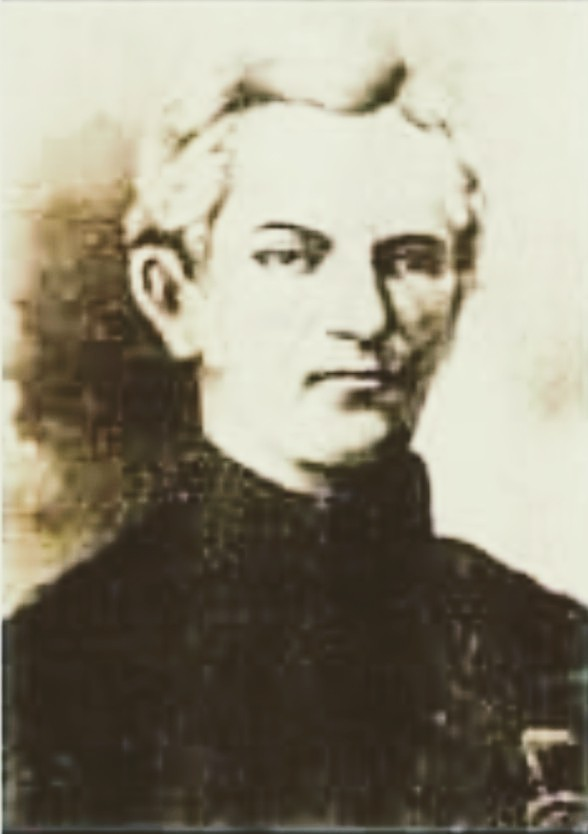
Joaquín de San Martín, elegido como viceje en mayo de 1832, gobernaría con esa calidad del 13 de mayo al 25 de julio de 1832 y del 9 de febrero al 1 de julio de 1833; y como jefe supremo del 1 de julio de 1833 al 23 de junio de 1834

El 3 de abril, el presidente Morazán asumiría provisionalmente la jefatura del Estado y convocaría inmediatamente a elecciones; tendría como secretario general primeramente a Manuel María Franco y luego a José María Silva.
Morazán enviaría escoltados a la ciudad de Guatemala a un total de 60 salvadoreños como prisioneros de guerra, que estarían detenidos en el convento de San Francisco de esa ciudad por un año. Entre los prisioneros estaría Cornejo, a quien la Corte Federal condenaría a muerte, pero en cambio el ejecutivo decidiría que guardase prisión en una de sus haciendas en territorio salvadoreño; y más o menos así sería el trato con los demás prisioneros. Por otro lado, Morazán impondría un préstamo forzoso de 100 mil pesos repartido entre los vencidos; por lo cual, se confiscarían los bienes de ellos y se los vendería en pública subasta.
El ministro de gobernación federal Pedro Molina le había escrito al gobernador eclesiástico de Guatemala Diego José Batres, el 27 de marzo, sobre que reinstalase los curas que habían sido expulsados por Cornejo, y nombrase para la parroquia de Santa Ana a José Antonio Murga, para la de Sonsonate a Gerónimo Zelaya, y un eclesiástico de confianza en San Vicente. Batres consultaría esa petición con el cabildo eclesiástico, y el 3 de abril contestaría que dicha decisión le correspondería al presbítero y vicario de San Salvador José Ignacio Ávila. Pero Molina respondería el 5 de abril que el gobierno federal no aceptaba el liderazgo eclesiástico de Ávila en San Salvador, debido a que consideraba que usaba su influencia para desacreditar al gobierno federal y de que además había sido nombrado por el arzobispo, por lo que le pedía a Batres que nombrase un nuevo vicario en San Salvador y a curas que sustituyan a los nombrados por Ávila. Batres entonces cedería, y el 10 de abril nombraría a José María Orantes como vicario de San Salvador.
El 13 de mayo, se instalaría el congreso estatal presidido por el presbítero José Matías Delgado y declararía popularmente electos como jefe supremo a Mariano Prado y como vicejefe a Joaquín de San Martín. Debido a que Prado no se encontraba presente, ya que se encontraba en Guatemala desempeñándose como vicepresidente (cargo al que renunciaría, siendo sustituido por Gregorio Salazar), sería el vicejefe San Martín quien se haría cargo del gobierno del Estado; quien continuaría teniendo como secretario general a José María Silva.
El 7 de junio el congreso estatal declararía nulas e ilegítimas a las autoridades electas en 1831 y principios de 1832; crearía el tribunal militar de infidencia; declararía responsables a los funcionarios destituidos por los daños causados; ordenaría la creación de escuelas de primeras letras; y emitiría la ley de libertad de culto, lo que con anterioridad había sido decretado por la asamblea Federal el 2 de mayo.

### Tercera jefatura de Mariano Prado
El 25 de julio Mariano Prado tomaría posesión como jefe supremo del Estado. Tendría durante su mandato como secretario general sucesivamente a: el presbítero Isidro Menéndez, José María Cisneros, y Domingo Najarro (este último como jefe de sección, que era el segundo al mando en la secretaría general y el encargado de sustituir al secretario general en su ausencia).
Prado -debido a su mandato en la guerra civil y al haber contribuido a la destitución de Cornejo- no era muy popular, y al llegar nuevamente al poder buscaría remediar la Hacienda estatal. Para ello, el 21 de agosto, a solicitud suya, el congreso estatal decretaría la contribución única, directa, y personal; lo que le traería serias dificultades.
El 29 de julio, el secretario o ministro general José María Cisneros, en nombre del jefe estatal, dirigiría una protesta al gobierno federal manifestando que la deuda nacional con el estado salvadoreño ascendía a 100 mil pesos que la comisión del congreso Federal (encargada de dictaminar el destino de las autoridades salvadoreñas depuestas) utilizaba para financiar papeles subversivos contra los Estados, y en particular contra el gobierno salvadoreño.
El 1 de agosto, el congreso estatal presidido por Francisco Padilla decretaría el establecimiento del sistema de jurados. Más adelante, el 4 de septiembre, el congreso estatal facultaría a las municipalidades para que nombren entre sus vecinos a personas para que conformen la Junta de Sanidad de su jurisdicción, que se encargaría de todo lo referente a la salubridad pública.
El 7 de septiembre, Cornejo y demás salvadoreños detenidos en el convento de San Francisco le escribirían al gobierno federal para que el congreso federal les concediese una amnistía; también los militares salvadoreños detenidos le escribirían al gobierno federal recordándoles que habían luchado por la independencia y del lado de Morazán en la guerra civil. Más adelante, el 19 de septiembre, el diputado José Miguel Montoya, que estaba de comisionado ante el gobierno federal, le escribiría a este para que asegure un juicio justo a los detenidos. Ese día 19 el ministro del interior José Antonio Azmitia enviaría dichas correspondencias al congreso federal, que el 21 de septiembre le negaría la amnistía a los detenidos y el 17 de noviembre crearía un jurado federal para juzgarlos.
El 24 de octubre, en San Salvador, debido a los impuestos decretados el veintiuno de agosto, pobladores de los barrios de La Ronda, San Esteban, La Vega y de otros barrios atacarían la guarnición de la ciudad, siendo derrotados ese mismo día por las fuerzas del comandante general de las armas Francisco Padilla. A consecuencia de ello, el 27 de septiembre el jefe Prado emitiría una proclama justificando el impuesto decretado, y el 29 ordenaría el traslado de las autoridades estatales y el armamento del ejército a Cojutepeque, donde estarían hasta el 10 de diciembre cuando el congreso estatal (presidido por José Miguel Montoya) decretaría que las autoridades volviesen a San Salvador.
Varias sublevaciones ocurrirían en el país, en consecuencia a los impuestos antes dichos, así: el 28 de octubre se produciría un levantamiento en Zacatecoluca; el 10 noviembre en Izalco, que atacaría Sonsonate y que estaría liderada por el presbítero Pablo Sagastume, Felipe Vega y Manuel Anaya; también en noviembre en San Vicente y Santiago Nonualco, que iba impulsado además por la oposición a las reclutas con violencia del jefe político e intendente Juan Guzmán; en San Miguel, en los días 14 y 24 de noviembre, que estaría liderada por Molinete y Chirino, y para lo cual el gobierno salvadoreño mandaría a Guadalupe Echeverría para que restableciese el orden; y en enero de 1833 en Chalatenango y Tejutla (donde asesinaron al alcalde primero y al secretario municipal), que estuvo liderada por el presbítero Felipe Vides.
El 17 de diciembre ocurriría otra sublevación en San Miguel, que estaría liderada por el neogranadino Vicente Goyenaga, que derrotaría al comandante de la población coronel Narciso Benítez, se apoderaría de los cuarteles y el 30 de diciembre atacaría en El Tajar a un contingente de 25 soldados procedentes de los nonualcos. El 3 de enero, dichos sublevados volverían a atacar la plaza pública de San Miguel, que estaba defendida por soldados de Santiago Nonualco, y asesinarían al jefe político Guadalupe Echeverría, al alcalde primero y a otras personalidades. Para enfrentar esta situación, se enviaría al coronel Narciso Benítez (de origen colombiano), quien el 24 de enero derrotaría a los insurrectos, recuperando completamente la ciudad el día 25 de ese mes.
El 10 de enero el congreso estatal presidido por José Antonio Murga derogaría la ley de contribuciones directas, que había causado las rebeliones, pero aun así estas continuarían. Más adelante, el 31 de enero, decretaría un empréstito forzoso por valor de 4 mil pesos; pero el 6 de febrero, el Consejo Representativo decidiría devolver ese decreto debido a las rebeliones que había causado la ley antes mencionada.

### Destitución de Prado y segunda jefatura de Joaquín de San Martín
El 8 de febrero el congreso estatal, debido a la situación problemática del Estado, acordaría exhortar al jefe Prado para que: entregase el gobierno al vicejefe Joaquín de San Martín; fuese a Guatemala a manifestar la urgente necesidad de las reformas constitucionales y de la traslación de la sede del gobierno federal; y las causas por las que se tomarían las rentas federales. Ese mismo día, se sublevaría el comandante general de San Salvador coronel Máximo Menéndez y se llevaría las tropas de la guarnición hacia Ahuachapán; y el 9 el teniente Castellanos dejaría libre  más de 100 presos que saquearían 7 casas de la ciudad (incluyendo la del vicejefe). Ante esta situación, Prado convocaría ese día a una junta de vecinos notables, que aceptaría la moción dada por el congreso estatal, por lo que Prado mandaría al secretario general Domingo Najarro a que llamase al vicejefe San Martín para entregarle el gobierno.

#### Gobierno como vicejefe de San Martín

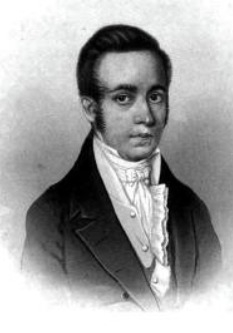
Gregorio Salazar, vicepresidente de la República Federal que ejerció la presidencia cuando Francisco Morazán se disponía a liderar a las tropas fue jefe provisional del estado salvadoreño del 13 de julio al 30 de septiembre de 1834

El vicejefe San Martín comenzaría a gobernar ese mismo día 9; y al siguiente día, con la ayuda de la compañía del entonces capitán Ramón Belloso, los vecinos honrados y los alcaldes, lograría detener a los ladrones; asimismo -como primera medida de gobierno- intentaría dar una amnistía general para restablecer la tranquilidad del territorio, pero sería infructuoso; además de ello, haría poner en libertad a personas que habían sido reducidas a prisión, desconocería las confiscaciones hechas en el gobierno de Prado, derogaría los decretos sobre préstamos forzosos, y haría ingresar al erario estatal las rentas de tabaco y alcabala marítima pertenecientes al gobierno federal. Por otro lado, para las tareas del gobierno, en principio dividiría la secretaría general en dos, teniendo como ministro o secretario de Relaciones y Gobernación a José María Cisneros, y como secretario de Hacienda y Guerra a Juan José Córdoba, este último se convertiría en secretario general luego que Cisneros renunciase a su cargo el 23 de enero de 1834.
A partir de enero, los indígenas de Santiago y San Juan Nonualco se sublevaron liderados por Anastasio Aquino, quien derrotaría al contingente de 30 soldados del coronel José Guzmán (quien fallecería en ese encuentro). El 1 de febrero las fuerzas de Aquino derrotarían a las del jefe político e intendente del departamento de San Vicente Juan José Guzmán en el río Guisculapa (cerca de Santiago Nonualco); el 5 tomaría y saquearía Zacatecoluca; el 15 haría lo mismo en San Vicente (que para ese momento estaba abandonada, y las tropas de Juan José Guzmán se encontraban en el departamento de San Miguel); y el 16 quemaría los archivos de Tepetitán, se daría asimismo el título de comandante general de las armas libertadoras, daría un decreto sobre las penas de los delitos y asentaría su cuartel general en Santiago Nonualco. El 17 el presbítero Juan Bautista Navarro, comisionado del gobierno, intentaría negociar con Aquino  pero sería infructuoso. Entonces el gobierno enviaría al coronel Juan José López, quien en San Vicente armaría una fuerza de entre 4 mil a 5 mil soldados. El día 27, Aquino derrotaría en Olocuilta y Comalapa al contingente del mayor Cruz Cuéllar y del coronel Juan Antonio Parada, pero el 28 el coronel López atacaría Santiago Nonualco y derrotaría a Aquino, quien sería perseguido; siendo capturado el 23 de abril y ejecutado el 24 de junio de ese año.
San Martín tendría varios opositores porque se consideraba que Prado había sido obligado por un motín para dejar el cargo. Por esta razón, el 22 de febrero, el jefe político del departamento de San Miguel coronel Narciso Benítez decidiría no obedecer al gobierno. Ante eso, el vicejefe San Martín enviaría al licenciado Miguel Montoya como nuevo jefe político, pero este sería derrotado por Benítez en La Puerta (camino de Usulután). Luego de ello, el 9 de marzo, con 600 soldados, el coronel Benítez ocuparía San Vicente; entonces, el 13 de marzo, el coronel Juan José López atacaría San Vicente y derrotaría a Benítez, quien se dirigiría a Honduras para luego unirse a las fuerzas de Morazán.
En Guatemala, la opinión sobre los sucesos en el estado salvadoreño eran divergentes, por un lado el senado y el gobierno estatal de Guatemala estaban a favor de San Martín, mientras que la asamblea federal y el presidente Morazán consideraban a Prado como la autoridad legítima y condenaban su destitución. La asamblea federal invitaría a Morazán a que fuese al estado salvadoreño a reponer a las autoridades legítimas; así, el 7 de marzo, el presidente enviaría un manifiesto a los salvadoreños en el que expresaba que: si bien el gobierno de San Martín era legal, las autoridades puestas por Prado no podían ser destituidas sino después de haber sido declarados reos; y que por ello se dirigiría a intervenir en los asuntos del estado salvadoreño para lo cual iría a Ahuachapán donde convocaría al congreso estatal para que conozca la renuncia del jefe Prado y convocase a elecciones para restablecer el orden. El 8 de marzo, Morazán depositaría el mando de la nación en el vicepresidente José Gregorio Salazar y se dirigiría a Ahuachapán con 86 soldados; llegando a ese población el 12 de marzo, donde se le sumarían los 80 soldados al mandos de los coroneles Máximo Menéndez y Nicolás Angulo, y donde le escribiría al vicejefe San Martín intimandole que para la pacificación del territorio procediese a renovar a todas las autoridades administrativas.
El 10 de marzo de 1833, el tribunal que juzgaba a los salvadoreños detenidos en 1832 condenaría a muerte a José María Cornejo y a Antonio José Cañas; a Joaquín Durán y a Faustino Ximenez los condenarían a 4 años de confinamiento en Guatemala; y los demás serían absueltos y puestos en libertad. El ejecutivo Federal decidiría conmutar las penas de Cornejo (que como se dijo anteriormente fue confinado en una hacienda en El Salvador) y de Cañas, este último guardaría prisión en Ciudad de Guatemala por 4 años.
El 19 de marzo, el secretario de relaciones y gobernación José María Cisneros le escribiría al presidente Morazán cuestionándole sobre la reunión de tropas en Ahuachapán y sus verdaderas intenciones. El 21 el gobierno salvadoreño enviaría un contingente liderado por el teniente coronel Fermín Palacios para que ocupase Santa Ana; el 24 se enviaría al secretario de hacienda y guerra Juan José Córdoba a dar explicaciones a las autoridades federales sobre los acontecimientos en el territorio salvadoreño; el 29, el vicejefe San Martín por medio de comisionados le comunicaría a Morazán que debería abandonar el territorio salvadoreño, Morazán ese día se movería a Ahuachapán y el 30 a Asunción Mita donde a sentaría sus tropas; ese mismo día 30 el teniente coronel Palacios ocuparía Metapán.
El 6 de abril se celebraría un convenio en San Salvador por el general Nicolás Espinoza, quien había sido designado comisionado por el jefe estatal de Guatemala Mariano Gálvez para que mediase entre Morazán y San Martín; en ello se convendría que Morazán se retirase del territorio salvadoreño, que el congreso estatal se reuniría en Ahuachapán, convocaría a elecciones generales, y la nueva legislatura decretaría una amnistía para todos los revolucionarios. El presidente Morazán aceptaría con pequeñas modificaciones el convenio, enviaría a su secretario el licenciado Máximo Orellana para firmarlo, y pediría permiso para retirarse a Honduras (lo que le sería aceptado a haber depositado la presidencia en el vicepresidente Salazar).

#### Gobierno como jefe supremo de San Martín

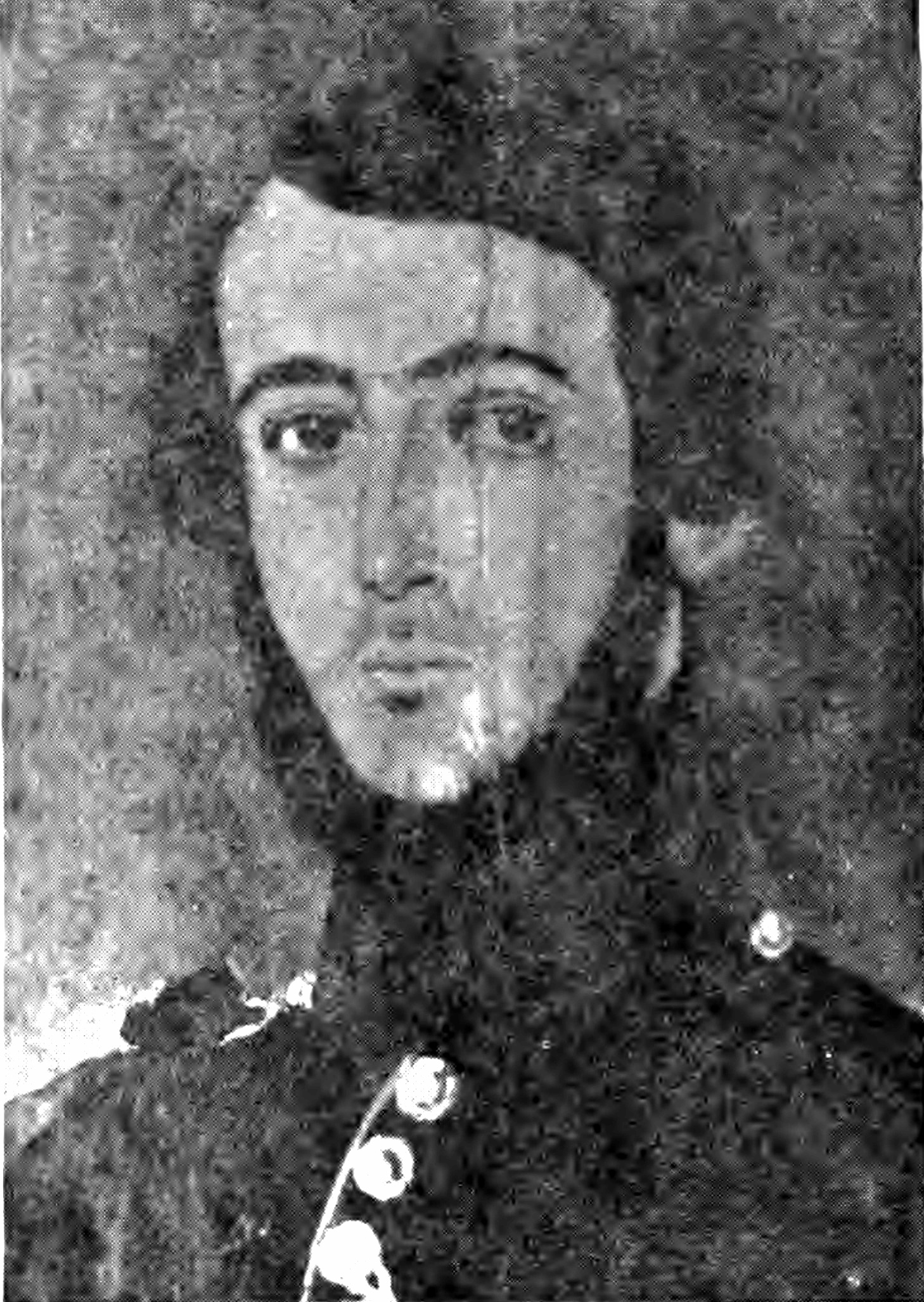
Lorenzo González, vicejefe electo junto a Joaquín de San Martín, se hizo cargo de la jefatura estatal del 5 al 21 de abril y del 12 al 30 de mayo de 1834; siendo asesinado en su hacienda ese último día.

El 10 de mayo, San Martín convocaría a elecciones que se realizarían en el mes de junio. El 21 de junio la asamblea federal declararía inconstitucional dicha convocatoria al saber que San Martín tenía las de ganar en esos comicios, pero el senado se negaría a darle sanción porque consideraba que ese decreto carecía de legalidad y justicia y era inconveniente políticamente hablando, por lo que las elecciones se llevarían a cabo con normalidad. El 27 de junio se instalaría el congreso estatal presidido por José Marcelo Avilés; y el 1 de julio declararía popularmente electos a Joaquín de San Martín como jefe supremo, y a Lorenzo González como vicejefe.
El gobierno salvadoreño enviaría al secretario Juan José Córdoba como comisionado ante el jefe estatal de Guatemala, con quien firmaría un tratado de alianza y amistad entre los dos Estados; sin embargo, dicho tratado no sería ratificado por el congreso estatal de Guatemala, a esa decisión contribuiría la noticia de que Manuel José Arce estaba en Acapulco pidiendo un pasaje a El Salvador. Mientras que por otro lado, la asamblea federal (presidida por José Francisco Barrundia), al recesar el 8 de julio, decretaría que el ejecutivo federal designe a una de las poblaciones del estado salvadoreño para la reunión de la próxima legislatura; por ello, el vicepresidente Gregorio Salazar nombraría a Sonsonate como la sede de las autoridades federales del siguiente año.
El 9 de julio, en la ciudad de Comayagua, Morazán escribiría un manifiesto contra el jefe San Martín; a lo que este le contestaría en un manifiesto el 1 de septiembre, en el que aludía la ambición de Morazán de querer centralizar y aumentar las facultades del gobierno federal, y la intranquilidad que dichas acciones generan.
El 17 de diciembre iniciaría una insurrección en San Miguel, liderada por José Miguel Montoya, Sixto Pineda, Juan José Guzmán y el alcalde Mónico Manzano; para detenerla se enviaría una división pacificadora liderada por el teniente coronel Fermín Palacios. El 28 de diciembre, al saber de la llegada de las tropas gubernamentales, los insurgentes huirían a Honduras, donde en la población de Goascoran serían derrotados por las tropas gubernamentales dirigidas por el segundo jefe de la división José Dolores Castillo (que tenían el permiso del gobierno hondureño).
El 27 de enero, el gobierno estatal sería informado por el gobierno federal de que pronto se trasladaría a Sonsonate; por lo que el gobierno estatal ordenaría a las autoridades sonsonatecas que reciban a las federales proporcionándoles todo lo necesario. El 14 de febrero, el vicepresidente Gregorio Salazar Ingresaría a Sonsonate y establecería ahí la residencia del gobierno federal, lo que le facilitaría para intervenir en el régimen interno estatal.
El congreso estatal (presidido por José Miguel Alegría), que se instalaría el 29 de marzo, decretaría que los comerciantes, escribanos, curas, etc. debían de tener todos sus libros y registros en papel sellado. El 3 de abril, al no haber mayoría de votos para la elección de senadores, el congreso estatal designaría a los doctores Pedro Molina y Matías Quiñónez en reemplazo del general Carlos Salazar y el presbítero José Mariano Méndez. El 21 de abril, el congreso decretaría libre el cultivo de tabaco, estableciendo únicamente el derecho de patente (a 5 pesos por cada 5 mil matas de cultivo como mínimo, y 100 pesos por 100 mil matas como máximo), habiendo patentes de cinco, diez, veinte, cincuenta o 100 pesos respectivamente.

### Derrocamiento de San Martín y jefaturas de Carlos y Gregorio Salazar

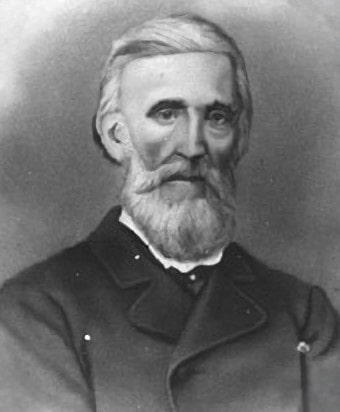
General Carlos Salazar, jefe provisional del estado salvadoreño del 23 de junio al 13 de julio de 1834

La instalación de las autoridades federales en Sonsonate causaría que se suscitasen varias sublevaciones, por lo que el jefe San Martín trasladaría las autoridades estatales a Cojutepeque; asimismo, firmaría un decreto de amnistía y suspensión de armas, y comunicaría que no podía entenderse con Morazán sino con el vicepresidente Salazar.
En mayo habría una sublevación dirigida por el presbítero Felipe Vides, que fue rápidamente sofocado. El 11 de mayo, en San Salvador, una sublevación atacaría a las fuerzas que custodiaban el cabildo municipal para liberar al coronel Máximo Menéndez (que estaba preso en ese lugar), pero este sería asesinado por la guarnición. El 12, ocurriría una sublevación en San Vicente, que sería sofocada y los insurrectos partirían a Honduras; ese mismo día, debido a que también el departamento de San Miguel estaba en crisis, el jefe San Martín iría personalmente a pacificarlo, dejando en Cojutepeque al vicejefe Lorenzo González, quien sería asesinado en la hacienda La Asunción el 30 de mayo, por lo que San Martín retornaría a Cojutepeque.
El 14 de mayo, vuelto de Honduras, Morazán asumiría el mandato de las fuerzas militares de la Federación, y pediría tropas al jefe estatal de Guatemala, lo cual así haría. La situación del Estado le permitía a Morazán el poder derrocar a San Martín y trasladar la capital federal a San Salvador. Así, el 29 de mayo, las autoridades federales decretarían el traslado del gobierno de la República a San Salvador.
El 31 de mayo, se disolverían el congreso y consejo representativo del Estado. El 6 de junio, Morazán invadiría San Salvador con el ejército federal y guatemalteco. El 12 de junio, Morazán y San Martín firmarían un acuerdo suspendiendo las hostilidades, y se decretaría una amplia amnistía. Pero ese mismo día, el vicepresidente (que seguía desempeñando el liderazgo político de la República) nombraría a su hermano el general Carlos Salazar como jefe provisional del estado salvadoreño, teniendo como secretario general a José Máximo Orellana.
El 13 de junio, San Martín decidiría recuperar San Salvador con un contingente de entre 1000 a 1500 soldados que estarían liderados por el general Fermín Palacios y el teniente coronel José Dolores Castillo. Dichas se movería vía Tepezontes; y el 23 de ese mes atacarían San Salvador, donde las tropas federales resistirían durante 5 horas, hasta que lograron dispersar a las tropas salvadoreñas luego de herir al teniente coronel Castillo, quien luego sería asesinado por el capitán Saravia.
El 30 de junio el jefe Carlos Salazar decretaría imponiendo la pena de confiscación de bienes a los que directa o indirectamente auxiliaren a los que se levantasen contra el gobierno federal o estatal, y que esos bienes se utilizarían para: el socorro de las viudas y huérfanos de ambos bandos; en auxiliar a los oficiales que lucharon el 13 de julio y a los que posteriormente luchen por las autoridades nacionales y estatales; en indemnizar a las personas que hayan ayudado al ejército en operaciones; y en los gastos que se hayan hecho o sean preciso emprender para la pacificación del Estado.
El jefe Carlos Salazar decretaría el 2 de julio mandando a renovar todas las municipalidades, en elecciones a realizarse el domingo 6 de ese mes; el 9 de julio, concediéndole el 25 por ciento a los que denuncien deudas o acciones pertenecientes al gobierno; y el 10, disolviendo el barrio La Vega de San Salvador. Por otro lado, el 4 de julio, el coronel Isidoro Saget derrotaría a los restos de las tropas del jefe San Martín, que eran 150 soldados dirigidos por el coronel Francisco Malespín.
El 13 de julio, el general Carlos Salazar decide entregarle la jefatura del Estado a su hermano el vicepresidente Gregorio Salazar (que seguiría teniendo como secretario general a José Máximo Orellana), quien al siguiente día convocaría a elecciones de las autoridades estatales, y el 16 se haría cargo también del gobierno de la República al terminar el período para el que había sido electo Morazán.
El 16 de agosto el vicepresidente Gregorio Salazar, en su función de jefe provisorio del Estado, decretaría señalando a la ciudad de San Vicente como sede de las autoridades representativas estatales y que el 10 de septiembre se celebrarían las juntas preparatorias del congreso estatal. Por otro lado, el 4 de agosto decretaría que los deudores del Estado debían hacer todos sus pagos en dinero efectivo; el 29 de agosto mandaría a ingresar a la Tesorería la mitad de la cuota que le corresponde a los poseedores al extinguirse las vinculaciones perpetuas; y el 1 de septiembre decretaría que serían expulsados, por el término de 2 años, un total de 38 personas vinculadas al gobierno depuesto ese año, incluyendo a Joaquín de San Martín.
Con la destitución de San Martín y el traslado de la capital de la República a San Salvador, la oposición al gobierno federal en el territorio salvadoreño desaparecería y el jefe estatal caminaría de acuerdo a las autoridades federales en los puntos de administración, aunque los diversos partidos se mantendrían opinando sobre la reforma a la Constitución Federal.

### Jefaturas de Joaquín Escolán y Balibrera, y de José María Silva

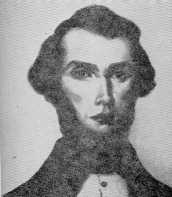
Joaquín Escolán y Balibrera, jefe provisional del estado salvadoreño, en calidad de consejero designado, del 30 de septiembre al 14 de octubre de 1834 y del 2 de marzo al 10 de abril de 1835

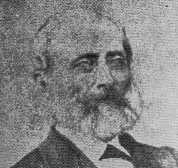
José María Silva, jefe provisional del estado salvadoreño en calidad de vicejefe del 14 de octubre de 1834 al 2 de marzo de 1835 y del 16 de febrero al 5 de abril de 1840

El 21 de septiembre de 1834 se instalaría en San Vicente el congreso estatal presidido por José María Silva; el 23 harían el escrutinio de los pliegos que contenían los votos para jefe, vicejefe, y magistrados de la Corte superior de justicia, pero se declararían nulos los votos de San Vicente porque se consideraba que tenían fallos legales; y el 30 se designaría y se le daría posesión como jefe provisional al consejero Joaquín Escolán y Balibrera, quien seguiría teniendo como secretario general a José Máximo Orellana.
El 4 de octubre, el congreso estatal designaría a San Vicente como la sede del gobierno estatal. El 11 de octubre, decretaría concediendo: al general Francisco Morazán los títulos de General del Ejército y Benemérito de la Patria; y a los generales Nicolás Espinoza y Carlos Salazar se les daría honores (por el despacho que tienen del gobierno guatemalteco) y el título de Benemérito de la Patria.
El 14 de octubre, el congreso estatal procedería a elegir entre los candidatos al jefe y vicejefe del estado, resultando electos como jefe supremo Dionisio Herrera y como vicejefe a José María Silva. Debido a que Herrera no aceptaría el cargo (porque consideraba que su elección no era legal debido a que los períodos se habían trastocado luego del derrocamiento de Cornejo, un año antes de terminar su período; a lo que le siguieron las elecciones y destituciones de Prado y San Martín), Silva se encargaría del gobierno; quien en principio continuaría teniendo como secretario general a José Máximo Orellana, quien después sería reemplazado sucesivamente por Joaquín Barahona y José Prado.
El 17 de octubre, el congreso estatal aprobaría todos los actos de los gobiernos provisionales de Carlos y Gregorio Salazar. El 18, decretaría que fuesen embargados todos los bienes del expulsado Joaquín de San Martín y que fuesen administrados por la hacienda pública, por lo que Joaquina Fugón (esposa de San Martín) sería expulsada de su casa con sus hijos y tendría que asilarse en la casa de una amiga.
El 21 de octubre, el congreso estatal decretaría que todas las resoluciones del gobierno de San Martín serían consideradas nulas (y su gobierno sería considerado como intruso), excepto las de carácter judicial y temporal. El 22, se restablecería el estanco de tabaco; y el 23 se le concederían facultades extraordinarias al vicejefe Sila, quien el 18 de diciembre decretaría que debían circular las monedas de plata que tengan el sello del cuño provisional del Estado y prohibiría la circulación de monedas cobre, latón, estaño, hierro o cualquier otro metal que no sea oro o plata.
El 17 de enero de 1835 serían electos senadores federales Mariano Prado y Diego Vigil, y como suplente Francisco Padilla. El 19 de enero, el congreso federal elevaría a la categoría de puerto mayor el Puerto de La Libertad, reduciendo a puerto menor el de Acajutla. Por otro lado, el 20 ocurriría la erupción del volcán Cosigüina (en Nicaragua), cuyo humo y ceniza obscurecería el cielo salvadoreño (por unas cuarenta horas) y provocarían truenos y relámpagos, y cuyas detonaciones se escucharían hasta San Salvador.
El 31 de enero el congreso estatal, presidido por Juan José Guzmán, cedería a San Salvador y a las poblaciones cercanas para formar el distrito federal, lo que sería ratificado por la asamblea federal el 7 de febrero de ese año. Esto, junto con la decisión de trasladar la sede de la Federación a San Salvador y el traslado de algunos objetos desde Guatemala (como uno de los pocos relojes funcionales, que se encontraba en el Palacio de Gobierno) crearía disgustos en los guatemaltecos que veían como la antigua capital colonial era reemplazada.
La asamblea federal en enero de 1834 había declarado como ganador de las elecciones a presidente de la República a José Cecilio del Valle, pero el fallecería el debido a ello el congreso estatal decretaría, el 21 de octubre de 1834, que su retrato fuese colocado en su salón de sesiones). Por lo que en 1835 se volverían a realizar las elecciones; dándose a conocer sus resultados el 2 de febrero, siendo reelecto como presidente Francisco Morazán y como vicepresidente Gregorio Salazar; quienes tomarían posesión el 14 de febrero.
El 13 de febrero, la asamblea federal, presidida por Juan Barrundia, dictaría las reformas a la Constitución, las cuales debían ser sancionadas por los congresos estatales. Dichas reformas buscaban: impulsar la libertad de cultos, a la vez que recomendaba a los Estados que cuidasen la religión católica; modificar levemente las elecciones, al reducir a 2 los tres escalones en las elecciones (suprimiendo las juntas departamentales); convertir al senado en una segunda cámara legislativa y darle más facultades al poder legislativo con respecto de los Estados; darle más facultades al poder ejecutivo Federal, como el veto (que antes lo tenía el Senado) y que el presidente mandase sobre todas las milicias de la República (incluyendo la de los Estados); que la asamblea federal eligiese a los magistrados de la Corte suprema de justicia (en lugar del pueblo en elecciones); impedir que los revolucionarios tomasen el mando por la violencia, al quitarle el derecho de ciudadanos a los que usurpasen alguna función gubernamental federal o estatal; además mencionaba que la soberanía residía en la nación; que solamente en el distrito federal tendría autoridad exclusiva el gobierno federal; que se permitía la intervención del gobierno federal y los Estados en los otros; entre otras cosas. Estas reformas reducían el poder e independencia de los Estados y por ello no serían aceptados más que por Costa Rica y Nicaragua. Así, en el territorio salvadoreño el congreso estatal presidido por Mariano Antonio de Lara decretaría, con fecha 25 de abril, que no aceptaba las reformas.
El 2 de marzo el congreso estatal presidido por José Campo y Pomar, debido a que Dionisio Herrera había reiterado su renuncia al nombramiento de jefe supremo del estado, acordaría admitir su renuncia y convocar a nuevas elecciones; ese día se haría cargo de la jefatura del Estado, por segunda ocasión, el consejero Joaquín Escolán y Balibrera, quien tendría como secretario general a José Prado y luego al jefe de sección José María Morales. Por otro lado, el 4 de abril se decretaría que debían ser desembargados todos los bienes de las autoridades destituida en 1834, y ser devueltas a sus dueños bajo formal inventario.

### Jefatura de Nicolás Espinoza

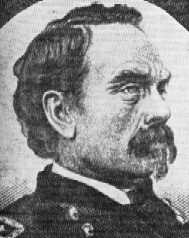
Nicolás Espinoza, jefe supremo del estado salvadoreño del 10 de abril al 15 de noviembre de 1835

El 6 de abril se declararía popularmente electos como jefe supremo al general Nicolás Espinoza y como vicejefe a José María Silva; en esta elección hubo 103 electores y Espinoza obtuvo 64. Ellos tomarían posesión el 10 de abril; y como secretario general en principio continuaría José María Morales, y luego a partir de mayo estaría Juan José Guzmán.
El 15 de abril el congreso estatal, presidido por Mariano Antonio de Lara, facultaría al poder ejecutivo para que utilizase medios coactivos con los magistrados electos que no quieran ocupar sus puestos o los abandonen.
El 7 de mayo, el jefe Espinoza restablecería la Intendencia General de Hacienda y la Fiscalía de Hacienda, y les otorgaría funciones judiciales. El 9 establecería las juntas de Beneficencia en todo el territorio estatal. El 22 decretaría la separación del mando militar de los departamentos de la jefatura política, así estaría por un lado el jefe político e intendente y por el otro el comandante militar del departamento.
El 25 de mayo, la asamblea federal decretaría que solamente los centroamericanos podían ejercer como comandante general, inspector general y comandantes de los puertos y fronteras. El 26, decretaría que era inconstitucional la acuñación de moneda provisional por los gobiernos de Honduras y El Salvador (que en este último se venía haciendo desde 1828), y que ello había causado daño a los particulares y al comercio; por lo que ningún gobierno estatal podría acuñar monedas, y se prevendría a los gobiernos salvadoreño y hondureño a que cesasen inmediatamente la acuñación, se destruyan los troqueles, y se procediese a la amortización de la moneda provisional dentro de un año (lo que empezaría a llevarse a cabo el 14 de noviembre).
El 17 de julio, el jefe Espinoza decretaría la extinción de los terrenos baldíos, concediendo un 10 por ciento de valor a los que denuncien dichos terrenos; asimismo, ese día, restablecería el estanco de tabaco y emitiría su correspondiente reglamento. El 16 de septiembre, establecería en todas las ciudades la policía, para que salvaguardase la seguridad y salubridad pública, y emitiría el respectivo reglamento. Otras medidas que dictaría, sería el de reincorporar al Estado los productos de aguardiente, que por cuenta de cupos eran usados para el pago de la guarnición; también se menciona, por Lorenzo Montúfar en el tomo segundo de la Reseña Histórica de Centro América, que apoyó las preocupaciones de los indígenas y que les dio armas a aquellos que residían en Apastepeque, Ilobasco, Santiago Nonualco, y otros.
En septiembre y debido a sus medidas en el ramo de hacienda, a sus desacuerdos con el vicejefe Silva, y a su acercamiento con los indígenas, la prensa Morazanistas (que estaba a favor del vicejefe Silva) comenzaría a atacar al jefe Espinoza, acusándole de: querer iniciar una guerra de castas en el Estado; querer iniciar una revolución en el estado guatemalteco, por medio de emisarios en Chiquimula y Quetzaltenango; de haber estado detrás de la insurrección del coronel Cándido Flores en Nicaragua; y de haber abusado temerariamente de su autoridad en el departamento de San Miguel. También el jefe estatal de Guatemala Gálvez acusaba a Espinoza, acusándolo de haber puesto en libertad y dada de alta como oficiales prófugos de Azacualpa que eran perseguidos por las autoridades guatemaltecas.
Ante las acusaciones sobre Espinoza, el presidente Morazán enviaría al secretario o ministro de relaciones exteriores coronel Miguel Álvarez Castro y al general Isidoro Saget para intimarlo; Espinoza negaría las acusaciones y propondría renunciar cuando se reuniese una legislatura imparcial. Morazán se preparía para la guerra, enviaría secretamente un expreso al jefe guatemalteco solicitándole municiones, armas y dinero; y enviaría una circular a los gobiernos de Honduras y Nicaragua informándole de la situación. Mientras que Espinoza, según el ministro Álvarez, reclutaba gente, almacenaba municiones, arreglaba armas y prodigaba amenazas.
El jefe Espinoza, enviaría al consejero Francisco Gómez y al diputado Joaquín Barahona ante Morazán con varias propuestas, en las que: reiteraba su renuncia, pero con la condición que también renunciase el vicejefe Silva; se convocase a nuevas elecciones; ejerciese, mientras tanto, la jefatura estatal el consejero Gómez; y de que él, luego de depositar la jefatura estatal, se dirigiría a Conchagua, con la promesa de salir del territorio estatal si el congreso no le aceptaba la renuncia. A lo que Morazán prometería que cooperaría para que se les diese cumplimiento, sin apoyar o rechazar dichas medidas.

### Aceptación de la renuncia de Espinoza y jefatura de Francisco Gómez

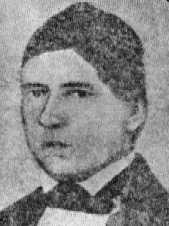
Francisco Gómez, jefe del estado salvadoreño en calidad de consejero designado del 15 de noviembre de 1835 al 7 de marzo de 1836

El 15 de noviembre, el Consejo Representativo aceptaría el retiro del jefe Espinoza, y ese día asumiría provisionalmente la jefatura estatal el consejero Francisco Gómez; quien tendría sucesivamente como secretario general a José María Espinar, Luis Ayala, Juan Nepomuceno Cisneros (los tres fueron jefes de sección) y José Antonio Ximenez.
La primera acción que realizaría Gómez fue la de mandar a recoger las armas que había repartido Espinoza para reconcentrarlas en San Salvador; lográndose recoger completamente en todos los pueblos, excepto en Apastepeque donde solo se recogerían 22 de 180 carabinas. Debido a ello, varios de los indígenas de esa población se dirigieron armados a Cojutepeque (donde se había sublevado, sin mayor trascendencia, el juez militar de policía Nicacio Hernández), liderados por Atanasio Flores; pero al no encontrar ningún auxilio, por parte de la población del lugar, se dirigirían a Ilobasco y luego a San Sebastián, donde se rendirían y entregarían sus armas al coronel federal Domingo Fagoaga (comisionado del gobierno para ese fin). Ante esta situación, Gómez solicitaría ayuda de Morazán, quien se pondría a la cabeza de una división y partiría hacia San Vicente, donde apagaría las últimas chispas de ese intento de rebelión.
El 9 de diciembre, el gobierno estatal nombraría a Juan Manuel Rodríguez para que junto con Juan Bayli procediesen al amojonamiento y medición del Distrito Federal, para establecer firmemente los límites entre este y el Estado salvadoreño.
El 28 de enero de 1836, el congreso estatal presidido por Luis Ayala aceptaría la renuncia del jefe Espinoza y el vicejefe Silva. El 16 de febrero, decretaría que debían ingresar al Tesoro público todos los capitales y los réditos de las capellanía y fundaciones piadosas sin que hubiese ninguna indemnización; está ley sería declarada nula por la asamblea federal presidida por Juan Barrundía, el 18 de abril, debido a que contravenía el párrafo 4 del artículo 175 de la Constitución Federal que establecía la justa y previa indemnización.
El 20 de febrero, el presidente Morazán decretaría prohibiendo la siembra de tabaco en todos los Estados, a excepción de Tepetitán y los llanos de Santa Rosa (el primero ubicado en el estado salvadoreño, y el segundo en el hondureño) por las personas que se matriculen; permitiendo cosechar mil tercios de tabaco en Santa Rosa, y 800 en Tepetitán.

### Jefaturas de Diego Vigil y primeras jefatura de Timoteo Menéndez.

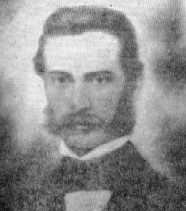
Diego Vigil, jefe supremo del estado de El Salvador del 7 de marzo de 1836 al 23 de mayo de 1837 y del 7 de junio de 1837 al 6 de enero de 1838. Sería elegido vicepresidente de la República Federal, y como tal ejercería la presidencia de 1838 a 1839, siendo el último presidente de la Federación Centroamericana

#### Primera Jefatura de Diego Vigil
El 7 de marzo de 1836, el congreso estatal presidido por el general Nicolás Angulo declararía popularmente electos como jefe supremo del Estado a Diego Vigil y como vicejefe a Timoteo Menéndez. El jefe Vigil haría esfuerzos por fomentar la instrucción pública, regularizar la hacienda estatal, perseguir la vagancia y mantener cordiales relaciones con los otros gobiernos centroamericanos; debido al mal estado de su salud, depositaría varias veces el mando en el vicejefe. En principio continuaría cómo secretario general José Antonio Ximenez; luego entre agosto y diciembre estaría el vicejefe Menéndez; y después estarían sucesivamente Jorge Abrego (como jefe de sección) y el presbítero Vicente Orantes.
El 29 de marzo, el congreso estatal expulsaría del territorio salvadoreño al general Nicolás Espinoza y le retiraría el título de Benemérito de la Patria. Mientras que la asamblea federal, presidida por Juan Barrundia, decretaría el 18 de abril que no se cobrase el derecho de anclaje en los puertos menores y que en los puertos mayores estaría habilitado dicho derecho a 4 reales por tonelada.
Para este año de 1836, el gobernador eclesiástico de Guatemala Diego José Batres había nombrado sucesivamente como vicario de San Salvador, desde el 10 de abril de 1832 (cuando fue nombrado el presbítero José María Orantes en sustitución del presbítero José Ignacio Ávila), a: José Antonio Alvarado, el 5 de enero de 1833; Isidro Menéndez, el 14 de febrero de 1835; José Mariano Méndez, el 21 de julio de 1835; Narciso Monterey, el 12 de noviembre de
1835; y José Vicente Orantes, el 7 de enero de 1836. De los cuales, algunos renunciaron a su designación.
El 17 de febrero de 1837, el congreso estatal presidido por Manuel Mencía decretaría una ley buscando mejorar el sistema de cárceles. El 3 de marzo, establecería penas para los jueces de primera instancia y los alcaldes por faltas en el ejercicio de sus funciones, y reglamentaría los procedimientos para que ello fuese efectuado. El 6, decretaría la ley de jornaleros, estableciendo penas para los que no cumpliesen sus contratos.
En febrero se tuvo noticias de la aparición del cólera morbus en Omoa (Honduras); por lo que el congreso estatal decretaría, el 22 de ese mes, dándole facultades especiales al gobierno del Estado para que adoptase todas las medidas necesarias para impedir dicha epidemia. Sin embargo, esa enfermedad se propagaría a Gualán, luego a Zacapa, y finalmente a Esquipulas, donde causaría muchos contagios por la aglomeración de la romería o peregrinación para venerar la imagen de Jesús crucificado conocido como el Cristo Negro de Esquipulas. Dichos romeristas llevarían la enfermedad al territorio salvadoreño, donde se detectaría por primera vez el 11 de marzo.
El 6 de marzo, el congreso estatal establecería que: en todos los distritos habría juzgados de primera instancia (habiendo dos en Santa Ana, San Vicente, y Santa Ana) que conocerían indistintamente en lo civil y en lo criminal; en cada cabecera de distrito habría 2 alcaldes constitucionales (a excepción de San Alejo, San Antonio del Sauce, Gotera, Osicala, Ilobasco, y Opico, que sólo tendrían uno) que continuarían con atribuciones en lo económico, gubernativo y judicial; y que los jueces de primera instancia estarían sujetos únicamente a la Corte Suprema de Justicia, no conocerían las demandas verbales, y sus faltas prescribirían al año de haber dejado su puesto.
El 7 de marzo, el congreso del Estado aboliría el oficio de escribano. El 8, decretaría el presupuesto de gastos de ese año en 85028 pesos, formarían el padrón general del Estado, y autorizarían al ejecutivo para que procediese a la introducción en San Miguel del agua de la población de Moncagua. El 13 de marzo, al no haber mayoría de votos en las elecciones, nombraría como senadores federales propietarios a Máximo Orellana y a Juan Manuel Rodríguez, y como suplente al presbítero Mariano Antonio de Lara. El 29 de marzo, decretaría que los Intendentes departamentales y la contaduría publicasen cada dos meses un informe de sus trabajos, estableciendo penas ante su incumplimiento, y debido a los sucesos políticos le otorgaría poderes extraordinarios al ejecutivo estatal. El 19, facultaría al Consejo Representativo para que un número menor de sus miembros puedan establecer un quorum para así evitar que se disolviese por falta de asistencia de sus integrantes, como había ocurrido en algunas ocasiones.
El 30 de marzo el jefe Vigil, para dedicar las rentas a los gastos para combatir la epidemia de colera, ordenaría a la Tesorería suspender todo pago a excepción del de los empleados y los gastos ordinarios; y el 17 de abril, designaría juntas de sanidad en las cabeceras departamentales y las reglamentaría.

#### Primera jefatura de Timoteo Menéndez y segunda de Vigil
El 23 de mayo, debido a problemas de salud, el jefe Vigil depositaría temporalmente el mandato del Estado en el vicejefe Timoteo Menéndez; para este tiempo sería secretario general en calidad de jefe de sección Rafael Miranda (quien ocuparía el cargo hasta agosto de 1839). El jefe Vigil retornaría al cargo el 7 de junio de 1837.
Corría el rumor que las aguas habían sido envenenadas y de ahí se había originado la epidemia; debido a ello, el 23 de mayo, varios de los indígenas de Zacatecoluca y Cojutepeque se sublevarían, atacando el 26 San Vicente y el 27 Cojutepeque, siendo en ambos casos rechazados. Ante esto, ese día 27, el gobierno federal declararía en suspensión las garantías constitucionales en los departamentos de San Vicente y Cuscatlán; y Morazán enviaría un contingente de tropas, que vencería completamente a los sublevados. Más adelante, el 15 de julio, un movimiento revolucionario sería detenido en Santa Ana por las tropas federales del general Carlos Salazar.
El 13 de septiembre, el gobierno estatal emitiría una amnistía a todos los que estuvieron implicados en los movimientos revolucionarios; y el 22 de ese mes, el Consejo Representativo, en vista de que había desaparecido la problemática revolucionaria, restablecería las garantías constitucionales en los departamentos de San Vicente y Cuscatlán.

### Segunda jefatura de Timoteo Menéndez

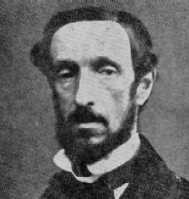
Timoteo Menéndez, jefe del estado salvadoreño en calidad de vicejefe del 23 de mayo al 7 de junio de
1837 y del 2 de febrero de 1838 al 23 de mayo de 1839

El 2 de febrero, el jefe Vigil dejaría el cargo en el vicejefe Timoteo Menéndez. Como secretario general continuaría Rafael Miranda, y además tendría como secretario o ministro de hacienda y guerra a Antonio José Cañas.
El 20 de febrero, el congreso estatal, presidido por José Rafael Molina y Lara, decretaría de que la autorización de los grados de bachiller en leyes fuese hecha ante el vicario del Estado, ya que no había un Cuerpo Literario encargado de ese propósito. El 3 de marzo, decretaría que los derechos por dispensas matrimoniales fuesen pagados en la vicaría salvadoreña y no en Guatemala. El 14 de marzo, le otorgaría un indulto al general Juan José Guzmán, que estaba condenado a la pena de destierro después de la renuncia de Espinoza. El 16, se le daría facultades extraordinarias al ejecutivo estatal.
El 2 de marzo, el gobernador eclesiástico de Guatemala Antonio Larrazabal, que había sucedido a Diego José Batres (fallecido en enero de ese año, le escribiría al vicario de San Salvador José Vicente Orantes diciéndole que por la muerte de Batres quedaría cesado de su cargo; lo que sería protestado por Orantes aduciendo que no podía publicar el edicto sin el pase estatal y que Larrazabal no podía tomar esa decisión sin que antes el Consejo Representativo estatal presentase una terna de tres personas que creía conveniente para ser vicario (cuya jurisdicción era tanto el distrito federal como el Estado salvadoreño). Larrazabal solicitaría a Orantes una copia de la ley que instauró ese pase previo, pero nada llegaría a su despacho; y al ver que la mayoría de nombramientos de Batres, incluso el de Orantes, habían sido sin terna, el cabildo eclesiásticos acordaría que el vicario y gobernador guatemalteco podía nombrar a quien considerase conveniente en San Salvador. Por lo que el 28 de septiembre, Larrazabal designaría para que desempeñas en ese cargo, en primer lugar a Narciso Monterey, en segundo a Manuel María Zeceña, y en tercero a José Santiago Fernández, cuyo orden fue dado según lo solicitado por el presidente Morazán; en marzo de 1839 cambiaría el orden, poniendo primero a Fernández, segundo a Zeceña y tercero a Monterey. Siendo Fernández (hasta julio de 1840) y Zeceña quienes se harían sucesivamente cargo de la vicaría.

#### Comienzo de la segunda guerra civil Centroamericana y del fin de la Federación
En Guatemala, a mediados de 1837, debido a estar en contra de las reformas liberales (libertad de cultos, matrimonio civil, sistema de jurados), a la oposición al gobierno de Gálvez, al proceder de los agentes del gobierno, y al malestar ocasionado por la epidemia de colera (incluyendo los rumores de envenenamiento de las aguas); varias poblaciones se rebelarían, siendo apoyadas por los conservadores (clero y aristocracia guatemalteca) y por liberales en desacuerdo con Gálvez. La más destacada de las rebeliones sería la de Santa Rosa, cuyo líder originalmente era Teodoro Mejía y luego Rafael Carrera. Este suceso es importante porque marcaría el comienzo del fin de la República Federal.
El 25 de diciembre, Morazán enviaría como comisionados ante Carrera a José Francisco Barrundia, presbítero Vicente Orantes, presbítero José María Castilla, y presbítero Manuel María Zeceña, para intentar encontrar una salida pacífica al conflicto; pero dichas negociaciones no prosperarían. El 1 de febrero de 1838, Carrera entraría en la ciudad de Guatemala y destituiría a Gálvez; quedando ese Estado en manos del vicejefe Pedro José Valenzuela. Uno de los que fallecieron en ese ataque a Guatemala fue el vicepresidente Gregorio Salazar; y en su lugar estaría Diego Vigil, a quien la asamblea federal (presidida por Gerardo Barrios) declararía popularmente electo para ese puesto el 1 de mayo de ese año.

##### Primera y segunda intervención de Morazán en Guatemala y conformación del Estado de los Altos
El presidente Morazán depositaría el mando en el senador Manuel Julián Ibarra el 2 de febrero y se dirigiría a Guatemala con el ejército federal. La asamblea federal autorizaría a Morazán para que pacificase el estado guatemalteco; y el 2 de marzo el congreso salvadoreño autorizaría al gobierno estatal a que apoye a Morazán con tropas de los departamentos de Sonsonate y Cuscatlán.
El 9 de marzo, Morazán saldría de Santa Ana hacia Guatemala con una fuerza de 1300 soldados. El 15 de abril, Morazán llegaría a la ciudad de Guatemala. El 8 de mayo, el coronel federal Manuel Antonio Lazo derrotaría a insurgentes en Amatitlán. El 27, llegarían a incorporarse al ejército federal 150 soldados del departamento de Sonsonate. El 8 de junio, Joaquín García Granados vencería a otros rebeldes en Jutiapa; e igual haría el capitán Estanislao Isazi en Asunción Mita, y el coronel José Antonio Carballo en Saranate. El 28 de junio, Morazán regresaría a El Salvador (donde asumiría el mandato de la República) dejando a cargo del ejército de Guatemala al coronel Carballo.
A la par de los sucesos de la toma de Guatemala por Carrera y los enfrentamientos de las tropas federales contra los insurgentes, las autoridades de Quetzaltenango proclamarían su segregación del estado guatemalteco y la conformación del Estado de Los Altos (con los departamentos guatemaltecos de Quetzaltenango, Sololá, y Totonicapán; además del Soconusco); lo que sería legitimado por la asamblea federal presidida por Gerardo Barrios el 5 de junio.
El 22 de julio, ciudadanos guatemaltecos solicitarían que Morazán fuese nuevamente a ese Estado (que a partir del 29 de julio sería gobernado por el consejero Mariano Rivera Paz por renuncia del vicejefe Valenzuela) por la situación anárquica en la que se encontraba; ante esto, Morazán dejaría el mando en el vicepresidente Vigil e iría a dicho Estado. En agosto Carrera derrotaría a las tropas federales del coronel Manuel Bonilla en Jalapa. El 6 de Septiembre, Carrera derrotaría en Petapa al destacamento salvadoreño  del teniente coronel Félix Fonseca. El 11, en Villa Nueva Guadalupe, el general Carlos Salazar vencería a Carrera, en una acción en la resultaría herido el coronel federal José León Castillo (hijo del prócer Pedro Pablo Castillo). El 24 de octubre, Morazán desde su cuartel general en Arrazola, declararía que el estado guatemalteco se encontraba bajo régimen militar.
El 28 de octubre el coronel Rafael Carrera, que se encontraba en Chiquimula con 600 soldados y 200 caballos, con la idea de que se alejasen las tropas federales y abandonasen el territorio guatemalteco, invadiría El Salvador donde atacaría y saquearía las poblaciones de Santa Ana y Ahuachapán. Entonces Morazán movilizaría sus tropas hacia Chiquimula; donde fuerzas al mando del coronel José Antonio Carballo derrotarían a Carrera, en una acción que tuvo en total 118 fallecidos, 15 heridos y muchos prisioneros. El 23 de diciembre, Carrera capitularía en el lugar llamado El Rinconcito ante las fuerzas del General Agustín Guzmán, reconociéndole el rango de coronel y nombrándole comandante del distrito de Mita; dicho tratado sería ratificado por Morazán el 25 de diciembre.

##### Separación de los Estados e inicio de la guerra entre estos y El Salvador
El 30 de abril, debido a que no se habían logrado implementar reformas constitucionales y para evitar caer en la anarquía ante la falta de estas, el congreso constituyente estatal de Nicaragua (que era gobernado por el jefe José Núñez) declararía que dicho Estado se separaría de la Federación, siendo el primero en hacerlo. Ante esto, la asamblea federal buscaría detener el desmembramiento de la República y complacer a los Estados dictando algunas reformas constitucionales. El 30 de mayo, la asamblea federal buscaría darle más autonomía a los Estados al decretar que estos eran libres para constituirse del modo que crean conveniente; pero eso se interpretaría como que se había declarado disuelta la unión, por lo que el 9 de junio tendría a bien decretar que el anterior decreto no reducía las atribuciones del gobierno federal y el 18 de julio convocaría a una convención de los Estados para revisar y reformar la Constitución Federal. El 20 de julio cerraría sus sesiones el congreso federal, que estaba presidido por Juan Bautista Porras, siendo este el último de la República Federal,
El 26 de octubre, el estado hondureño (cuyo jefe era León Alvarado) decidiría separarse de la Federación; por ello, las poblaciones de Texihuat, Curarén, Santa Rosa, Goascorán, y Lalangue, se separarían de Honduras para unirse a El Salvador, lo que sería impedido por las fuerzas del General Francisco Ferrera; sin embargo, los habitantes de Curarén se refugiarían en el departamento salvadoreño de San Miguel, donde fundarían una población que sería llamada Nueva Esparta. Asimismo, el 14 de noviembre el Estado de Costa Rica (dirigido por Braulio Carrillo) se separaría de la República Federal, quedando en ella para fines de 1838 únicamente El Salvador, Guatemala y Los Altos.
La asamblea constituyente de Nicaragua había dirigido una circular a los demás Estados, el 5 de septiembre de 1839, en la que hacía saber que el presidente Morazán había conseguido una autorización del senado federal para negociar un empréstito de 200.000 pesos en la colonia inglesa de Belice para comprar ahí mismo 1000 fusiles y contratar mercenarios para combatir a los Estados; lo que lo consideraba una amenaza a la independencia y soberanía de los Estados, por lo que facultaba a su ejecutivo para que levantase fuerzas y dictase todas las medidas necesarias. El 18 de enero, el gobierno de Nicaragua conformaría una alianza con Honduras y Costa Rica, estableciendo en el Tratado de Comayagua que: se ve imposible la reunión de la convención pedida por la asamblea federal debido a la situación caótica de Centroamérica y el sistema que la ha regido desde 1824; se comprometían a unir sus fuerzas para defender su soberanía, independencia y libertad; el comandante de las fuerzas aliadas sería el general Francisco Ferrera y el segundo el coronel nicaragüense Bernardo Méndez, quienes se movilizarían hacia el territorio salvadoreño (Ferrera con las fuerzas hondureñas por el lado de las fronteras con Guatemala y El Salvador, y Méndez con las de Nicaragua y Costa Rica por el departamento de San Miguel); se autorizaba a Ferrera a que enviase a dos comisionados ante el gobierno federal para hacerle ver las consecuencias de la guerra que se veían obligados a realizar ante la reticencia a las reformas constitucionales; que Morazán debía separarse de sus tropas y trasladar sus residencia a otra parte; y que se invitaba a todos los Estados a reunir la convención en Chinandega o en San Vicente.
El 12 de febrero, el congreso estatal presidido por el presbítero Isidro Menéndez mandaría a poner al Estado en actitud de defensa. Asimismo, Morazán, cuyo período presidencial acabó el 31 de enero de 1839, licenciaría las tropas federales en Guatemala, dejando sólo lo indispensable, y retornaría a El Salvador; donde el gobierno federal, que seguía dirigido por el vicepresidente Diego Vigil, y el salvadoreño (donde el vicejefe Menéndez procuraba reorganizar la hacienda estatal) lo nombrarían General en jefe del ejército salvadoreño; y como tal designaría a: los generales José Trinidad Cabañas y Enrique Rivas como jefes de Estado Mayor, y al coronel Narciso Benítez como segundo al mando.
El 23 de febrero las fuerzas aliadas invadirían el territorio salvadoreño; mientras que Morazán con una fuerza de 800 soldados se situaría en la hacienda de San Francisco (distrito de Sensuntepeque) donde dejaría al coronel Narciso Benítez mientras él iba en dirección a las tropas de Ferrera. Entonces el coronel Bernardo Méndez, al mando de 1000 soldados nicaragüenses y costarricenses, cruzaría el río Lempa y, el 19 de marzo, atacaría en el Jicaral (inmediato a San Francisco) a las fuerzas de Benítez, derrotándolo; quedando en el campo un total de 19 fallecidos. Luego de ello, el general nicaragüense Manuel Quijano tomaría San Vicente (por lo que el gobierno estatal se trasladaría a Cojutepeque y luego a Opico) y después se dirigiría hacia Cojutepeque, pero sería derrotado el 28 de marzo, en el lugar llamado las Lomas de Jiboa, por el coronel Benítez; por lo que Quijano retornaría a su cuartel general y el gobierno estatal a San Vicente.
El coronel Méndez se dirigiría a San Miguel y les impondría empréstitos forzosos a sus habitantes. El 5 de abril, en Sesori, las tropas de Méndez se unirían a las hondureñas de Ferrera, conformando una fuerza de 1500 soldados; que se dirigirían a atacar a las fuerzas de Morazán que se encontraban en la hacienda El Espíritu Santo. Donde, el 6 de abril, se liberaría una batalla donde Morazán derrotaría completamente a las tropas aliadas y en la que fallecería el coronel Narciso Benítez.
El 26 de febrero, el congreso estatal convocaría a elecciones para un congreso constituyente que reforme la Constitución estatal y nombre representantes a la Convención Nacional. El 27, presentaría una protesta por la agresión por parte de Nicaragua y Honduras al territorio salvadoreño. El 4 de abril, estando presidido por Mariano Morales y Wading, prohibiría la circulación de monedas cortadas de 4 reales y pesos, llamados macuquinas, macacos o morlacos.
En Guatemala, el congreso de ese Estado había declarado, el 29 de enero, como jefe provisional al general Carlos Salazar. Pero más adelante, el 29 de marzo, Rafael Carrera se levantaría en Mataquescuintla; y el 13 de abril tomaría la Ciudad de Guatemala y reinstalaría en el gobierno a Mariano Rivera Paz, mientras el general se fugaría de la ciudad sin oposición. El 17, Guatemala se declararía separada de la Federación y asumiría su soberanía, quedando la moribunda Federación únicamente con los Estados de El Salvador y Los Altos. Asimismo, Carrera mandaría tropas a la frontera salvadoreña; ante lo cual, el 27 de abril, el vicejefe Menéndez emitiría una proclama y mandaría tropas a la frontera con Guatemala en el departamento de Sonsonate.
Carrera le daría armas a Francisco Ignacio Rascón para que levantase una insurrección en el departamento de Sonsonate. El 3 de mayo, Rascón ocuparía Sonsonate; manteniendo su posición hasta el 16 de julio cuando fue derrotado por las tropas del coronel Enrique Rivas; intentaría levantarse nuevamente el 31 de agosto, pero sería derrotado por la tropas del teniente coronel Indalecio Cordero.
El 3 de mayo, el vicejefe Menéndez declararía en decreto dado ese día que: el estado salvadoreño se consideraba preexistente a todo pacto; que en caso de no reunirse la Convención Nacional continuaría la disolución de la unidad federal; que se adoptaría las conductas y principios que convengan sin separarse del sistema representativo, popular y de las reformas sociales; y que se reconocía la independencia y libertad de cada uno de los Estados. Más adelante, el gobierno estatal aceptaría el decreto Federal del 30 de mayo y convocaría a los Estados a una Convención Nacional para acordar un nuevo pacto de la unión.
El 3 de mayo, el congreso estatal presidido por Norberto Morán declararía que reconocía como presidente de la Federación a Diego Vigil. El 14 de mayo, decretaría un empréstito forzoso. El 16, convocaría a elecciones a jefe supremo del Estado en para sustituir a Vigil. El 21, decretaría dando las gracias al general Morazán y a los jefes oficiales vencedores de Las Lomas y El Espíritu Santo, concediéndoles una medalla de oro a cada uno; y dando distintivos para los soldados, pensiones para los heridos, y montepíos para las viudas y huérfanos.

### Primera jefatura de Antonio José Cañas, interludio de la guerra civil

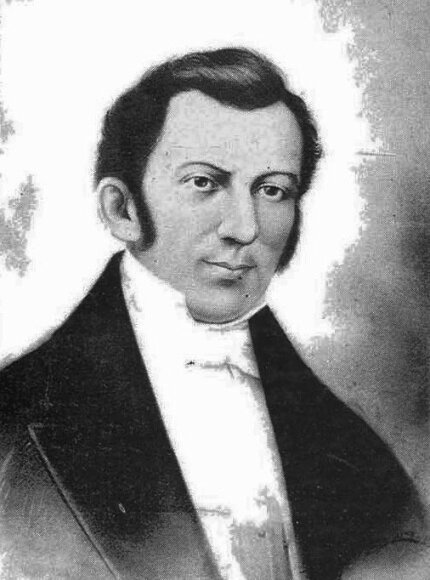
Coronel Antonio José Cañas, jefe provisional en calidad de consejero designado del 23 de mayo al 11 de julio de 1839 y del 15 de abril al 20 de septiembre de 1840

El 23 de mayo, el vicejefe Timoteo Menéndez se separía del mandato del Estado, y en su lugar entraría el  consejero Antonio José Cañas, quien intentaría por medios pacíficos restablecer la amistad con los demás Estados. Como secretario general continuaría Rafael Miranda.
El 5 de junio, el licenciado José Miguel Montoya (como comisionado por El Salvador), José Antonio Solís y Manuel Barberena (como comisionados de Guatemala) firman un tratado en el que los gobiernos salvadoreño y guatemalteco se comprometían a: tener amistad perpetua y alianza defensiva; garantizar la integridad de sus respectivos territorios; no hacer la guerra sin antes hacer reclamaciones y pedir las debidas explicaciones ante una problemática; si alguno de los dos Estados tenía que se la guerra con los otros Estados de la República Federal, el otro Estado firmante mantendría una absoluta neutralidad; se retirarían las milicias que estaban dispuestas en las fronteras, a excepción de las necesarias para la seguridad de las personas y sus propiedades; se celebraría una Convención Nacional en la ciudad de Santa Ana entre el 15 y 31 de agosto, y para lo cual se invitaría a los demás Estados de la República; y que no se perseguiría a las personas del otro Estado que hayan tomado parte de las disensiones pasadas. Dicho tratado sería aprobado por el jefe Cañas al siguiente día. El congreso constituyente guatemalteco ratificó ese tratado, 
a inicios de agosto, pero con modificaciones (incluidas el omitir el artículo 11 que decía que no se perseguiría a las personas por disensiones pasadas).
El mismo día 5, José Miguel Montoya firmaría junto a José Justo Herrera (comisionado por Honduras) un tratado donde los gobiernos salvadoreño y hondureño se comprometían a lo mismo del tratado con Guatemala, y que además sería extensivo a Nicaragua, que el 14 de julio su congreso decretaría el cese de hostilidades con El Salvador y ordenaría mandar comisionados cerca del gobierno salvadoreño. El tratado con Honduras sería ratificado y refrendado por el gobierno salvadoreño el 30 de julio; pero Honduras no lo ratificaría, debido a objetarle algunas cláusulas, por lo que ambas partes acordarían a enviar comisionados a Santa Rosa (Honduras).
En julio se llevarían a cabo las elecciones; ante esto, el 5 de julio, varios vecinos de San Vicente publicarían una protesta porque consideraban que mejor debería de llamarse a un consejero para que termine el período para el que fue electo Vigil (4 años según la Constitución; ya que Vigil fue electo en 1836, su período debería de haber acabado en 1840). Uno de los candidatos a jefe de Estado que más sonaba era Morazán y eso despertaba los temores de los demás Estados; por lo que el gobierno guatemalteco exigiría que Morazán y sus partidarios no tuviesen participación en los negocios del Estado salvadoreño, lo que sería rechazado por el gobierno salvadoreño al considerarlo ofensivo a la soberanía del Estado. También el gobierno hondureño, el 13 de junio, protestaría por la posibilidad de elección de Morazán o sus partidarios, debido a que sus figuras traían desconfianza por: la desobediencia a la Constitución o a las capitulaciones en acciones pasadas; el que se ignorase y callase el constante pedido de reformas a la Constitución Federal por parte de los Estados; la persecución de aquellos funcionarios que solicitaron reformas a la Constitución; la expulsión del arzobispo y clérigos; y las proscripciónes  y confiscaciones decretadas.

### Segunda jefatura de Francisco Morazán y José María Silva, reanudación de la guerra civil y fin definitivo de la Federación
El 6 de julio, el congreso estatal presidido por Luis Ayala declararía popularmente electos como jefe supremo del Estado a Francisco Morazán y como vicejefe a José María Silva; tomando posesión el 13 de julio. Morazán tendría primeramente como secretario o ministro general al general José Miguel Saravia, quien más adelante sería sustituido sucesivamente por Felipe Molina y Manuel Irungaray.
Morazán, con su mensaje inaugural y primeras acciones de gobierno, intentaría inspirar confianza entre los demás Estados, mostrando que buscaba la paz y no la guerra y que esperaba que el congreso estatal ratificase los tratados suscritos para que así desapareciesen los conflictos y los Estados volviesen a conformar una sola nación. Pero el crédito político de Morazán estaba por los suelos, por lo que la guerra comenzaría de nuevo.

#### Suscesos y conflictos en 1839
El 22 de julio, el general hondureño Francisco Ferrera, liderando un contingente de 400 soldados con el nombre de Ejército Aliado Pacificador de Centro América, invadiría el territorio salvadoreño y ocuparía la población de San Antonio El Sauce y llegaría hasta Santa Rosa de Lima (que eran parte del departamento de San Miguel, cuyo jefe político e intendente era el coronel Gerardo Barrios).
El 24 de julio, el general Morazán enviaría una protesta al gobierno hondureño por la invasión de Ferrera; pero el gobierno hondureño no respondería, por lo que Morazán emitiría el 30 de julio una proclama llamando al pueblo salvadoreño a prestar su ayudar para defender el territorio, y que todo aquel que sería castigado. Por otro lado, ese día 30, el presidente de la Federación Diego Vigil decretaría reincorporando el distrito federal al Estado salvadoreño, y que las autoridades federales continuarían residiendo en San Salvador.
Para fortalecer la exhausta hacienda estatal y financiar la defensa del Estado, se decretaría el 26 de julio que la deuda pública se pagaría con el productos de las capellanías que estaban a favor de los conventos de monjas o de regulares en la ciudad de Guatemala; y el 30 de julio se decretaría un empréstito forzoso de 30.000 pesos a todas las poblaciones repartido según los departamentos. Estos empréstitos y el reclutamiento, causaban un descontento general en la población; incluso el reclutamiento fue necesario hacerlos con escolta ya que los reclutas se sublevaban contra sus conductores.
El 24 de julio los gobiernos de Nicaragua y Guatemala celebrarían un tratado de alianza ofensiva y defensiva para hacerle la guerra al general Morazán. Mientras que el 10 de agosto, el gobierno salvadoreño y del Estado de Los Altos celebrarían un tratado de amistad (que incluía el cierre de los puertos al comercio inglés hasta que el Imperio británico devolviese a Centroamérica la isla de Roatán) estando como comisionados por El Salvador Doroteo Vasconcelos y José Antonio Aguilar, y por Los Altos el presbítero Isidro Menéndez.
El 1 de agosto se instalaría en Zacatecoluca el congreso constituyente salvadoreño, presidido por el vicejefe Silva; y el 11 emitiría las instrucciones a los delegados que fuesen a la Convención Nacional, mencionando que: la convención solamente se reuniría para reformar el pacto de unión bajo los principios de un sistema popular, representativo y federal; los delegados de cada Estado solo conformarían un voto; la nueva Constitución que se adopte tendría que ser ratificada por el congreso de los Estados; que se conservaría tal y como está constituido el territorio de los Estados, así como su soberanía, independencia y libertad; que los delegados tomasen las medidas necesarias para que se restableciese el senador federal y si no fuese posible designa sen a la persona que se haría cargo del gobierno federal (ya sea el vicepresidente Vigil o alguien más); y convenir en todas las medidas que aseguren el crédito nacional en el exterior y la integridad del territorio de la República.
Las fuerzas del general Ferrera, que para ese momento con soldados hondureño y nicaragüenses eran en total 1600 hombres, ocuparían San Miguel el 10 de agosto. El 14, el general nicaragüense Manuel Quijano derrotaría a las tropas salvadoreñas lideradas por el general Tomás Alfaro Cordero. El 27, el general hondureño José Santos Guardiola ocuparía el puerto de La Unión.
El 24 de agosto, el comandante del ejército guatemalteco general Rafael Carrera llamaría a los salvadoreños a levantarse contra Morazán, ofreciendo su apoyo; a lo que el jefe guatemalteco Mariano Rivera Paz intentaría darle explicaciones pacíficas. En El Salvador surgirían facciones (grupos armados) en Santa Ana dirigidos por Bartolo Moreno, y en San Vicente dirigidos por José Escolástico Marín. Mientras que Carrera se dirigiría Atescatempa, cerca de la frontera con El Salvador; donde, el 8 de septiembre, se produciría una escaramuza (que se considera que podría haber sido simulada) con una parte de tropas que al parecer provenían de Santa Ana, en la que Carrera recibiría una herida en el corazón, a la que sobreviviría, y que agriaría más las relaciones con el Estado salvadoreño.
El jefe Morazán enviaría al general Trinidad Cabañas a Honduras con una división de 300 soldados que luego sería engrosado por hondureños. El 28 derrotaría por vez primera a las fuerzas hondureñas, y el 6 de septiembre las vencería nuevamente en Cuesta Grande; entraría a Tegucigalpa y luego marcharía hacia Choluteca, donde derrotaría a la guarnición de 150 soldados que defendían el lugar.
El 8 de septiembre, el gobierno salvadoreño enviaría una nota de protesta al de Guatemala por la proclama de Carrera del 24 de agosto; asimismo, el Estado se preparía para la defensa, nombrando como comandante general al general Carlos Salazar. El 11 de septiembre, el gobierno estatal dispondría trasladar la capital de San Vicente a San Salvador. Morazán se movilizaría hacia Suchitoto; pero en eso, el 16 se levantaría en San Salvador Pedro León Velásquez que tomaría los cuarteles y apresaría la familia de Morazán; entonces, el 18 de septiembre, Morazán iría a San Salvador con 300 soldados y derrotaría a los insurgentes.
Las tropas del general Ferrara llegarían a Suchitoto, donde el 22 de septiembre Ferrara pediría la destitución de Morazán y que el consejero Antonio José Cañas ocupase nuevamente la jefatura estatal y convocase nuevamente a elecciones; el 21 de ese mes, el general José Escolástico Marín había tomado San Vicente, y Ferrería decidiría ir ahí para que se le uniese a sus filas, por lo que movilizaría sus tropas a San Pedro Perulapán. Sin embargo, el 24, el coronel salvadoreño Gerardo Barrios recuperaría San Miguel; y el 25, Morazán llevaría a sus tropas hacia San Pedro Perulapán, donde se libraría una batalla en la que las fuerzas de Ferrara serían completamente derrotadas, quedando 175 fallecidos y 48 heridos.
En Olomega, se firmarían preliminares de paz con Honduras representado por el general Manuel Quijano. Por otro lado, el 1 de octubre un fuerte sismo dejaría a San Salvador casi en ruinas, por lo que el gobierno estatal trasladaría sus oficinas a Cojutepeque.
El 28 de octubre, en Honduras, el general Trinidad Cabañas derrotaría en El Guayabo a las fuerzas de los generales Francisco Ferrara y Manuel Quijano; el 13 de noviembre derrotaría a las fuerzas hondureñas en las cercanías de la población de Soledad; y el 17 de noviembre, el gobierno salvadoreño le ordenaría que suspendiese las hostilidades y se mantuviese en sus actuales posiciones si el gobierno hondureño buscase llevar a cabo conferencias de paz, esto debido a que el 17 de octubre el gobierno nicaragüense se había ofrecido a mediar entre los dos Estados. Mientras que por otro lado, en Santa Ana, ese mismo 17 de noviembre, se produciría un levantamiento de los indígenas del volcán de Santa Ana (conocidos como volcaneños) que serían derrotados en el valle de los Calzontes por el coronel Enrique Rivas.
El 8 de noviembre, el gobierno de Nicaragua solicitaría al cónsul inglés Frederick Chatfield que interviniese para restablecer la paz entre Honduras y El Salvador, lo que sería rechazado por el cónsul; dicha solicitud sería protestada por los demás Estados y únicamente apoyada por Guatemala.
En diciembre, Morazán enviaría a Nicaragua a Felipe Molina para negociar con el gobierno de ese Estado un tratado de paz, amistad y alianza, arreglar pacíficamente el conflicto entre El Salvador y Honduras, y facilitar la reunión de la Convención Nacional. Molina lograría acordar que la Convención Nacional se realizase en Santa Rosa (Honduras) o Chinandega (Nicaragua); pero en lo que respecta al conflicto con Honduras, aunque el gobierno nicaragüense buscaría que las tropas salvadoreñas desocupasen ese territorio 20 días después de celebrado el convenio preliminar, Molina no aceptaría ningún término hasta que se ese Estado diese la indemnización por la invasión de Ferrera, y se negaría a que la Convención Nacional fuese un árbitro en ese conflicto ya que no tendría la imparcialidad necesaria para actuar como juez, por lo que el conflicto con Honduras continuaría.

#### Sucesos y conflictos en 1840
El 6 de enero, se reuniría en Santa Rosa (Honduras) la Convención Nacional que había sido convocada por el último congreso federal el 18 de julio de 1838. Para la que fueron designados, por parte del Estado salvadoreño, el presbítero Isidro Menéndez, el general Carlos Salazar, el vicejefe José María Silva, Juan Francisco Barrundia, y Dionisio Herrera; de los cuales sólo asistirían el presbítero Menéndez y el general Salazar, y solamente el vicejefe Silva anunciaría que no se haría presente debido a estar enfermo, desconociéndose el motivo de la ausencia de los demás. De los otros Estados, solamente Guatemala tenía toda su delegación completa; mientras que las delegaciones de Nicaragua y Costa Rica no estuvieron presentes del todo debido a la guerra entre El Salvador y Honduras (que estaba representado únicamente por el licenciado Juan Lindo). Al final la Convención no pudo lograr su objetivo de restablecer la Unión debido a: que los Estados no pudieron mandar sus delegaciones completas; la guerra entre El Salvador y Honduras; el temor por parte de los delegados de estar expuestos en un pueblo aislado de un territorio invadido; el espíritu de enemistad que había entre los Estados contra Morazán y la desconfianza a sus promesas de abandonar el uso de las armas para restablecer y mantener la unidad política; y el deseo de los Estados y sus gobernantes de tener más poder e independencia en sus negociosos, sobre todo de sus rentas. Si bien se dispuso en el acta que se acordase otro lugar para reunir la Convención, ya no fue posible reunirla nuevamente, por lo que la Federación se disolvería y cada Estado se declararía independiente.
El 13 de enero, el gobierno estatal fijaría el valor de las monedas de 4 y 12 reales de Arequipa, Cuzco y Bolivia, por los tres cuartas partes de su valor nominal. El 21, se enviaría una protesta al gobierno de Guatemala por las ofensas que las autoridades de Esquipulas infligieron a los salvadoreños que  llegaron en romería a esa lugar.
Debido al fracaso de las negociaciones entre El Salvador y Nicaragua, el gobierno nicaragüense enviaría un contingente, al mando del general Manuel Quijano, para auxiliar a Honduras. Entonces el general Trinidad Cabañas movilizaría sus tropas, encontrándose con las fuerzas de Quijano en El Potrero (cerca de Tegucigalpa), donde Cabañas sería completamente derrotado, por lo que regresaría al departamento de San Miguel en territorio salvadoreño.
Él general Rafael Carrera, el 29 de enero, había tomado Quetzaltenango y emitido un acta en el que declaraba disuelto el Estado de Los Altos, reincorporando su territorio al Estado guatemalteco. Por lo que el jefe Morazán decidiría, el 16 de febrero, depositar el mando supremo del Estado en el vicejefe José María Silva, y alistar las tropas para invadir Guatemala.
A inicios de marzo, el general Morazán invadiría Guatemala con una fuerza con mil cien soldados. Avanzaría rápidamente por territorio guatemalteco; llegando el 18 a la ciudad de Guatemala, que tomaría en 36 minutos, luego de vencer a la guarnición de 800 soldados que la defendía, y donde liberaría al general Agustín Guzmán (que había sido comandante de las tropas de Los Altos). Al conocer esta noticia, Quetzaltenango se levantaría contra el estado guatemalteco y fimaría un acta de independencia.
Carrera se movilizaría hacia ciudad de Guatemala el mismo día 18, y el 19 retomaría la ciudad con una fuerza de cerca de 4000 soldados. Morazán se retiraría a Antigua Guatemala y reorganizaría sus tropas con los 400 soldados que le quedaban, nombraría al general Ignacio Malespín como primer jefe, y al coronel Bernardo Rivera Cabezas como segundo. A las tres de la tarde continuaría su marcha al territorio salvadoreño, mientras que en Guatemala serían fusilados los numerosos prisioneros salvadoreños.
El 22 de marzo, el general José Escolástico Marín, quien después de la derrota de Ferrera se había refugiado en Honduras, retornaría a El Salvador, se apoderaría del cuartel de San Miguel y dominaría San Vicente; hasta el 28 de ese mes, cuando fue derrotado por las tropas del general Indalecio Cordero en Jiboa.
A las 5 de la tarde del 24 de marzo, Morazán llegaría a Ahuachapán; donde sería atacado por las tropas guatemaltecas del comandante de Jutiapa Manuel Figueroa, que sería derrotado por un destacamento al mando del general Trinidad Cabañas. Mientras que el general Carrera, el 2 de abril, tomaría nuevamente Quetzaltenango; y a inicios de ese mes el general Francisco Cascaras ocuparía Santa Ana con la vanguardia del ejército guatemalteco.
El 30 de marzo, Morazán entraría con las tropas que le quedaban a San Salvador; y el 4 de abril, ante una junta de notables, expondría su renuncia a la jefatura del Estado y su resolución de salir del territorio Centroamericano. El 5 de abril, se embarcaría en el puerto de La Libertad con destino a Sudamérica, acompañado del vicejefe José María Silva, el vicepresidente Diego Vigil, el general Trinidad Cabañas, general Agustín Guzmán, general Doroteo Vasconcelos, general Carlos Salazar, coronel Gerardo Barrios, presbítero Isidro Menéndez, doctor Pedro Molina, entre otros. Con ello, desaparecía lo único que se oponía a la separación de los Estados, con lo que la República Federal de Centroamérica llegaba a su final, aunque a El Salvador aún tardaría un poco de tiempo más en reorganizarse con una nueva Constitución.

### Gobierno del Consejo municipal de San Salvador y segunda jefatura de Antonio José Cañas

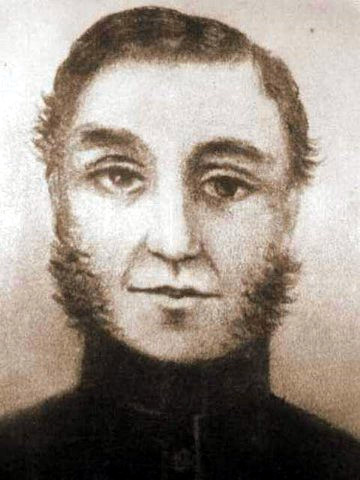
Rafael Francisco Osejo, alcalde primero del Consejo municipal de San Salvador de 1840 que ejercería la jefatura estatal del 5 al 15 de abril de ese año

El 5 de abril, como el gobierno estatal se había quedado sin autoridades, el Consejo municipal de San Salvador tuvo que hacerse cargo del gobierno. En ese entonces San Salvador tenía 3 alcaldes, siendo Rafael Francisco Osejo el alcalde primero (y quien presidía la municipalidad), Ignacio Carrillo el alcalde segundo e Isidro Viteri el alcalde tercero. Como primera disposición, la municipalidad se encargaría de llamar al consejero coronel Antonio José Cañas para que asumiese la jefatura estatal.
El 15 de abril, Antonio José Cañas tomaría posesión como jefe provisional del Estado; como secretario o ministro general tendría sucesivamente a Manuel Barberena, Enrique Hoyos, Norberto Ramírez y el general Nicolás Espinoza. El 24, debido a que por los conflictos con los Estados vecinos el congreso constituyente estatal había suspendido sus trabajos, se  convocatoria para elegir diputados a un nuevo congreso constituyente.
El 17 de abril, Guatemala ratificaría su separación de la República Federal; más adelante, se nombraría como comisionados ante el gobierno salvadoreño al general Rafael Carrera y a Joaquín Durán y Aguilar, quienes (junto con una escolta de 200 soldados) serían recibidos en San Salvador con sus honores respectivos el 10 de mayo.
Para tratar con los comisionados guatemaltecos serían designados el secretario general Manuel Barberena y Juan Lacayo. La primera exigencia dada por Carrera sería que se diese diez mil pesos para el pago de las tropas guatemaltecas, para lo cual se levantaría un empréstito que se distribuiría entre San Salvador, Chalatenango, Suchitoto, Zacatecoluca, San Vicente, y Sensuntepeque. El 13 se firmaría un convenio en el que el gobierno salvadoreño se comprometía, entre otras cosas, a no ocupar en los cargos públicos a los que hayan servido en el gobierno de Morazán; dar 600 fusiles; entregar a los comisionados las personas contenidas en la lista que ellos presentarían, entre las que estaban: Doroteo Vasconcelos, José Antonio Ximénez, José Antonio González, Joaquín de San Martín, el general Nicolás Ángulo, Juan Manuel Rodríguez, Francisco Padilla e Ignacio Gómez; esto último no se llevaría a cabo por la fuga u ocultación de las personas contenidas en la lista. Además de todo ello, por imposición de los comisionados guatemaltecos, el gobierno tuvo que nombrar como comandante general de las armas al jefe de caballería general Francisco Malespín.
Cuando la población (sobre todo los habitantes del barrio el Calvario) se enterraron de las exigencias de los comisionados guatemaltecos, así como por los abusos cometidos por los soldados guatemaltecos, se produciría una gran indignación por lo que la gente buscaría atacar a los comisionados. Por lo que Durán y Carrera saldrían huyendo de San Salvador el 15 de mayo, retornando a Guatemala por la vía de Sonsonate.
En el congreso constituyente de Guatemala, se propondría que se le quitase a El Salvador el territorio que había sido la alcaldía mayor de Sonsonate; dicha propuesta sería rechazada, y las razones dadas por los diputados serían que: por ello El Salvador buscaría a un jefe militar; que Honduras y Nicaragua no apoyarían dicha moción; que todavía no era tiempo; o que dicha proposición podría traer devuelta a Morazán.
El 23 de junio se instalaría el congreso constituyente, bajo la presidencia de Manuel Aguilar. El 1 de julio, ratificaría el convenio con los comisionados guatemaltecos. El 2, facultaría al gobierno estatal para que envíe agentes a los demás Estados para que promuevan la reunión de una nueva Convención Nacional. El 3, la comisión especial encargada de dar las instrucciones a quienes fuesen como delegados a la Convención consideraría que la única instrucción sería: que la República se una por medio de un pacto o Constitución que asegure su independencia y prosperidad, y que a los Estados les quedase el poder necesario hacerse grandes y felices. El 8, declararía nulas las medidas de extrañamiento, destierro, y confiscación de bienes que se han emitido. Por otro lado, el 10 de julio, el jefe Cañas decretaría penas a los que elaborasen añil adulterado con sustancia terrosas.
El 13 de julio, estableciendo una organización provisional para el Estado, el congreso constituyente decretaría que: el poder legislativo sería desempeñado por el congreso constituyente; se confirma en el ejercicio del poder ejecutivo al coronel Antonio José Cañas; para el caso de ausencia se  designaría como suplentes al poder ejecutivo a Pedro José Arce, licenciado Norberto Ramírez (quien intentaría renunciar pero el congreso se lo negaría el 26 de julio) , y licenciado José Damián Villacorta. El 24, acordaría que provisionalmente la Corte Suprema de Justicia estaría compuesta de un presidente, 4 magistrados propietarios y 3 suplentes, que deberían ser letrados y serían electos por la asamblea legislativa; además se compondría de tres cámaras, una de tercera instancia y dos de segunda. También el 24, autorizaría al ejecutivo para que promueva la creación de un obispado con arreglo al derecho canónico.
El 10 de agosto, se firmaría en Comayagua un tratado de alianza ofensiva y defensiva entre El Salvador y Honduras, estando El Salvador representado por el presbítero Doroteo Alvarenga y Honduras por José Santiago Buezo e Ignacio Vega. Por otro lado, el 28 de agosto, el ministro Norberto Ramírez le enviaría una nota al comisionado en Guatemala Joaquín Durán, comunicándole que se han dirigido súplicas al vicario metropolitano para que de su colaboración en el establecimiento de una silla episcopal en El Salvador, y haga las gestiones del caso. El 14 de septiembre, el gobierno establecería que toda mercadería extranjera que se introdujese al país por las fronteras con Guatemala o Honduras pagarían un veinte por ciento de impuestos, basándose en los plazo y condiciones del arancel federal y de conformidad en sus tarifas; lo que generaría molestias en el gobierno de Guatemala.

### Golpe de Estado a Cañas y jefatura de Norberto Ramírez

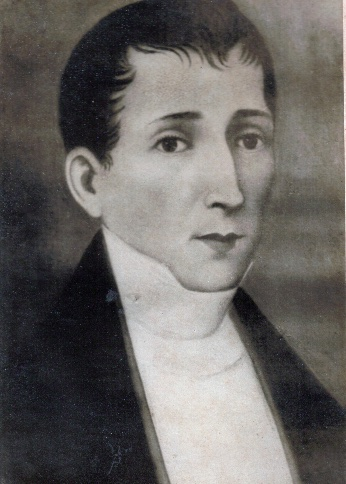
Norberto Ramírez, jefe provisional en calidad de designado a la jefatura estatal del 20 de septiembre de 1840 al 7 de enero de 1841

El 20 de septiembre sucedería una sublevación en los cuarteles de San Salvador, impulsada por el comandante general Francisco Malespín, contra el gobierno estatal. Ante lo cual, el jefe Antonio José Cañas decidiría renunciar y convocar al Consejo Representativo (compuesto por él, el representante de Zacatecoluca Manuel Barberena, y el magistrado Anselmo Paiz) para escoger entre los designados a suplir al jefe de Estado; eligiendo primeramente al licenciado José Damián Villacorta, pero este no aceptaría porque tenía su residencia en Guatemala; por lo que el 23 se eligiría al licenciado Norberto Ramírez (que con anterioridad había sido aclamado por los sublevados el pasado 20, según nota del secretario Nicolás Espinoza al gobierno de Guatemala del 21 de ese mes), que lo aceptaría. Tendría como secretario de hacienda y guerra al general Nicolás Espinoza, y como secretario de gobernación y relaciones exteriores a Juan Lindo; también tendría a Tomás Muñoz como jefe de sección.
La primera medida del jefe Ramirez fue convocar al congreso constituyente, que estaba en receso. El 7 de octubre, el gobierno decretaría mandando a circular los pesos fuertes de Perú, Bolivia y demás repúblicas de Sudamérica. También el 7, nombraría al presbítero y licenciado Joaquín Durán como comisionado especial en Guatemala para el arreglo de la controversia del decreto del 14 de septiembre; mientras el gobierno guatemalteco designaría como comisionado por la misma circunstancia al diputado presbítero Jorge Viteri y Ungo; acordándose no modificar las tarifas.
Debido a que en las últimas guerras habían quedado muchas armas dispersas, se originaban movimientos armados que eran motivo de alarma para el gobierno. Así, el 10 de diciembre sucedería una asonada en Santiago Nonualco liderada por Petronilo Castro, que sería rápidamente controlada por las autoridades. Por otro lado, el 12 de diciembre, el comandante de la corbeta francesa Indiana manifestaría sentimientos de reconocimiento al gobierno salvadoreño por las medidas tomadas para indemnizar a los ciudadanos franceses por las exacciones hechas por Morazán.
El 4 de enero de 1841, se instalaría, luego de su receso, el congreso constituyente que estaría presidido por José Miguel Montoya; y ese día, Malespín y demás oficiales participantes en la sublevación del 20 de septiembre, manifestando que ello no lo hicieron por estar en contra la persona de Antonio José Cañas y sus ministros o por sobreponerse a las leyes, sino que para dar seguridad al país conteniendo los conatos de los emigrados.

### Jefatura de Juan Lindo y asunción de la soberanía

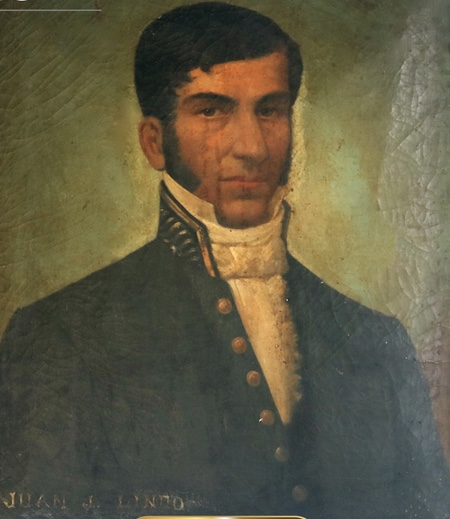
Juan Lindo, último jefe estatal, en calidad de jefe provisional, del 7 de enero al 1 de febrero de 1841; y primer presidente del Estado del Salvador

El 7 de enero, el congreso constituyente aceptaría la renuncia de Antonio José Cañas (y también la de Norberto Ramírez, que había renunciado al estar en desacuerdo con Francisco Malespín) y nombraría como jefe provisional al licenciado Juan Lindo; y como suplentes designaría a Pedro José Arce, Norberto Ramírez, y Joaquín Eufrasio Guzmán (este último renunciaría y en su lugar el 12 de enero el congreso nombraría a José María Cornejo). Lindo tendría como secretario o ministro general sucesivamente a Norberto Ramírez y a Blas Orozco (este último como jefe de sección).
El 14 de enero, el congreso constituyente aceptaría que la reunión de la Convención Nacional fuese en Chinandega (Nicaragua), nombrando como representante de El Salvador al general Nicolás Espinoza; el 5 de febrero, estando presidido el congreso por Juan José Guzmán, se nombraría como suplente de Espinoza al licenciado Norberto Ramírez; y el 13 de febrero, se nombraría como representante al coronel Antonio José Cañas.
El 22 de enero, el congreso constituyente presidido por Juan José Guzmán acordaría que se hiciese reconocimiento en la Bahía Jiquilisco y si resultase tener buenas condiciones se habilitase el puerto El Triunfo. El 10 de febrero, se facultaría al gobierno para que se ocupe de la propagación del fluido vacuno (que era usado en las vacunas) contra la viruela. El 11, se emitiría la ley que establecería los jueces de crimen en cada distrito, electos por un año por una junta compuesta de hacendados y propietarios de cada distrito. El 16, a petición de Antonio José Cañas y Narciso Monterrey, y con el apoyo del general Francisco Malespín, se decretaría la fundación de la Universidad de El Salvador y del Colegio La Asunción. El 18, se emitiría la ley reglamentaria de las elecciones de autoridades supremas.
El 30 de enero, el gobierno establecería juntas de liquidación de la deuda pública, que durarían un mes y estarían compuestas de tres personas, en San Vicente, San Miguel, Sonsonate y San Salvador. El 3 de febrero, el jefe Lindo decretaría estableciendo escuelas en todos los pueblos y valles que tengan más de 150 habitantes, poniendo multas de 10 pesos a los alcaldes ordinarios que se nieguen a cumplirlo; los niños recibirían lectura y escritura de las 6 a las 8 de la mañana y de las 2 a las 3 de la tarde, el resto del día aprenderían algún oficio, arte o trabajo rural. El 4 de febrero, el gobierno restablecería el oficio de escribano público, que para ese momento sólo se permitía ejercerlo a los jueces de primera instancia y a los alcaldes. El 6 de febrero, el jefe Lindo emitiría la ley reglamentaria del ejército salvadoreño. Por otro lado, el 18 de febrero, el general Malespín establecería el alumbrado público en San Salvador.
El 2 de febrero, el congreso decretaría declarando a El Salvador como República soberana e independiente, asumiendo de esa modo la soberanía nacional; y el 18, se emitiría la segunda Constitución Política que sería jurada el 11 de abril; con lo que Juan Lindo se convertiría en el primer presidente de El Salvador (gobernando como tal hasta el 1 de febrero de 1842). El territorio mantendría la denominación de Estado hasta el 25 de enero de 1859, cuando gobernaba provisionalmente José María Peralta. Mientras que por otro lado, el 28 de septiembre de 1842, el papa Gregorio XVI crearía la diócesis de San Salvador, cuando era presidente Juan José Guzmán y vicario de San Salvador Manuel María Zeceña, siendo el primer Obispo Jorge Viteri y Ungo.
La Convención Nacional se reuniría en Chinandega el 11 de abril de 1842, cuando gobernaba provisionalmente el general José Escolástico Marín, y de esta (con los Estados de El Salvador, Honduras y Nicaragua) se establecería la Confederación de Centroamérica, cuyo primer supremo delegado sería Antonio José Cañas, y que duraría hasta 1845. Más adelante habría otras conferencias unionistas, algunas de las cuales lograrían establecer una corta unión entre algunos de los Estados; pero ninguna volvería a unir definitivamente a todos los Estados, por lo que estos, así como El Salvador, pasarían a ser Repúblicas soberanas e independientes.

## Gobierno
Las características de las instituciones gubernamentales del Estado eran dadas por la Constitución estatal, que como se dijo anteriormente fue basada en el anteproyecto de las Bases de constitución federal y emitida antes de la Constitución Nacional para asegurarse el sistema federal y evitar que la Asamblea Nacional Constituyente de Centro América escogiese el sistema centralista para regir la República.
El gobierno según la Constitución estatal era definido como popular y representativo; y estaba dividido en los tres poderes tradicionales (ejecutivo, legislativo y judicial) más un cuarto poder (el Consejo Representativo). El poder ejecutivo era ejercido por el jefe supremo del Estado, el legislativo por el congreso estatal, y el judicial por la Corte superior de justicia (encargándose el poder judicial de las causas civiles y criminales, y no participando en la elaboración de la ley); mientras que el Consejo Representativo era presidido por el vicejefe, era intermedio entre el legislativo y el ejecutivo, y era quien sancionaba y vetaba los decretos.
Está organización en cuatro poderes, que existía tanto en los Estados como en el gobierno federal (donde el Senado era el cuarto poder), buscaba darle mayor protagonismo al legislativo y al cuarto poder en detrimento del ejecutivo y del judicial. Este cuarto poder estaba basado en lo dicho en «El contrato social» de Jean-Jacques Rousseau, en la que se marcaba una separación entre el soberano que legisla y el gobierno, tomando el cuarto poder el papel del tribunado (descrito en esa obra) que controlaba al gobierno en nombre del soberano. Esta distribución de poderes es clave para entender los conflictos en la organización constitucional de la República y las razones de su colapso.

### Poder Ejecutivo

#### Jefe y vicejefe
El jefe supremo del Estado era electo cada 4 años y podía reelegirse una sola vez. Junto con él estaba el vicejefe, título que viene de la Constitución Federal ya que en la Constitución estatal aparece mencionado únicamente como suplente del jefe; este era elegido al mismo tiempo que el jefe supremo pero en una lista distinta (es decir que las personas escogían por un lado al jefe y por el otro al vicejefe), presidía el Consejo Representativo sin voto, a excepción en caso de empate, no estando presente en él cuando esté deliberaba en contra del jefe estatal al haber formación de causa.
Las atribuciones del jefe supremo, según la Constitución estatal, eran: publicar las leyes, asegurándose que se publique en el territorio estatal dentro del término de un mes; cuidar de la ejecución de las leyes, del orden público y del exacto cumplimiento de los funcionarios en sus respectivos cargos; nombrar a los primeros magistrados (comandante general, intendente, tesorero, director general de la Hacienda Pública, y los jefes políticos de los departamentos) según las propuestas del Consejo Representativo, y a sus subalternos a propuesta de sus jefes inmediatos; disponer de la fuerza armada estatal y usarla en su defensa en caso de invasión repentina, avisando inmediatamente al congreso estatal para que éste lo hiciese a su vez con la Asamblea Federal; pedir auxilios, en caso de invasión, a los Estados vecinos y suministrarlos cuando ellos lo pidiesen, dando aviso al Congreso para que este a su vez lo verificase con el de la federación; formar reglamentos para el más fácil cumplimiento y ejecución de las leyes; nombrar enviados o Ministros diplomáticos del interior (para los otros Estados) si fuese necesario, consultando primero al congreso estatal, y en su nombre recibir los de los otros Estados; nombrar interinamente a los empleados por falta de propietarios; y convocar al Consejo en casos extraordinarios cuando necesitase consultarle. Dichas atribuciones son desarrolladas con más detalle en el Reglamento del poder ejecutivo decretado el 31 de agosto de 1832.
Para el año de 1830, según el presupuesto de gastos de ese año, el jefe supremo tenía un sueldo anual de 3000 pesos, mientras que el del vicejefe era de 1500 pesos.

#### Secretaría general
Para el despacho de los negocios, el jefe estatal contaba un secretario o ministro general que era nombrado por él. Cuyo cargo recaería en un ciudadano, mayor de 23 años, de conocida adhesión al sistema, de conocimientos y conducta irreprensibles; que además, prestaría juramento ante el jefe estatal, no podía ser despedido sin previa formación de causa (sólo suspendido), y no podía ausentarse sin permiso del gobierno.
Las atribuciones del secretario general, según la Constitución estatal, eran: formar la planta de la Secretaría con acuerdo del jefe estatal y presentarla al Congreso; autorizar las órdenes, decretos y despachos del Jefe supremo (por lo que sería responsable por la autorización de órdenes y decretos que se desviasen de la ley); comunicar los decretos y despachos a las primeras autoridades estatales y dar cuenta de sus contestaciones; y entablar las relaciones y comunicaciones que determinase el Jefe supremo con los otros Estados de la República.
Según el Reglamento de la secretaría de gobierno del 16 de junio de 1835, la secretaría general estaba integrada además por: un jefe de sección, que era el asistente del ministro o secretario general y quien lo sustituiría en caso de ausencia, enfermedad u otro impedimento; un archivero; cuatro escribientes (encargándose uno del ramo de gobernación, policía, justicia y negocios eclesiásticos; otro para el ramo de hacienda y guerra; otro para el de relaciones con las autoridades nacionales y demás de la Unión; y el último para el de comunicación con las demás autoridades del Estado); un portero y un ordenanza.
Para el año de 1830, el secretario general tenía un sueldo anual de 1500 pesos; el del oficial Mayor o jefe de sección era de 600 pesos; los escribientes (que en ese entonces eran tres) recibían al mes uno 30 pesos, otro 25, y el otro 20; y los gastos de escritorio de ese año eran de 30 pesos.

#### Dirección General de Hacienda
Para la administración de la Hacienda pública, como se mencionó anteriormente, el jefe estatal seleccionaba de una terna del Consejo Representativo a los miembros principales de la Dirección general de Hacienda (director general, tesorero e intendente). Mientras que en los departamentos, los encargados de tal propósito eran los jefes políticos Intendentes.
Para 1830, el director general ganaba anualmente 1200 pesos, el tesorero 1200, y el oficial mayor (intendente) 500 pesos; además había 2 escribientes con 600 pesos anuales, un portero con 96, un contador mayor con 1200, el alquiler de la casa de la contaduría era de 72 pesos anuales, el sueldo anual del escribiente de la contaduría era de 200 pesos, y los gastos de escritorio (de la Contaduría, Intendencia y Tesorería general) de 250 pesos.
Según la Constitución estatal, la Hacienda Pública consistiría en las tierras baldías y las contribuciones directas e indirectas decretadas por el congreso; y no habrían aduanas y estancos cuando estén las contribuciones que cubriesen el déficit de ellas. Sin embargo, no se pudo sustituir los productos estancados (sobre todo el tabaco y el aguardiente) debido a sus aportaciones al fisco; lo que generaría el cultivo clandestino, el contrabando y la falta de colaboración de las autoridades locales; además que las contribuciones indirectas casi no eran pagadas y los empréstitos forzosos (para financiar el ejército estatal durante los conflictos) generaban críticas y resistencias. Por lo que a inicios de la década de 1830 se buscaron reglamentar las rentas de alcabala, pólvora y papel sellado sin muchas modificaciones a como se llevaba a cabo en la época colonial.
La Dirección General también se encargaba de recolectar los impuestos federales; esto debido a que, en la Asamblea Nacional Constituyente de Centro América (donde en principio hubo dos posiciones sobre la recolección de las finanzas nacionales, por un lado la propuesta que hubiese un sistema de impuestos por cuotas o cupos que eran recolectadas por los Estados, y por el otro que hubiese un impuesto propio recolectado por el gobierno federal) al final triunfo el sistema de cuotas, con lo que República tendría una estructura de impuestos confederal. Así, al gobierno Federal le pertenecería las rentas de aduana, estancos de tabaco y pólvora, el correo y las tierras públicas; pero los Estados se quedarían con los ingresos del estanco de tabacos, aprovechando que eran sus funcionarios quienes la recolectaban, lo que sería un generador de conflictos con el gobierno federal.

### Poder Legislativo
El ente encargado del legislativo era denominado por la Constitución estatal como Congreso; mientras que la Constitución Federal denominaría como Asamblea al legislativo de los Estados y Congreso al de la Federación. Este hecho de denominarle Congreso provenía de la Constitución de los Estados Unidos que fue una referencia importante para la elaboración de la Constitución estatal.
El congreso estaba conformado por el número de diputados dispuesto por las legislaturas para las siguientes, teniendo como límite máximo 21 y como mínimo 9. Las legislaturas eran renovadas cada dos años, y los diputados podían ser reelegidos una vez; por cada 2 diputados habría un suplente que también solamente podía reelegirse una vez.
En situación normal, los diputados tenían que estar presentes, en el lugar que la legislatura anterior (con precedente acuerdo del Consejo Representativo) había designado para su reunión, el 24 de diciembre para llevar a cabo las juntas preparatorias; iniciando las sesiones el 2 de enero; debiendo estar presentes las dos terceras partes de los diputados, y en el caso de no estarlo los que estaban podían compeler y apremiar a los demás. El congreso ordinario durararía como mínimo 60 días y como máximo 90; pudiéndose posteriormente reunirse extraordinariamente cuando el Consejo Representativo lo convocase, para encargarse únicamente de los asuntos para lo que fueron convocados.
Según la Constitución estatal las atribuciones del Congreso eran: dictar las leyes del Estado e interpretar, alterar y derogar las establecidas; formar los Códigos Civil y Criminal, así como su reglamento interior y el de los otros poderes; aprobar los estatutos de las otras corporaciones; dar las ordenanzas correspondientes a las milicias; determinar la fuerza de línea que el Estado necesite con acuerdo del Congreso federal; levantar la fuerza armada en tiempo de guerra; formar la estadística del Estado por medio de los jefes políticos departamentales, municipalidades, y otros conductos que crea necesarios; decretar las contribuciones o impuestos para los gastos necesarios y el cupo del Estado con vista del presupuesto; aumentar o disminuir las contribuciones e impuestos según las exigencias estatales y de la República; examinar la Constitución y las leyes de la Asamblea General, y dar su voto acerca de ellas (sujetándose al de la mayoría de los Estados) e igualmente con las alteraciones o derogaciones de las expresadas leyes; erigir los establecimientos, corporaciones, tribunales inferiores, y demás que considere convenientes; conceder premios a los ciudadanos del Estado, proporcionados según sus méritos; conmutar las penas de la ley, o perdonar los delitos cometidos, a excepción de los que sean contra las leyes de la Federación y de aquellas cuyo cumplimiento esté al cuidado de las autoridades federales; detallar los sueldos de los funcionarios públicos, y aumentarlos o disminuirlos según las circunstancias; aprobar los tratados que el jefe del Estado celebre con los otros de la federación; sentenciar en el caso de que algún Estado reclame de otro el haber traspasado los límites constitucionales; contraer deudas sobre el crédito del Estado y suministrar empréstitos en territorio de la República, en caso de absoluta necesidad; seleccionar a la ciudad o pueblo que debería servir de residencia al Congreso, Consejo y gobierno, y variarlo en caso necesario; y fijar los límites de los departamentos, distritos y municipios.
Para el año 1830, había trece diputados que tenían un sueldo de 90 pesos mensuales; los diputados de San Vicente, San Miguel, Sonsonate, y dos de San Salvador recibían viáticos a razón de doce reales por legua, lo que al año sumaba un total de 531 pesos. Además de ello, había: 2 escribientes dotado uno con un sueldo mensual de 30 pesos y el otro de 20 pesos; un portero con sueldo anual de 240 pesos; y los gastos de escritorio para ese año era de 30 pesos. Por otro lado, en la asamblea federal había 9 diputados con un sueldo anual de 1200 pesos, que tenían para viáticos de ida y de vuelta un total anual de 3324 pesos.

### Poder judicial

#### Corte Superior de Justicia
El poder judicial, como se dijo en un principio, se encargaba de las causas civiles y criminales. Era presidido por la Corte superior de Justicia, que era el tribunal de última instancia, y que además se encargaba de juzgar en las causas de los primeros funcionarios del Estado (cuando el Consejo Representativo declarase que había conformación de causa) y oír las dudas sobre inteligencia de la ley que se susciten en los tribunales y juzgados inferiores para consultarla con su informe al Congreso (y en los recesos de éste al Consejo).
La Corte, según la Constitución estatal, estaba conformada por un mínimo de tres y un máximo de 5 jueces o magistrados. Los magistrados de la Corte eran electos por los ciudadanos y podían ser reelegidos. Cuando su número era 5, a los dos años se renovaban los dos últimos magistrados y los otros tres a los seis años. No era necesario ser letrado (experto en leyes) para ser magistrado; pero si se requería: ser ciudadano, tener más de veinticinco años, y tener el concepto público de integridad y hombría de bien. Asimismo, los magistrados podían ser depuestos por acción popular al ser notados de cohecho, prevaricación o soborno.
A partir del 26 de agosto de 1830, la ley reglamentaria para los tribunales y juzgados del Estado dictaría que la Corte estaría conformada por 5 magistrados, un fiscal y tres suplentes; que serían electos por tercios cada dos años (en el primero serían electos dos magistrados propietarios y un suplente; en el siguiente sería igual; y en el último estarían los restantes), siendo designado presidente el magistrado más antiguo que la componía. Los magistrados, por lo menos tres de ellos, y el fiscal se reunirían ordinariamente en Corte Plena cada jueves. El presidente y los dos magistrados más antiguos conformarían la cámara de tercera instancia (que era la máxima apelación); mientras que los dos más recientes conformarían la cámara de segunda instancia (que conocía la apelación de las causas procesadas por los alcaldes y jueces), que tenían que tener la conformidad de sus votos para que hubiese sentencia y si no la había se llamaba al magistrado menos antiguo de la cámara de tercera instancia; y el fiscal estaría presente en cada una de ellas. Asimismo, la Corte nombraría a un abogado de pobres, y a un procurador de pobres.
Para enero del año de 1830, el sueldo anual de cada uno de los magistrados era de 1200 pesos; el del ministro fiscal 1500 pesos; el del secretario 800; el del procurador 300 (más adelante, el abogado de pobres también tendría un sueldo anual de 300 pesos); el del secretario 300; el del portero 144; y el alquiler de la casa donde funcionaba la Corte era de 144 pesos.

#### Alcaldes constitucionales y jueces de primera instancia
En el territorio, en un principio, eran los alcaldes de los diferentes municipios los encargados de administrar justicia. Hasta que, el 26 de agosto de 1830, la ley reglamentaria para tribunales y juzgados del Estado establecería los juzgados de primera instancia, que eran ejercidos por letrados y que eran nombrados por el ejecutivo estatal a propuesta de la Corte superior, en las cabeceras departamentales y en algunos de los distritos (más adelante, por decreto del 6 de marzo de 1837 se establecerían en cada cabecera de distrito); por lo que los alcaldes se encargarían únicamente de los juicios conciliatorios y las demandas verbales en asuntos civiles y por injurias (aquello que, a partir de diciembre de 1854, sería llevado por los jueces de paz).
En 1830 se establecieron para el departamento de San Salvador tres jueces de primera instancia, uno en San Salvador, otro en Chalatenango para ese distrito y el de Tejutla) y el otro en Metapán, el de San Salvador tenía un sueldo anual de 1200 pesos mientras que los otros dos contaban con un sueldo de 900 pesos; en el departamento de San Miguel se pusieron dos jueces para todo el departamento, ambos con un sueldo anual de 1000 pesos; en el de Sonsonate dos jueces, uno en la cabecera y el otro en Santa Ana, ambos con un sueldo de 900 pesos; en el de San Vicente un juez, para todo el departamento, con un sueldo anual de 1000 pesos.
Para ser juez de primera instancia se requería ser ciudadano en ejercicio de sus derechos, mayor de 25 años, con 5 años de residencia en la República, y abogado de conocida moralidad y de buen concepto en el público. Conocerían de todas las causas civiles y criminales; de las causas en contra de cualquier funcionario público; y ejercerían el cargo de auditores de guerra, en los juicios en contra de los militares por delitos de indisciplina. Al igual que los alcaldes, magistrados y fiscal de la Corte, les quedaría prohibido el recibir gratificaciones, derechos y emolumentos.
El 15 de diciembre de 1832, el jefe supremo Mariano Prado decretaría la supresión de los juzgados de primera instancia por su ineficacia en la administración de justicia y porque su existencia era gravosa para la hacienda pública; por lo que las judicaturas estarían en manos de los alcaldes constitucionales de las cabeceras de los distritos, junto con asesores ordinarios (uno por departamento). El decreto del congreso estatal del 6 de marzo de 1837 volvería a restablecer los juzgados; sin embargo, su alcance sería deficiente debido al desorden en la administración de justicia en primera instancia que era ejercida indistintamente por los jueces y los alcaldes.

### Cuarto poder: Consejo Representativo
Como se mencionó con anterioridad, el Consejo Representativo era un órgano intermedio entre el legislativo y el ejecutivo, era presidido por el vicejefe (o en su falta, el Consejo nombraba a alguno de sus miembros), y era quien sancionaba o denegaba los decretos. Para conformarlo, en cada departamento se elegía un representante con título de Consejero (por lo que, en condiciones normales, en un principio sus miembros serían 4 y al final del período federal serían 6, por el número de departamentos en ese momento) que durarían tres años pudiendo ser reelegidos solamente una vez.
El Consejo, según la Constitución estatal, celebraba sus sesiones diariamente en el tiempo de las sesiones del Congreso, y dos veces a la semana en el resto de año y en las ocasiones extraordinarias que lo convocase el jefe del Estado.
Además de lo dicho anteriormente, el Consejo tenía que: prestar su anuencia para la derogación de la ley, oyendo al jefe supremo; resolver al jefe del Estado las dudas que tenga sobre alguna de las leyes en los recesos del Congreso, ejecutándose su resolución; aconsejar al jefe estatal en los casos que le consultase; dar dictamen en los negocios diplomáticos entre el gobierno estatal y el federal, o con otro de los demás Estados, siendo ello requisito para que el Congreso lo apruebe; poner ante el jefe del Estado las ternas para que seleccione a los primeros magistrados para las tareas del gobierno estatal y departamental (además de lo cual, el texto también incluía al obispo); cuidar o velar sobre la conducta de los nombrados arriba, y declarar en su caso cuando haya formación de causa; nombrar Secretario de fuera de su seno, al que podrá suspender de sus funciones pero no remover sin conocimiento de causa; convocar al Congreso en los casos extraordinarios y dar cuenta a la legislatura de las infracciones que haya notado.
Para 1830, los 4 consejeros que había en ese entonces ganaban anualmente 1200 pesos; además de lo cual había un secretario con un salario anual de 800 pesos, un escribiente con 300 pesos, un portero con 180 pesos, y los gastos de escritorio sumaban 30 pesos. Por otro lado, para el cuarto poder federal (el senado) había 2 senadores con sueldo anual de 2000 pesos.

### Gobierno interior de los departamentos

#### Jefes políticos intendentes y Comandancia militar
En cada departamento el jefe supremo nombraba un jefe político intendente que se hacía cargo del gobierno político y de hacienda de esa jurisdicción. Su duración era de 4 años, y no podían ser continuados o promovidos sin haber dado cuenta al jefe estatal de su administración.
Según el reglamento de jefes políticos, municipalidades y alcaldes del 4 de septiembre de 1832, para ser jefe político intendente se requería: ser mayor de 25 años, estar en el goce de los derechos de ciudadano, ser natural de Centroamérica y con vecindad de por lo menos tres años en El Salvador, ser vecino del departamento en el que va a fungir y con propiedad raíz libre que no baje de mil quinientos pesos, y ser de moralidad notoria.
Eran los órganos de comunicación entre el gobierno estatal y el de las municipalidades, y los primeros agentes en la ejecución de las leyes y en lo referente a la seguridad del departamento; no podían intervenir en los asuntos judiciales, económicos y administrativos de las municipalidades, a excepción de los casos referidos en la ley; podían ser removidos por ineptitud, negligencia y otra causa legalmente comprobada; y tenían que ser juramentados por la municipalidad de la cabecera departamental. Asimismo, el gobierno nombraba un suplente para cada jefe político intendente; y en un dado caso de ausencia del jefe político y su suplente era el alcalde primero del lugar en que reside la jefatura el que se hacía de la labor por un mes sin goce de sueldo.
Sus atribuciones eran: publicar, circular y hacer ejecutar las leyes en su departamento en los siguientes 10 días desde su recibo; consultar al gobierno sobre la inteligencia de las disposiciones referidas, y las dudas y dificultades que ofreciese su ejecución; mantener el buen orden y tranquilidad pública, pudiendo detener a las personas que consideran delincuentes para luego, dentro de 24 horas, entregarlas a la autoridad pertinente; pedir el auxilio que fuese necesario a los comandantes o jefes militares y demás autoridades, y usarlos en caso de un ataque armado; y publicar bandos de buen gobierno basándose en las leyes y disposiciones vigentes, y dar cuenta inmediatamente al gobierno de las incidencias que ocurriese. Además de ello, tenían que: visitar todos los pueblos de su departamento una vez al año, en la que inspeccionarían los establecimientos de beneficencia y enseñanza costados por la hacienda pública o fondos municipales; promover la fundación de establecimientos de instrucción pública; realizar la estadística su departamento; procurar la construcción y sostenimiento de las obras públicas de salubridad, beneficencia y ornato; vigilar que los pesos y medidas sean los decretados por la ley; intervenir en el alistamiento de la fuerza militar correspondiente al departamento, así como cooperar y auxiliar a la organización de los cuerpos de milicia; dar pasaporte a quienes se lo pidan, siempre que no haya ningún inconveniente; velar que las municipalidades cumplan con sus deberes; presidir la municipalidad en la que se encuentren, votando únicamente en caso de empate; fomentar el establecimiento de las tertulias patrióticas; hacer que cada tres meses los párrocos den información exacta acerca de los nacidos, fallecidos y casados en su jurisdicción; entre otras.
En principio, los jefes políticos intendentes eran también los comandantes de las milicias de su departamento (que tenían rango de batallón); hasta que el decreto del 22 de mayo de 1835 del jefe supremo Nicolás Espinoza separaría el mando militar de la jefatura política departamental, aun así podían desempeñar ambas funciones en situaciones extraordinarias.
Para el año de 1830, el jefe político intendente de San Salvador contaba con un sueldo anual de 1500 pesos, su secretario de 400 pesos, y el escribiente de 192; contando además con cuatro guardias de las garitas con un salario de 20 pesos al mes cada uno y que causaban al año un gasto de 960 pesos, y un asesor que reunía la auditoría de guerra con un sueldo anual de 700 pesos; anexo a ello en ese momento, estaba la comandancia general de las armas cuyo comandante (que era nombrado por el jefe estatal de una terna dada por el Consejo Representativo) contaba con un sueldo anual de teniente coronel de 1650 pesos, y la imprenta del Estado cuyo director ganaba al año 360 pesos. Mientras que en los demás departamentos, el jefe político intendente ganaba anualmente 1200 pesos, el secretario 300 pesos, asesor 400 pesos, y los gastos de escritorio eran de 50 pesos; en la guarnición militar tenían a un ayudante para la disciplina de las milicias con un sueldo anual de 564 pesos (había también ayudantes en Santa Ana, Metapán, Ahuachapán, Zacatecoluca y Cojutepeque); en San Miguel había un guarda con 30 pesos al mes; y en San Vicente estaba la factoría (dirección de siembra) de tabaco que era liderado por un factor con sueldo anual de 1500 pesos.

#### Municipalidades
A partir del decreto de la Asamblea Nacional Constituyente de Centro América del 30 de julio de 1823 los ayuntamientos constitucionales (que eran en total 75 en la Provincia de San Salvador y 15 en la Alcaldía mayor de Sonsonate) pasaron a denominarse municipalidades; y con el decreto, del mismo cuerpo constituyente, del 10 de mayo de 1824 se establecerían también en poblaciones con menos de 1000 habitantes.
En las poblaciones con menos de 300 habitantes se elegiría un alcalde y un regidor; en las que tenían de 300 a 500 habitantes, un alcalde, un regidor, y un síndico; en las que tenían entre 500 y 1000 habitantes, un alcalde, dos regidores y un síndico; en las de 1000 a 2000 habitantes, 2 alcaldes, 6 regidores, y 2 síndicos; en las de 2000 a 4000 habitantes, 2 alcaldes, 8 regidores, y 2 síndico; y las que tuviesen más de 4000 habitantes, 3 alcaldes, 8 síndicos, y 2 regidores. A pesar de su estructura homogénea, hubo casos de algunas municipalidades donde, debido a la interpretación de las leyes por las poblaciones, subsistieron cargos de los antiguos cabildos coloniales.
Para ocupar algún puesto en las municipalidades, según el reglamento de jefes políticos, municipalidades y alcaldes del 4 de septiembre de 1832, se requería: ser ciudadano en ejercicio; tener más de 25 años; ser de moralidad conocida; y ser vecino del lugar donde se es elegido. Los alcaldes se renovaban anualmente; los síndicos anualmente cuando sólo era uno, y por mitad cada año cuando fuesen dos; y los regidores por mitad cada año. Todos podían ser reelectos. Era prohibido renunciar a uno de estos cargos, a excepción por alguna causa legítima. Todas las municipalidades se reuniría una vez al mes, y también lo podían hacer extraordinariamente, sien todas las sesiones públicas. Las sesiones eran presididas por quien tenía la vara primera, a excepción si asistiese el jefe político intendente; y cada municipalidad tenía a un secretario, nombrados por ellos con aprobación de su jefe político intendente.
Las municipalidades se encargaban de: el gobierno, orden y tranquilidad de sus poblaciones; la seguridad de las personas y sus bienes; la policía y la salubridad, específicamente en prevenir y remover todo lo que perjudique la salud pública, y  en hacer que se limpien las calles, plazas, mercados, las cárceles y hospitales; velar que los alimentos no afectas en la salud; y hacer que se disequen los pantanos y lagunas, y que se limpien los ríos. También entre sus funciones estaban: formar el censo y estadística de su jurisdicción; cuidar de la construcción de caminos, puentes, calzadas y cárceles; cuidar de que no se incendiasen los montes y campos; nombrar alcaldes auxiliares para los lugares que no tienen municipalidades y para los barrios de los pueblos; velar por la exactitud de pesos y medidas; procurar el fomento de la agricultura, arte, y ciencias; hacer el repartimiento de las contribuciones; procurar que hayan ejidos competentes y las tierras comunales; cuidar que los niños y jóvenes asistiesen a las escuelas de primeras letras; nombrar, bajo su responsabilidad, un mayordomo para la recolección de propios y arbitrios; y rendir anualmente cuenta de sus fondos.
Los alcaldes estaban a cargo del gobierno económico y político de los municipios; así como de los juicios conciliatorios y verbales, y antes de 1830 también de los juicios de primera instancia (como se lo mencionó en la sección del poder judicial). Donde había dos o más alcaldes, estos eran iguales en autoridad y jurisdicción, y procedían preventivamente en los negocios que ocurriesen.
Los distritos, estaban a cargo del alcalde primero de la cabecera de esa jurisdicción; quienes además tenían que circular, el mismo día que las recibiesen, las leyes, decretos, órdenes, y demás providencias que les comunicasen los jefes políticos intendentes. Asimismo, las municipalidades de la cabecera de los distritos debían establecer juntas de sanidad para cuidar la salud pública y que estaban conformadas por el alcalde primero, el párroco, un regidor, los facultativos o prácticos que hubiese en el lugar en medicina y cirugía, y un vecino de la municipalidad; cuyos miembros se renovarían cada año, pudiendo ser reelectos, y sin podían renunciar a ello; y que debían tener al menos una sesión cada mes.
Las autoridades estatales impondrían multas (que oscilaban de 10 a 200 pesos) a los municipales que no cumplían con su deber. También buscarían reducirles las tareas administrativas; de ahí que el 25 de febrero de 1831 el congreso estatal crearía una fuerza denominada Vigilancia del Estado para capturar a los delincuentes en el área rural, y más adelante (en tiempos del gobierno de Nicolás Espinoza) se crearía los jefes de policía, salubridad y seguridad pública. Aun así las municipalidades continuarían teniendo cuotas importantes de poder local que constantemente se traducían en autonomías administrativas con respecto al gobierno estatal.

### Elecciones
Las elecciones eran indirectas, realizándose en un sistema de grados que estaba conformado por: las juntas populares, las juntas de distrito, y las juntas departamentales. Este sistema provenía de lo estipulado en la Constitución española de 1812, cuyo texto tal cual regiría este sistema hasta 1825; que, en la República Federal, estaría regido por las instrucciones dadas por la Constitución Nacional y el reglamento electoral de 1826, a las que en el Estado salvadoreño se añadían algunos arreglos o modificaciones del reglamento de jefes políticos, municipalidades y alcaldes del 4 de septiembre de 1832.
Las juntas populares estaban constituidas por ciudadanos en ejercicio de sus derechos; las de distrito, por los electores de las juntas populares; y las departamentales por los electores de distrito. Cada una de ellas estaría organizadas por un directorio, elegido por ellas mismas, y compuesto por un presidente, dos secretarios y dos escrutadores. Todos los actos electorales eran públicos, y duraban de las 8 de la mañana hasta ser concluidos; y las votaciones eran a voz alzada o con cédulas.
En las elecciones únicamente participarían los ciudadanos, es decir aquellos que: eran habitantes de la República, naturales o naturalizados; tenían cumplidos los 18 años; tenían un modo de vida conocido; y ejercían alguna profesión útil, dependiendo de cada lugar o persona. Siendo las municipalidades las encargadas de, basándose en lo dicho anteriormente, dictaminar quién era un ciudadano.
Para la elección de municipalidades, la autoridad superior de cada lugar convocaba por bandos a los ciudadanos que se hallaban dentro de los límites de la municipalidad en la que se encontraba. Entonces, los ciudadanos se reunían bajo la presidencia de la autoridad local el 1 de diciembre y procedían a nombrar el directorio de la junta popular. En seguida, votaban por 10 electores en los lugares con 200 a 500 habitantes; 15 en las poblaciones de 500 a 1000 habitantes; por 20 en las de 1000 a 2000; 30 en las de 2000 a 4000; y 40 en las que tenían más de 4000 habitantes. Luego de verificarse las elecciones, la autoridad local citaba y convocaba a los electores para el tercer domingo de diciembre; y estando reunidas para esa fecha las dos terceras partes, procedían a elegir a los miembros de las municipalidades.
Para la elección de autoridades estatales y federales, la votación de las juntas populares se celebraba el último domingo de octubre, las de distrito el segundo domingo de noviembre, y las departamentales el primer domingo de diciembre. Las juntas populares se componían de un mínimo de 250 habitantes y un máximo de 2500; y elegían un elector por cada 250 habitantes, y se elegía un elector más si había un residuo de 126. Estos electores se reunían en la cabecera de los distritos; resolverían las impugnaciones y casos de nulidad de las juntas populares; y cuando estuviesen reunidas las dos terceras partes de ellos, conformaban la junta de distrito y elegían un elector por cada 10 de ellos. Finalmente, estos electores de distrito se reunían en la cabecera departamental; conformaban la junta departamental; revisaban las impugnaciones y nulidades en las juntas de distrito; y, cuando estuviesen reunidas las dos terceras partes, procedían a elegir  por mayoría absoluta a quien consideren merecedores de los distintos cargos de las autoridades estatales y federales, siendo cada elección realizada por separado.
Las copias de las actas con los resultados de las elecciones eran enviadas en pliegos cerrados a la capital del Estado. Ahí, los resultados de las autoridades estatales serían dadas por el congreso estatal; mientras que el jefe supremo enviaría las actas de la elección de autoridades Federales a la capital de la República, donde la asamblea y el senado se encargarían de dar a conocer los resultados. La asamblea o el congreso revisarían los resultados basándose en los votos en las juntas de distrito; si al hacerlo, ningún candidato había logrado la mayoría de votos, entonces los diputados (del congreso estatal o de la asamblea Federal) procedían a elegir entre los candidatos más votados (que habían tenido más de 40 votos; y si ninguno había obtenido esa cantidad se elegía a los que tenían más de 15), y si no había los suficientes, se elegiría a los que habían obtenido cualquier número.

## División administrativa
El estado se encontraba dividido en departamentos que eran liderados por un jefe político intendente, designado por el jefe supremo del estado; que sería además comandante militar del departamento, hasta el 15 de mayo de 1839, cuando se ordena que se nombre a un comandante general en cada departamento.
Los departamentos a su vez se encontraban divididos en distritos, que agrupaban a varios municipios. Los distritos podían tener funciones políticas, electorales y/o judiciales; el tener funciones políticas significaba que eran liderados por el alcalde de primer voto de su cabecera, por lo que además tendría el título de jefe de distrito; en el caso de tener funciones judiciales, estos eran sede de un juzgado de primera instancia (desde la creación de estos en 1832); mientras que el tener funciones electorales implicaba que en su cabecera se reunirían los electores de las juntas populares para elegir a los electores de partido.

### Organización al momento de la creación del estado
Para el momento de la creación del estado, había 4 departamentos, 16 distritos (que eran los mismos 15 distritos de la provincia de San Salvador, más el territorio de la alcaldía mayor de Sonsonate) y unos 177 municipios, encontrándose conformado de la siguiente manera:
| Departamento | Distrito      | Municipios |
| ------------ | ------------- | --- |
| San Salvador | San Salvador  | San Salvador, Mejicanos, San Jacinto, Ayutuxtepeque, Cuscatancingo, Aculhuaca, Paleca, San Sebastián Texincal (estos tres en 1935 serían unidos en el municipio de Delgado, desde 1986 Ciudad Delgado), Soyapango, Ilopango, Nejapa, Apopa, Guazapa, Tonacatepeque, San Martín, San José Guayabal, Suchitoto, San Luis Aguacayo (anexado el 8 de febrero de 1859 a Suchitoto), Antiguo Cuscatlán, Huizúcar, Panchimalco, San Marcos, Santo Tomás y Santiago Texacuangos |
| San Salvador | Cojutepeque   | Cojutepeque, San Bartolomé Perulapía, San Pedro Perulapán, Tenancingo, Ilobasco, Jutiapa y Santo Domingo |
| San Salvador | Opico         | Opico, Tacachico, Quezaltepeque, Guaymoco (hoy Armenia), Sacacoyo, Ateos (hoy un cantón de Sacacoyo), Cacaluta (hoy San Julián), Cuisnahuat, Zapotán (hoy Santa Isabel Ishuatán), Mizata, Tepecoyo, Jayaque, Talnique, Teotepeque, Jicalapa, Comasagua, Tamanique y Chiltiupán |
| San Salvador | Chalatenango  | Chalatenango, Arcatao, Concepción Quezaltepeque, San Miguel Techonchogo (hoy San Miguel de las Mercedes), El Carrizal, Dulce nombre de Jesús, Azacualpa, Potonico, y Comalapa |
| San Salvador | Metapán       | Metapán, y Atempa Mazahuat (hoy Masahuat) |
| San Salvador | Tejutla       | Tejutla, Citalá, Chiconhuezo (hoy Nueva Concepción), Santa Rita, Dulce Nombre de María, Agua Caliente, y La Palma |
| Sonsonate    | Sonsonate     | Sonsonate, Sonzacate, Acajutla, Asunción Izalco, Dolores Izalco (estas dos poblaciones fueron combinadas el 24 de febrero de 1838), Caluco, Nahuizalco, Nahulingo, Juayúa, Salcoatitán, Santa Catarina Masahuat, Santo Domingo de Guzmán, San Pedro Puxtla, Guaymango, Jujutla, Apaneca, Ahuachapán, Tacuba, Ataco, Atiquizaya, San Lorenzo, y San Antonio del Monte |
| Sonsonate    | Santa Ana     | Santa Ana, Santa Lucía Chacalcingo (hoy un barrio de la ciudad de Santa Ana), Chalchuapa, Coatepeque y Texistepeque |
| San Vicente  | San Vicente   | San Vicente, San Cayetano Istepeque, Apastepeque, Sagayuapa (hoy barrio de Apastepeque), San Sebastián, Tepetitán, y Verapaz |
| San Vicente  | Sensuntepeque | Sensuntepeque, Guacotecti, La Puebla de Titihuapa (hoy Dolores), Chocaique (hoy Victoria), y San Isidro |
| San Vicente  | Zacatecoluca  | Zacatecoluca, San Juan Nonualco, Santiago Nonualco, San Pedro Nonualco, Tecoluca, Santa María Ostuma y San Sebastián Analco (hoy es un barrio de Zacatecoluca) |
| San Vicente  | Olocuilta     | Olocuilta, Cuyultitán, San Juan Talpa, Tapalhuaca, San Francisco Chinameca, San Miguel Tepezontes, San Juan Tepezontes, San Antonio Masahuat, San Pedro Masahuat, y Analquito |
| San Miguel   | San Miguel    | San Miguel, Uluazapa, Quelepa, Moncagua, Chapeltique, Sesori, Cacahuatique (hoy Ciudad Barrios), Lolotique, Chinameca, Jucuapa, Tecapa (hoy Alegría), Zapotitán (que sería unido a Tecapa antes de 1865), San Luis de la Reina, Estanzuelas y San Buenaventura |
| San Miguel   | Usulután      | Usulután, Santa María, Santa Elena, Ereguayquín y Jiquilisco |
| San Miguel   | Gotera        | Gotera, Chilanga, Sensembra, Yamabal, Guatajiagua, Lolotiquillo, Yoloaiquín, Osicala, Gualococti, San Simón, San Carlos, Torola, Perquín, Saco (hoy Concepción de Oriente), Santa Rosa de Lima, Arambala, Araute (hoy El Rosario), Jocoaitique, Meanguera, Cacaopera, Anamorós, Lislique, Polorós y San Antonio del Sauce |
| San Miguel   | San Alejo     | San Alejo, Pasaquina, Jocoro, Yucuaiquín, Comacarán, Yayantique, Jucuarán, Intipucá, Conchagua, y San Carlos de La Unión |

### Modificaciones de 1827 a 1835
En 1827 se crearían los distritos de Izalco (separado del distrito de Sonsonate), Chinameca (separado del de San Miguel), y San Antonio del Sauce (separado del de Gotera). El de Izalco estaba conformado, además de la población homónima, por Guaymoco, Caluco, Cuisnahuat y San Julián Cacalula (siendo los últimos dos provenientes del distrito de Opico); mientras que el de Chinameca, lo estaba por Lolotique, Jucuapa, Tecapa (hoy Alegría), Zapotitan, Estanzuelas, y San Buenaventura; y el de San Antonio del Sauce por Santa Rosa de Lima, Saco, Poloros, Anamoros, Lislique y Pasaquina (este último proveniente del distrito de San Alejo).
El 23 de febrero de 1828 sería creado el distrito de Ilobasco, que contaba además con las poblaciones de Santo Domingo y San Sebastián (este último del distrito de San Vicente). Pero, el 23 de enero de 1830 se derogaría esa ley, volviendo las poblaciones a sus distritos originales.
En los años de 1830, el coronel colombiano Narciso Benítez, que se desempeñaba como jefe político del departamento de San Miguel, iría fundando varias poblaciones en ese departamento (como: Bolívar, Sociedad, Nueva Esparta, Carolina, Nueva Guadalupe, y San Antonio); lo que contribuiría a rellenar espacios huecos y organizar el territorio de oriente.
Por decreto legislativo, del 14 de julio de 1832, sería creado el distrito de Ahuachapán (que contaba además con las poblaciones de Apaneca, Tacuba, Ataco, Atiquizaya, y San Lorenzo) como un distrito judicial. Ese mismo decreto también establecía que le serían dadas funciones judiciales (el ser sede de un juzgado de primera instancia) a los distritos de Zacatecoluca y de Cojutepeque; mientras que los distritos de Gotera y San Antonio del Sauce estarían agrupados en un solo distrito judicial con sede en Gotera (hasta el 28 de marzo de 1839, cuando su sede pasaría a San Antonio del Sauce).
Entre 1833 y 1834, se crearía y disolvería el departamento de Tejutla, que estaba compuesto por los distritos de Metapán y Tejutla; luego que ese departamento fuese disuelto, ambos distritos volvieron a formar parte del departamento de San Salvador. Asimismo, en 1834 Sonsonate fue brevemente capital federal.
El 3 de julio de 1833 se ordena el traslado de la población de Arambala al valle del Matazano. Por otro lado, por decreto ejecutivo del 4 de octubre de 1833 (y ratificado por el congreso estatal el 22 de abril de 1834), la localidad de Quezaltepeque sería separada del distrito de Opico e integrada al distrito de San Salvador.

### De la creación del distrito federal en 1835 a la disolución de la federación

Departamentos del Estado y el distrito federal en 1836.

El 22 de enero de 1835, San Salvador sería declarada como capital de la Federación y San Vicente se convierte en la capital estatal. Se crea el distrito federal con la mayoría de poblaciones del distrito de San Salvador, con la excepción de: Quezaltepeque, que volvería al distrito de Opico; y Suchitoto, que pasaría a encabezar su propio distrito, donde además estarían las poblaciones de Guazapa, San José Guayabal, y San Luis Aguacayo. Con eso, el departamento de San Salvador se disolvería y se crearía el departamento de Cuscatlán, que estaría integrado por los distritos de Suchitoto, Chalatenango, Tejutla, Opico (cuya cabecera, a partir del 22 de mayo de ese año, sería Quezaltepeque), Cojutepeque, y Olocuilta) teniendo como cabecera a Suchitoto; mientras que el distrito de Metapán, pasaría a formar parte del departamento de Sonsonate (cuya cabecera pasaría a ser Santa Ana).
El 20 de junio de 1835, por decreto ejecutivo se crearía, en el departamento de Cuscatlán, el distrito de Ilobasco; que además estaría integrado por Jutiapa, San Sebastián (hasta el 30 de julio de 1836, cuando volvería al distrito de San Vicente del que había sido separado), y los valles o caseríos aledaños.
Por el decreto legislativo de 9 de marzo de 1836, Quezaltepeque se separaría del distrito de Opico y pasaría a formar parte del distrito federal; mientras que Opico volvería a ser cabecera de su distrito el 30 de julio de ese año. Ese mismo día, el distrito de Zacatecoluca y el de Olocuilta serían cedidos al distrito federal; permaneciendo ahí hasta el 30 de junio de 1838, cuando serían reincorporados al departamento de Cuscatlán del estado salvadoreño.
El 17 de marzo de 1836, sería creado el distrito de Osicala, desmembrado del de Gotera, y que además contaba con las poblaciones de: Meanguera, San Simón, Villa del Rosario, Jocoaitique, Arambala, Perquín, Torola, San Fernando, Gualococti, Cacaopera, y Yolaiquin. Por otro lado, el 30 de julio de ese año, Tenancingo es separado del distrito de Cojutepeque y unido al de Suchitoto.
El 30 de septiembre de 1836, las poblaciones de Cacalula, Cuisnahuat y Zapotan son separadas del distrito de Opico y unidas al de Izalco; mientras que Mizata, también del distrito de Opico, es unido al de Sonsonate; y San Pedro Puxtla, del distrito de Sonsonate, es unido al de Ahuachapán (hasta el 28 de febrero de 1839, en que se dictaminó que en lo judicial quedase unido al distrito de Sonsonate y en lo electo al de Ahuachapán).
El 10 de marzo de 1837, el valle del Rincón Grande (en la jurisdicción de Titihuapa, hoy Dolores, en el distrito de Sensuntepeque) es erigido como pueblo con el nombre de Guadalupe. Por otro lado, el 28 de febrero de 1839, las haciendas San Francisco, Candelaria Lempa, y San Ildefonso pasaron a formar parte de la jurisdicción municipal de Titihuapa.
Por otro lado, el 17 de mayo de 1839 sería erigido el departamento de La Paz con los distritos de Zacatecoluca y de Olocuilta, quedando su cabecera en la localidad de Zacatecoluca.
El 30 de julio de 1839 se decide disolver el distrito federal; con ello se restaura el departamento de San Salvador, conteniendo únicamente los distritos de San Salvador (aquellas poblaciones que conformaban el distrito federal) y de Opico.
Para fines de la época federal, el estado contaba con los siguientes departamentos y distritos:
| Departamento | Distrito              |
| ------------ | --------------------- |
| San Salvador | San Salvador          |
| San Salvador | Opico                 |
| Sonsonate    | Santa Ana             |
| Sonsonate    | Sonsonate             |
| Sonsonate    | Metapán               |
| Sonsonate    | Ahuachapán            |
| Sonsonate    | Izalco                |
| Cuscatlán    | Suchitoto             |
| Cuscatlán    | Tejutla               |
| Cuscatlán    | Cojutepeque           |
| Cuscatlán    | Chalatenango          |
| Cuscatlán    | Ilobasco              |
| La Paz       | Zacatecoluca          |
| La Paz       | Olocuilta             |
| San Vicente  | San Vicente           |
| San Vicente  | Sensuntepeque         |
| San Miguel   | San Miguel            |
| San Miguel   | Gotera                |
| San Miguel   | San Alejo             |
| San Miguel   | Chinameca             |
| San Miguel   | Usulután              |
| San Miguel   | San Antonio del Sauce |
| San Miguel   | Osicala               |

### Citas
1. ↑  Departamento de Relaciones Públicas. Casa Presidencial: El Salvador 1974-1975, pp. 12-13.
2. ↑  Constitución estatal, Capítulo I.
3. 1 2 3 4 5  Ministerio de Educación (2009). Historia de El Salvador.
4. ↑  Lardé y Larin, 1957, p. 457.
5. ↑  
Marure, 1895, p. 127; Reyes, 1910, pp. 339-340; Figeac, 1938, pp. 188-189.
6. 1 2  Cañas Dinarte, Cortez y Aguilar Avilés, 2006, p. 13.
7. 1 2 3  Larde y Larín, Jorge (1974). «Capítulo VIII. Fundación del ejército salvadoreño». Orígenes de la Fuerza Armada de El Salvador. Ministerio de Defensa y Seguridad Pública.
8. 1 2 3  Cañas Dinarte, Carlos (2006). «Actas de las sesiones del primer Congreso Constituyente del Estado de El Salvador, 17 de abril al 29 de mayo de 1824». Boletín (Asociación para el Fomento de los Estudios Históricos en Centroamérica (AFEHC)) (Nº 25). ISSN 1954-3891.
9. 1 2 3 4  Marure, 1895, p. 143.
10. ↑  Monterey, 1996, pp. 123-125.
11. ↑  
Monterey, 1996, pp. 125 y 129; Marure, 1837, p. 203; Herrera Mena, 2016, p. 53.
12. ↑  
Marure, 1837, p. 37; Marure, 1895, p. 17; Herrera Mena, 2005, pp. 9-11.
13. ↑  Chamorro, 1951, p. 96.
14. ↑  Herrera Mena, 2016, pp. 54-55.
15. ↑  Herrera Mena, 2016, p. 55.
16. ↑  
Marure, 1895, p. 20; Monterey, 1996, p. 125.
17. ↑  Monterey, 1996, pp. 116 y 125.
18. ↑  Herrera Mena, 2005, p. 12.
19. ↑  Marure, 1895, p. 20.
20. ↑  Marure, 1895, p. 17.
21. ↑  Monterey, 1996, p. 126.
22. ↑  Molina y Morales, Roberto (1980). «El precursor y fundador del periodismo en El Salvador. Pbro. Don Miguel José de Castro y Lara». Revista Cultura Nº 70 (Ministerio de Educación de El Salvador).
23. 1 2 3 4 5 6 7 8 9 10 11 12 13  Freddy Leistenschneider y María Leistenschneider (1980). Gobernantes de El Salvador (Biografías). Publicaciones del Ministerio del Interior.
24. ↑  Monterey, 1996, p. 127.
25. ↑  Monterey, 1996, p. 128.
26. ↑  Monterey, 1996, pp. 129-130.
27. ↑  Monterey, 1996, p. 130.
28. ↑  
Monterey, 1996, pp. 127, 130 y 134; Marure, 1837, pp. 159-160.
29. ↑  Herrera Mena, 2016, p. 54.
30. 1 2  Cañas Dinarte, Cortez y Aguilar Avilés, 2006, p. 21.
31. ↑  
Monterey, 1996, p. 133; Marure, 1895, p. 26.
32. ↑  Monterey, 1996, pp. 133-134.
33. ↑  Lindo Fuentes, Héctor (2002). «Perspectivas Históricas». El Faro.
34. ↑  Chamorro, 1951, p. 104.
35. 1 2  Congreso Federal de 1825 (1912). «Elección del primer presidente de Centro América. Acta importante».  En Rafael V. Castro, ed. Revista Próceres. Tomo 2 (Número 5).
36. ↑  
Monterey, 1996, p. 134; Marure, 1837, pp. 208-213; Chamorro, 1951, p. 106.
37. ↑  Monterey, 1996, pp. 134-135.
38. ↑  Monterey, 1996, p. 150.
39. ↑  Monterey, 1996, pp. 136-137.
40. ↑  Herrera Mena, 2016, pp. 56-57, 59-60 y 62.
41. ↑  Reyes, 1910, p. 281.
42. ↑  
Monterey, 1996, pp. 134-136; Marure, 1895, pp. 27-28.
43. ↑  
Monterey, 1996, pp. 136-137; Marure, 1837, p. 204.
44. ↑  Monterey, 1996, p. 138.
45. ↑  Monterey, 1996, pp. 139 y 142.
46. ↑  Monterey, 1996, p. 139.
47. ↑  
Monterey, 1996, pp. 157 y 159; Marure, 1837, p. 205.
48. ↑  Monterey, 1996, pp. 148-149.
49. ↑  Monterey, 1996, p. 149 y 199.
50. 1 2 3 4 5 6 7 8 9 10 11 12 13 14 15  Imprenta del Estado de El Salvador. Colección de decretos y órdenes de la asamblea y gobierno del Estado correspondiente a los años 1829 y 1830.
51. 1 2 3 4  Cañas Dinarte, Cortez y Aguilar Avilés, 2006, p. 26.
52. ↑  
Monterey, 1996, pp. 148-149; Menéndez, 1855, pp. 204-205.
53. ↑  Monterey, 1996, p. 149.
54. ↑  Monterey, 1996, pp. 149-150.
55. ↑  Monterey, 1996, pp. 150-151 y 153.
56. ↑  Herrera Mena, 2016, pp. 60-63.
57. ↑  
Monterey, 1996, p. 151; Montúfar, 1832, p. 45; Bonilla, 2000b, pp. 54-57.
58. 1 2 3 4  Herrera Mena, Sajid (2011). «Las
facciones políticas en El Salvador del siglo XIX». Historia electoral de Centroamérica (Lea Grupo Editorial).
59. ↑  Monterey, 1996, p. 151.
60. ↑  Monterey, 1996, pp. 152-153 y 156.
61. ↑  Monterey, 1996, pp. 154-157.
62. ↑  
Monterey, 1996, p. 157; Marure, 1837, pp. 270-272.
63. ↑  
Chamorro, 1951, pp. 188-189; Monterey, 1996, p. 158.
64. ↑  Monterey, 1996, p. 158.
65. ↑  
Marure, 1895, p. 143; Marure, 1878, p. 15.
66. ↑  Monterey, 1996, p. 159.
67. ↑  Marure, 1878, pp. 15-16.
68. ↑  Monterey, 1996, p. 160.
69. ↑  
Marure, 1878, pp. 16-17; Monterey, 1996, pp. 162-163.
70. ↑  
Monterey, 1996, p. 163; Marure, 1878, p. 18.
71. ↑  
Monterey, 1996, p. 163; Marure, 1878, pp. 18-19.
72. ↑  
Monterey, 1996, p. 163; Marure, 1878, p. 21.
73. ↑  Monterey, 1996, pp. 163-164.
74. ↑  Cañas Dinarte, Cortez y Aguilar Avilés, 2006, p. 30.
75. ↑  Marure, 1878, pp. 21-22.
76. ↑  Marure, 1878, pp. 22-23.
77. ↑  Marure, 1878, p. 26 y 34.
78. ↑  
Marure, 1878, p. 41; Monterey, 1996, pp. 165-166.
79. ↑  
Marure, 1878, pp. 41-42; Montúfar, 1832, pp. 65-66.
80. ↑  
Marure, 1878, pp. 42-43; Monterey, 1996, pp. 164-165.
81. ↑  
Marure, 1878, p. 44; Monterey, 1996, p. 165.
82. ↑  
Monterey, 1996, p. 166; Marure, 1878, pp. 44-46.
83. ↑  
Marure, 1878, pp. 46-47; Monterey, 1996, p. 166.
84. ↑  
Monterey, 1996, p. 166; Marure, 1878, pp. 47-48.
85. ↑  
Monterey, 1996, pp. 166-167; Marure, 1878, pp. 52-53.
86. ↑  
Monterey, 1996, p. 167; Marure, 1878, pp. 51-52.
87. ↑  Marure, 1878, p. 60.
88. ↑  Marure, 1878, pp. 59-61.
89. ↑  
Monterey, 1996, p. 168; Marure, 1878, pp. 56-58.
90. ↑  Marure, 1878, pp. 62-63.
91. ↑  Monterey, 1996, pp. 169-170.
92. ↑  
Monterey, 1996, pp. 169-170; Marure, 1878, p. 62; Montúfar, 1832.
93. ↑  Marure, 1878, pp. 63-64.
94. ↑  
Marure, 1878, pp. 68-69; Monterey, 1996, p. 170.
95. ↑  
Monterey, 1996, pp. 169-170; Montúfar, 1832, p. 76.
96. 1 2  Monterey, 1996, p. 171.
97. ↑  
Monterey, 1996, p. 171; Marure, 1878, pp. 74-75.
98. ↑  Monterey, 1996, p. 172.
99. ↑  Marure, 1878, p. 98.
100. 1 2  Mayorga, Fulgencio (1828). «Memoria». Documentos y datos históricos y estadísticos de la República de El Salvador (Biblioteca Nacional, publicado el 1926).
101. ↑  Marure, 1878, pp. 79 y 99.
102. ↑  Marure, 1878, p. 99.
103. ↑  
Marure, 1878, p. 99; Monterey, 1996, p. 174.
104. ↑  
Marure, 1878, p. 108; Monterey, 1996, p. 174.
105. ↑  Cañas Dinarte, Cortez y Aguilar Avilés, 2006, p. 37.
106. 1 2  Monterey, 1996, p. 175.
107. ↑  
Monterey, 1996, pp. 175-176; Marure, 1878, p. 109.
108. ↑  Monterey, 1996, p. 176.
109. ↑  
Monterey, 1996, p. 176; Marure, 1878, pp. 112-114.
110. ↑  
Monterey, 1996, pp. 176-178; Marure, 1878, p. 116.
111. ↑  
Monterey, 1996, pp. 176-177; Marure, 1878, pp. 116-117 y 118; Montúfar, 1832, pp. 88-89.
112. ↑  
Monterey, 1996, p. 177; Marure, 1878, pp. 119-122.
113. ↑  Monterey, 1996, p. 177.
114. ↑  
Monterey, 1996, p. 178; Marure, 1878, pp. 123-124.
115. ↑  
Monterey, 1996, pp. 178-179; Figeac, 1938, pp. 86-87.
116. ↑  Monterey, 1996, p. 179.
117. ↑  
Monterey, 1996, pp. 179-180; Marure, 1878, pp. 131-132.
118. ↑  
Monterey, 1996, p. 180; Reye, 1910, p. 237.
119. ↑  Monterey, 1996, pp. 180-182.
120. ↑  
Monterey, 1996, pp. 182-183; Marure, 1878, p. 132.
121. ↑  Marure, 1878.
122. ↑  Monterey, 1996, p. 183.
123. ↑  
Monterey, 1996, p. 183; Montúfar, 1878a, Tomo I, pp. 14-15.
124. ↑  
Monterey, 1996, p. 183; Montúfar, 1878a, Tomo I, pp. 16-17.
125. 1 2  Monterey, 1996, pp. 183-184.
126. ↑  Monterey, 1996, pp. 184-185 y 187.
127. ↑  Monterey, 1996, pp. 186-190.
128. ↑  Monterey, 1996, pp. 188-189.
129. ↑  Monterey, 1996, pp. 187 y 189.
130. ↑  
Monterey, 1996; Reyes, 1910, pp. 238-239.
131. ↑  
Monterey, 1996, p. 191; Montúfar, 1878a, Tomo I, p. 54; Figeac, 1938, pp. 92-93.
132. ↑  Monterey, 1996, pp. 191-192.
133. ↑  
Monterey, 1996, pp. 192; Montúfar, 1878a, Tomo I, p. 54-56.
134. ↑  Monterey, 1996, pp. 192-193.
135. ↑  
Monterey, 1996, p. 195; Figeac, 1938, p. 93.
136. ↑  
Monterey, 1996, p. 195; Montúfar, 1832, p. 150; Marure, 1895, p. 143.
137. ↑  
Montúfar, 1832, p. 150; Marure, 1895, p. 143; García Granados, 1877, Primera parte, pp. 261-262.
138. ↑  
Monterey, 1996, pp. 195-196 y 198; Montúfar, 1878a, Tomo I, pp. 61-63.
139. 1 2  Monterey, 1996, p. 196.
140. ↑  
Monterey, 1996, pp. 197-198; Marure, 1895, p. 53-54.
141. ↑  Monterey, 1996, pp. 198-199.
142. ↑  Montúfar, 1878a, pp. 97-98.
143. 1 2  Monterey, 1996, p. 199.
144. ↑  Monterey, 1996, pp. 199-202.
145. ↑  Monterey, 1996, pp. 201-202 y 205.
146. ↑  Monterey, 1996, pp. 202 y 206.
147. ↑  Monterey, 1996, p. 204 y 206-207.
148. ↑  Monterey, 1996, pp. 204-205 y 208.
149. ↑  
Monterey, 1996, pp. 206-207; Montúfar, 1878a, pp. 259-260.
150. 1 2  López Benítez, Luis Ernesto (2007). La Iglesia y la independencia política de Centro América: "El caso de El Estado de El Salvador" (1808-1833). Gregorian Biblical BookShop.
151. ↑  Monterey, 1996, pp. 207-208.
152. ↑  
Reyes, 1910, p. 242; Monterey, 1996, p. 261.
153. ↑  
Monterey, 1996, pp. 207-212; Reyes, 1910, p. 242.
154. ↑  Monterey, 1996, pp. 204 y 212.
155. ↑  
Monterey, 1996, pp. 212-213; Montúfar, 1878a, Tomo I, pp. 267-269.
156. ↑  Monterey, 1996, pp. 214.
157. ↑  Cañas Dinarte, Cortez y Aguilar Avilés, 2006, p. 41.
158. ↑  
Monterey, 1996, p. 214; Montúfar, 1832, p. 150; Marure, 1895, p. 143.
159. ↑  
Monterey, 1996, p. 214; Reyes, 1910, p. 243; Montúfar, 1832, pp. 200-202; Herrera Mena, 2008, p. 127; García Granados, 1877, Segunda parte, p. 34; Chamorro, 1951, p. 322.
160. 1 2 3 4 5  González Torres, Julián (2021). «Poder y territorio, crisis y disputas eclesiásticas entre San Salvador y Guatemala, 1822-1842». Diálogos. Revista electrónica de historia (Centro de Investigaciones Históricas de América Central, Universidad de Costa Rica). doi:10.15517/dre.v22i2.46718.
161. ↑  García Granados, 1877, «Segunda parte», p. 35.
162. ↑  Cañas Dinarte, Cortez y Aguilar Avilés, 2006, p. 45.
163. ↑  
Monterey, 1996, p. 215; Marure, 1895, p. 63.
164. ↑  
Monterey, 1996, p. 215; Montúfar, 1832, p. 224; Herrera Mena, 2008, p. 127; Montúfar, 1878a, pp. 264-266; Bonilla, 2000b, pp. 104-105.
165. ↑  
Chamorro, 1951; Bonilla, 2000b.
166. ↑  
Monterey, 1996, p. 215; Marure, 1895, pp. 64-65.
167. ↑  
Monterey, 1996, p. 216; Montúfar, 1832, p. 224.
168. ↑  Monterey, 1996, pp. 215-216, 219 y 221.
169. ↑  Chamorro, 1951, pp. 314-315.
170. ↑  
Monterey, 1996; Chamorro, 1951.
171. ↑  
Monterey, 1996, p. 218; Bonilla, 2000b, p. 105; Reyes, 1910, pp. 243-244; Chamorro, 1951, pp. 323-324; García Granados, 1877, Segunda parte, p. 43-44.
172. ↑  Montúfar, 1878a, p. 266.
173. ↑  Monterey, 1996, p. 218.
174. ↑  
Monterey, 1996, p. 218; Reyes, 1910, pp. 243-244.
175. ↑  Cañas Dinarte, Cortez y Aguilar Avilés, 2006, p. 49.
176. ↑  
Monterey, 1996, pp. 218-219; Reyes, 1910, p. 244; Montúfar, 1878a, pp. 335 y 337.
177. ↑  
Monterey, 1996, pp. 218-219; Reyes, 1910, p. 244; Montúfar, 1878a, p. 339.
178. ↑  
Monterey, 1996, p. 219; Reyes, 1910, p. 244; Montúfar, 1878a, p. 340.
179. ↑  
Monterey, 1996, pp. 219-220; Reyes, 1910, p. 244; Montúfar, 1878a, pp. 340-342.
180. ↑  
Monterey, 1996, p. 220; Reyes, 1910, p. 245; Montúfar, 1878a, pp. 342-344.
181. ↑  
Monterey, 1996, p. 220; Reyes, 1910, p. 245; Montúfar, 1878a, p. 344; Marure, 1895.
182. ↑  
Monterey, 1996, p. 220; Reyes, 1910, Segunda parte, p. 245; Montúfar, 1878a, p. 344; García Granados, 1877.
183. ↑  
Monterey, 1996, p. 221; Reyes, 1910, pp. 245-246; Montúfar, 1878b, p. 6; Marure, 1895.
184. ↑  
Monterey, 1996, p. 221; Reyes, 1910, p. 246.
185. ↑  
Monterey, 1996, p. 221; Marure, 1895, p. 143; Menéndez, 1855, p. 48.
186. ↑  
Monterey, 1996, p. 221; Chamorro, 1951, p. 354; García Granados, 1877, Segunda parte, pp. 46 y 93.
187. ↑  
Monterey, 1996, p. 221; Herrera Mena, 2008, p. 127.
188. ↑  
Monterey, 1996, p. 222; Marure, 1895, p. 72.
189. ↑  Cañas Dinarte, Cortez y Aguilar Avilés, 2006, p. 51.
190. ↑  Monterey, 1996, pp. 222-223 y 226.
191. ↑  
Monterey, 1996, pp. 224-225; Montúfar, 1878b, pp. 7-10; Reyes, 1910, p. 247.
192. ↑  Monterey, 1996, pp. 225-226 y 230.
193. ↑  Monterey, 1996, pp. 227 y 230-231.
194. ↑  Monterey, 1996, pp. 230-232.
195. ↑  Cañas Dinarte, Cortez y Aguilar Avilés, 2006, p. 56.
196. ↑  
Monterey, 1996; 1910, Montúfar, p. 249; 1878b,, pp. 19-20.
197. ↑  
Monterey, 1996, p. 232; Reyes, 1910, p. 249; García Granados, 1877, Segunda parte, pp. 96-97.
198. ↑  Molina y Morales, Roberto (1970). Los ministros de hacienda, 1838 - 1871. Ministerio de Hacienda.
199. ↑  
Monterey, 1996, pp. 229 y 231-233; Reyes, 1910, pp. 248-250.
200. ↑  
Monterey, 1996, pp. 233-234; Reyes, 1910, p. 250.
201. ↑  
Monterey, 1996, p. 234; García Granados, 1877, Segunda parte, p. 98.
202. ↑  Monterey, 1996, p. 234.
203. ↑  Monterey, 1996, p. 235.
204. ↑  Monterey, 1996, pp. 235-236.
205. ↑  
Monterey, 1996, pp. 236-238; Montúfar, 1878b, p. 25.
206. ↑  Cañas Dinarte, Cortez y Aguilar Avilés, 2006, p. 57.
207. ↑  Monterey, 1996, pp. 237-238 y 240-241.
208. ↑  Monterey, 1996, pp. 238 y 240.
209. ↑  
Monterey, 1996, p. 241; Reyes, 1910, p. 251.
210. ↑  Monterey, 1996, pp. 243.
211. ↑  Monterey, 1996, pp. 243 y 244.
212. ↑  Cañas Dinarte, Cortez y Aguilar Avilés, 2006, p. 59.
213. ↑  
Reyes, 1910, p. 251; Montúfar, 1878b, pp. 64-65.
214. ↑  Monterey, 1996, pp. 244-245.
215. ↑  
Monterey, 1996, p. 245; Chamorro, 1951, pp. 367-368.
216. ↑  
Monterey, 1996, p. 245; Chamorro, 1951, p. 370; Reyes, 1910, p. 252; Marure, 1895, p. 144.
217. ↑  
Monterey, 1996, p. 245; Chamorro, 1951, p. 370; Reyes, 1910, p. 252.
218. ↑  Monterey, 1996, p. 246.
219. ↑  Monterey, 1996, p. 247.
220. ↑  Monterey, 1996, pp. 247-248.
221. ↑  
Monterey, 1996, p. 248; Marure, 1895, p. 144.
222. ↑  Reyes, 1910, pp. 252-253.
223. ↑  
Monterey, 1996, p. 249; Marure, 1895, p. 144.
224. ↑  Cañas Dinarte, Cortez y Aguilar Avilés, 2006, p. 62.
225. ↑  Monterey, 1996, p. 249.
226. ↑  
Monterey, 1996, p. 249; Marure, 1895, p. 144; Montúfar, 1878b, pp. 189-190.
227. ↑  Monterey, 1996, p. 250.
228. ↑  Monterey, 1996, pp. 250-251.
229. ↑  
Monterey, 1996, pp. 252-253; Reyes, 1910, pp. 253-254.
230. ↑  
Monterey, 1996; Montúfar, 1878b, pp. 57-59; Chamorro, 1951, pp. 401-403.
231. 1 2 3  Cañas Dinarte, Cortez y Aguilar Avilés, 2006, p. 65.
232. ↑  Monterey, 1996, pp. 243-244, 251 y 253.
233. ↑  
Monterey, 1996, pp. 253 y 255; Montúfar, 1878b, pp. 101-103 y 169-173; Chamorro, 1951, pp. 390-401.
234. ↑  
Monterey, 1996, p. 254; Marure, 1895, p. 144.
235. ↑  
Monterey, 1996, pp. 254-255; Marure, 1895, p. 144.
236. ↑  Monterey, 1996, p. 255.
237. ↑  Monterey, 1996, p. 256.
238. ↑  Monterey, 1996, pp. 256-258.
239. ↑  
Monterey, 1996, pp. 257-258; Chamorro, 1951, p. 408; Montúfar, 1878b, p. 193.
240. ↑  
Monterey, 1996, p. 258; Chamorro, 1951, pp. 408-409; Montúfar, 1878b, pp. 192-193; Reyes, 1910, p. 255.
241. ↑  Chamorro, 1951, pp. 408-409.
242. ↑  Chamorro, 1951, p. 409.
243. 1 2  Marure, 1895, p. 144.
244. ↑  
Montúfar, 1878b, pp. 194-195; Reyes, 1910, p. 255; Chamorro, 1951, p. 411.
245. ↑  Monterey, 1996, p. 258.
246. ↑  Monterey, 1996, pp. 259-260.
247. 1 2  Cañas Dinarte, Cortez y Aguilar Avilés, 2006, p. 69.
248. 1 2  Monterey, 1996, p. 259.
249. ↑  
Monterey, 1996, p. 258; Montúfar, 1878b, p. 195; Marure, 1895, p. 144.
250. ↑  Monterey, 1996, p. 263.
251. ↑  Cañas Dinarte, Cortez y Aguilar Avilés, 2006, p. 71.
252. ↑  
Monterey, 1996, p. 263; Reyes, 1910, p. 256.
253. 1 2  Monterey, 1996, p. 264.
254. ↑  Monterey, 1996, p. 264-265.
255. ↑  Monterey, 1996, p. 265.
256. ↑  Monterey, 1996 y Reyes, 1910.
257. ↑  Monterey, 1996, p. 266.
258. ↑  
Marure, 1895, p. 144; Monterey, 1996, p. 275.
259. ↑  Monterey, 1996, pp. 269 y 270-271.
260. ↑  Cañas Dinarte, Cortez y Aguilar Avilés, 2006, p. 73.
261. ↑  
Monterey, 1996, pp. 266-268; Reyes, 1910, pp. 256-257; García Granados, 1877, Tomo II, pp. 154-168; Montúfar, 1878b, p. 349.
262. ↑  
Monterey, 1996, pp. 266-268 y 272; Reyes, 1910, pp. 257-259.
263. ↑  Monterey, 1996, p. 269.
264. ↑  
Monterey, 1996, pp. 270-273; Reyes, 1910, pp. 258-259.
265. ↑  Monterey, 1996, pp. 273.
266. ↑  
Monterey, 1996, pp. 273-274; Reyes, 1910, p. 259.
267. ↑  
Monterey, 1996, pp. 274-27; Montúfar, 1879, p. 226-227.
268. ↑  
Monterey, 1996, pp. 271-273; Chamorro, 1951, pp. 448-449 y 455-456.
269. ↑  Monterey, 1996, pp. 274-275.
270. ↑  Chamorro, 1951, pp. 457 y 472-473.
271. ↑  
Monterey, 1996, pp. 277-278; Montúfar, 1879, p. 292.
272. 1 2 3 4  Cañas Dinarte, Cortez y Aguilar Avilés, 2006, p. 76.
273. ↑  
Monterey, 1996, pp. 277-278; Reyes, 1910, pp. 261-262; Montúfar, 1879, pp. 292-293.
274. ↑  
Monterey, 1996, pp. 278-279; Reyes, 1910, p. 262; Montúfar, 1879, pp. 293-295.
275. 1 2  Monterey, 1996, pp. 277 y 279.
276. ↑  
Monterey, 1996, pp. 279 y 282-283; Reyes, 1910, p. 263.
277. 1 2  Monterey, 1996, pp. 279-280.
278. ↑  
Marure, 1895, p. 144; Reyes, 1910, pp. 262-263; Montúfar, 1879, pp. 314-315.
279. ↑  
Monterey, 1996, pp. 280-281; Montúfar, 1879, pp. 315-317 y 330-338.
280. ↑  
Montúfar, 1879, pp. 317-320; Chamorro, 1951, pp. 486-487 y 491.
281. ↑  
Monterey, 1996, pp. 280-281; Montúfar, 1879, p. 320; Chamorro, 1951, pp. 488-489.
282. ↑  
Monterey, 1996, pp. 281-282; Marure, 1895, p. 144; Reyes, 1910, p. 263.
283. ↑  Chamorro, 1951, pp. 490-492.
284. ↑  
Monterey, 1996, pp. 282-283; Chamorro, 1951.
285. ↑  
Monterey, 1996, p. 282; Chamorro, 1951.
286. ↑  Chamorro, 1951, p. 495.
287. ↑  Monterey, 1996, pp. 282-283.
288. ↑  
Monterey, 1996, p. 283; Chamorro, 1951, pp. 504-505.
289. ↑  Cañas Dinarte, Cortez y Aguilar Avilés, 2006, p. 85.
290. 1 2  
Monterey, 1996, p. 283; Reyes, 1910, p. 264.
291. ↑  
Monterey, 1996, pp. 282-283; Reyes, 1910, p. 266.
292. ↑  
Monterey, 1996, p. 284; Reyes, 1910, pp. 264-265.
293. ↑  
Monterey, 1996, pp. 284-285; Montúfar, 1879, p. 355; Chamorro, 1951, pp. 500-501.
294. 1 2 3  Monterey, 1996, p. 285.
295. ↑  Chamorro, 1951, pp. 501-503.
296. ↑  
Monterey, 1996, p. 287; Chamorro, 1951, pp. 509-512.
297. ↑  Monterey, 1996, pp. 287-288.
298. ↑  
Monterey, 1996, p. 288; Reyes, 1910, p. 265.
299. 1 2  
Monterey, 1996, p. 288; Reyes, 1910, p. 268.
300. 1 2  
Monterey, 1996, p. 289; Reyes, 1910, pp. 268-269.
301. ↑  
Monterey, 1996; Reyes, 1910, p. 269.
302. ↑  
Monterey, 1996, p. 289-290; Reyes, 1910, p. 269.
303. ↑  
Monterey, 1996, p. 290; Reyes, 1910, pp. 269-270.
304. ↑  
Monterey, 1996, p. 290; Marure, 1895, p. 144; Reyes, 1910, p. 272; Montúfar, 1879, pp. 487-488.
305. ↑  
Monterey, 1996; Reyes, 1910, pp. 270-271.
306. 1 2  
Monterey, 1996, p. 291; Reyes, 1910, p. 271.
307. ↑  Montúfar, 1879, p. 494.
308. ↑  Monterey, 1996, pp. 291-292.
309. 1 2  Monterey, 1996, p. 292.
310. ↑  
Monterey, 1996, p. 293; Montúfar, 1879, pp. 495-499; Marure, 1895, p. 144.
311. ↑  
Monterey, 1996, pp. 292-294; Montúfar, 1879, pp. 498-499.
312. ↑  
Monterey, 1996, p. 294; Reyes, 1910, p. 272.
313. ↑  Monterey, 1996, p. 296.
314. 1 2  Cañas Dinarte, Cortez y Aguilar Avilés, 2006, p. 88.
315. ↑  
Monterey, 1996, p. 296; Montúfar, 1879, p. 558; Marure, 1895, p. 144.
316. ↑  Monterey, 1996, p. 297-298.
317. 1 2  Monterey, 1996.
318. ↑  
Marure, 1895, p. 127-128; Reyes, 1910, pp. 284 y 339-340; Figeac, 1938, pp. 188-189; Monterey, 1996, p. 297-299.
319. ↑  Reyes, 1910.
320. ↑  
Herrera Mena, 2005, pp. 9-11; Marure, 1895, pp. 17 y 20.
321. 1 2  Bonilla, 2000a, pp. 62-63.
322. ↑  Bonilla, 2000a, pp. 58, 65 y 68.
323. 1 2 3 4  Constitución estatal, Capítulo VI.
324. ↑  Bonilla, 2000a, p. 63.
325. ↑  Menéndez, 1855, pp. 42-48.
326. ↑  Menéndez, 1855, pp. 47-48.
327. ↑  Menéndez, 1855, pp. 48-49.
328. ↑  Constitución estatal, Capítulos V, VI y X.
329. ↑  Constitución estatal, Capítulo XI.
330. ↑  Herrera Mena, 2008, pp. 117-118.
331. ↑  
Bonilla, 2000a, pp. 66-67; Herrera Mena, 2008, p. 125.
332. ↑  Bonilla, 2000a, p. 62.
333. 1 2 3  Constitución estatal, Capítulo IV.
334. 1 2  Constitución estatal, Capítulo VII.
335. ↑  Herrera Mena, 2017, p. 203.
336. ↑  Constitución estatal, Capítulo VIII.
337. ↑  Menéndez, 1855, p. 166.
338. ↑  Herrera Mena, 2017, p. 202.
339. ↑  Herrera Mena, 2017, pp. 202-203.
340. ↑  Herrera Mena, 2017, pp. 203-204.
341. 1 2 3 4  Constitución estatal, Capítulo V.
342. 1 2  Constitución estatal, Capítulo X.
343. ↑  Menéndez, 1855, p. 163.
344. ↑  Menéndez, 1855, pp. 163 y 166.
345. ↑  Menéndez, 1855, pp. 163-165.
346. ↑  
Monterey, 1996, p. 256; Menéndez, 1855, p. 166.
347. ↑  Herrera Mena, 2008, p. 122.
348. ↑  Herrera Mena, Sajid Alfredo (2013). El ejercicio de gobernar: Del cabildo borbónico al ayuntamiento liberal. El Salvador colonial, 1750 - 1821. Universitat Jaume I. ISBN 978-84-15443-13-1.
349. ↑  Herrera Mena, 2017, p. 179.
350. ↑  
Herrera Mena, 2017; Menéndez, 1855.
351. ↑  Menéndez, 1855, pp. 167-168 y 170.
352. ↑  Menéndez, 1855, pp. 168-169.
353. ↑  Menéndez, 1855, p. 171.
354. ↑  Menéndez, 1855, p. 168 y 172.
355. ↑  Herrera Mena, 2017, pp. 207-209.
356. ↑  
Herrera Mena, 2017, pp. 187-188; Avendaño Rojas, 2009, p. 135; Menéndez, 1855, p. 167.
357. 1 2 3  Constitución de la República de Federal de Centroamérica, Título III.
358. 1 2  Menéndez, 1855, p. 167.
359. ↑  Herrera Mena, 2017, pp. 183-184.
360. ↑  Avendaño Rojas, 2009, pp. 137-138.
361. ↑  Avendaño Rojas, 2009, p. 138.
362. ↑  Menéndez, 1855, p. 159.
363. 1 2 3  Sistema de Información Territorial, 2004, p. 29.
364. 1 2 3 4 5 6 7 8 9 10  Lardé y Larín, Jorge (1957). El Salvador: historia de sus pueblos, villas y ciudades. Departamento Editorial del Ministerio de Cultura.
365. ↑  Sistema de Información Territorial, 2004, pp. 28-29.
366. ↑  Menéndez, 1855, pp. 155-159 y 305.
367. ↑  Menéndez, 1855, p. 303.
368. 1 2  Sistema de Información Territorial, 2004, p. 30.
369. 1 2  Menéndez, 1855, p. 160.
370. ↑  Menéndez, 1855, p. 304.
371. ↑  Menéndez, 1855, p. 305.
372. ↑  Menéndez, 1855, p. 109 y 305.
373. ↑  Sistema de Información Territorial, 2004, pp. 30-31.